# Sinagoga

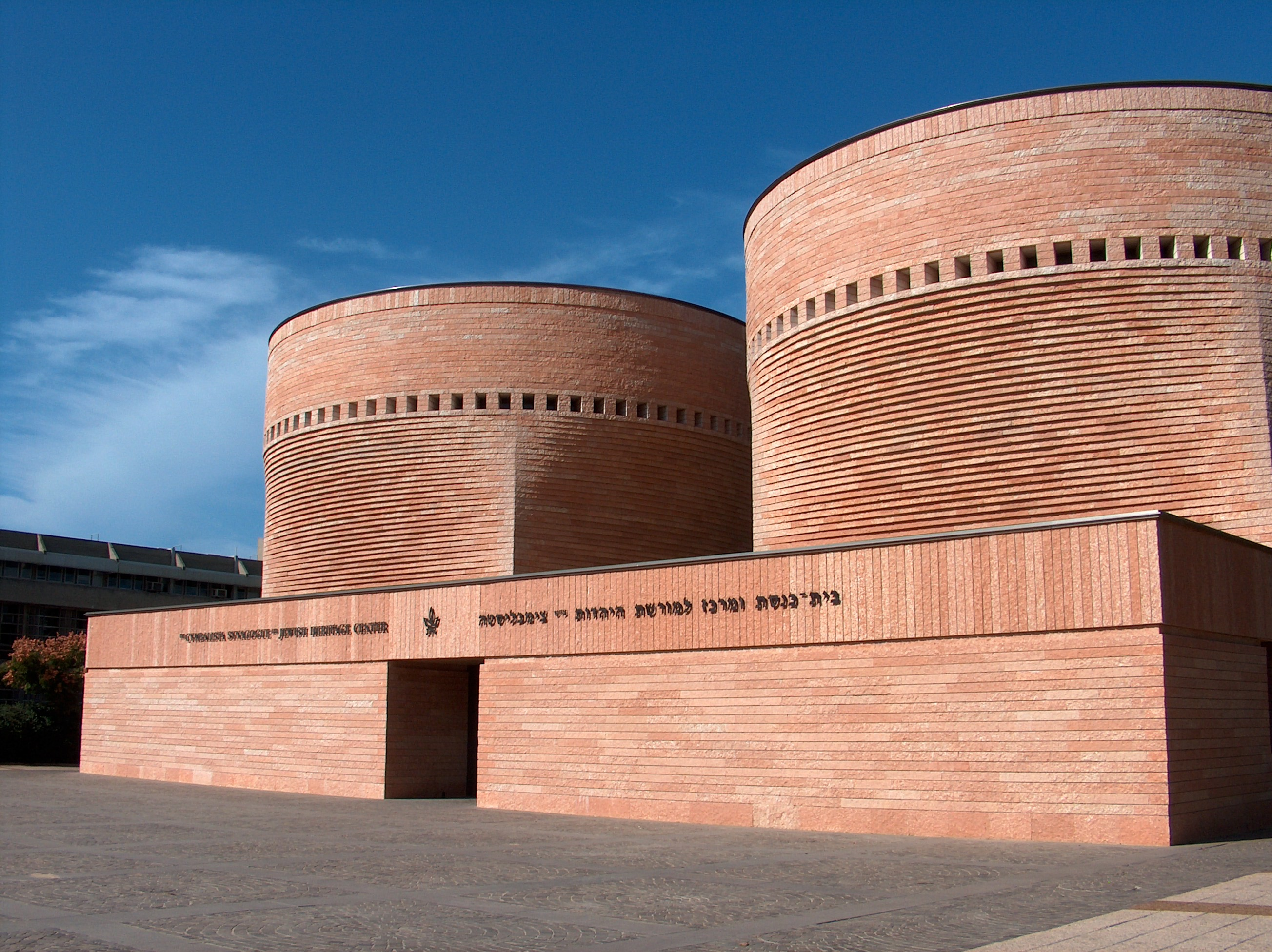
Mario Botta, Sinagoga Cymbalista, Universidad de Tel Aviv, 1996-1998. Su volumetría evoca los rollos de la Torá.

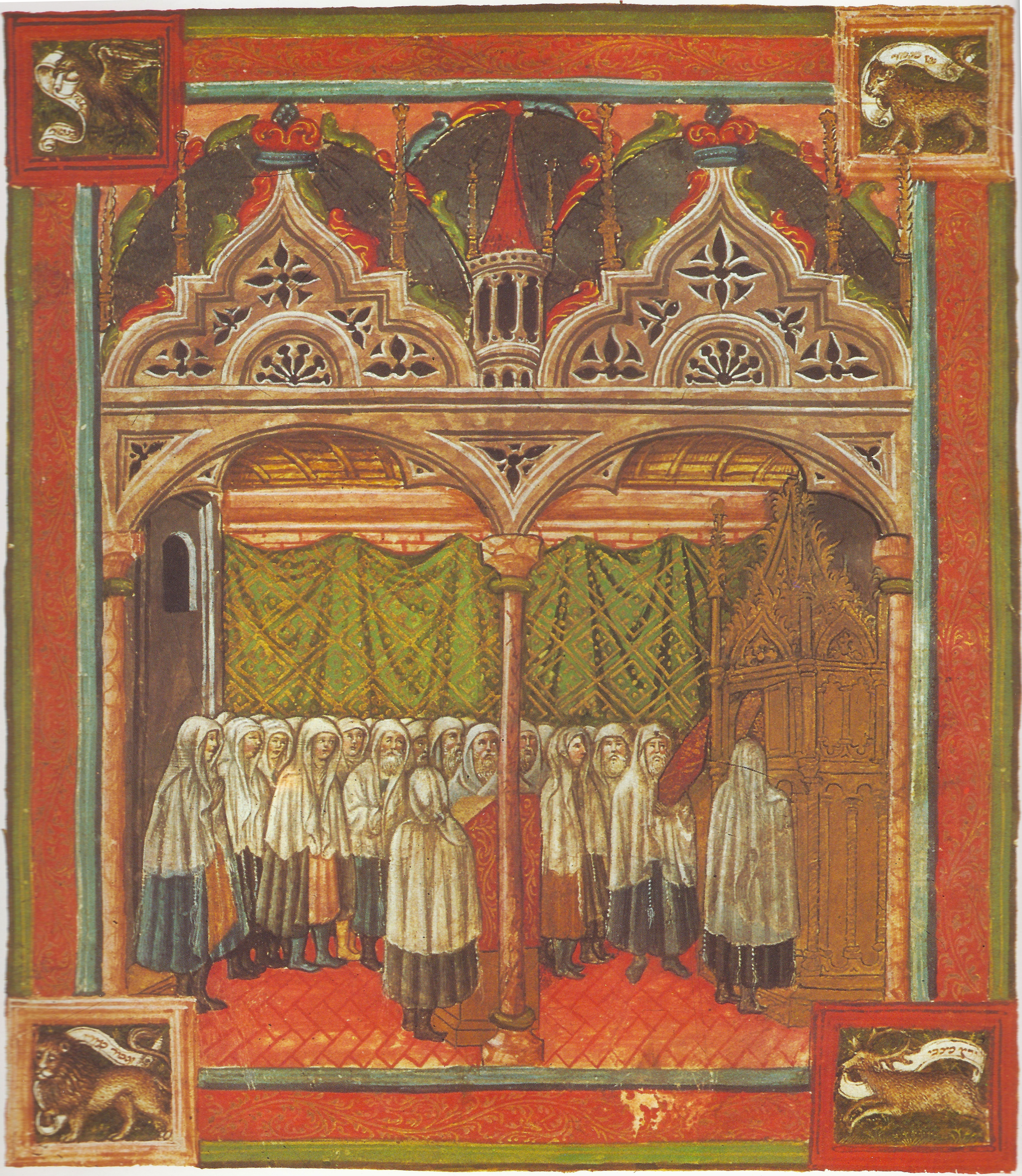
Judíos rezando en el interior de una sinagoga, según manuscrito miniado italiano de 1453.

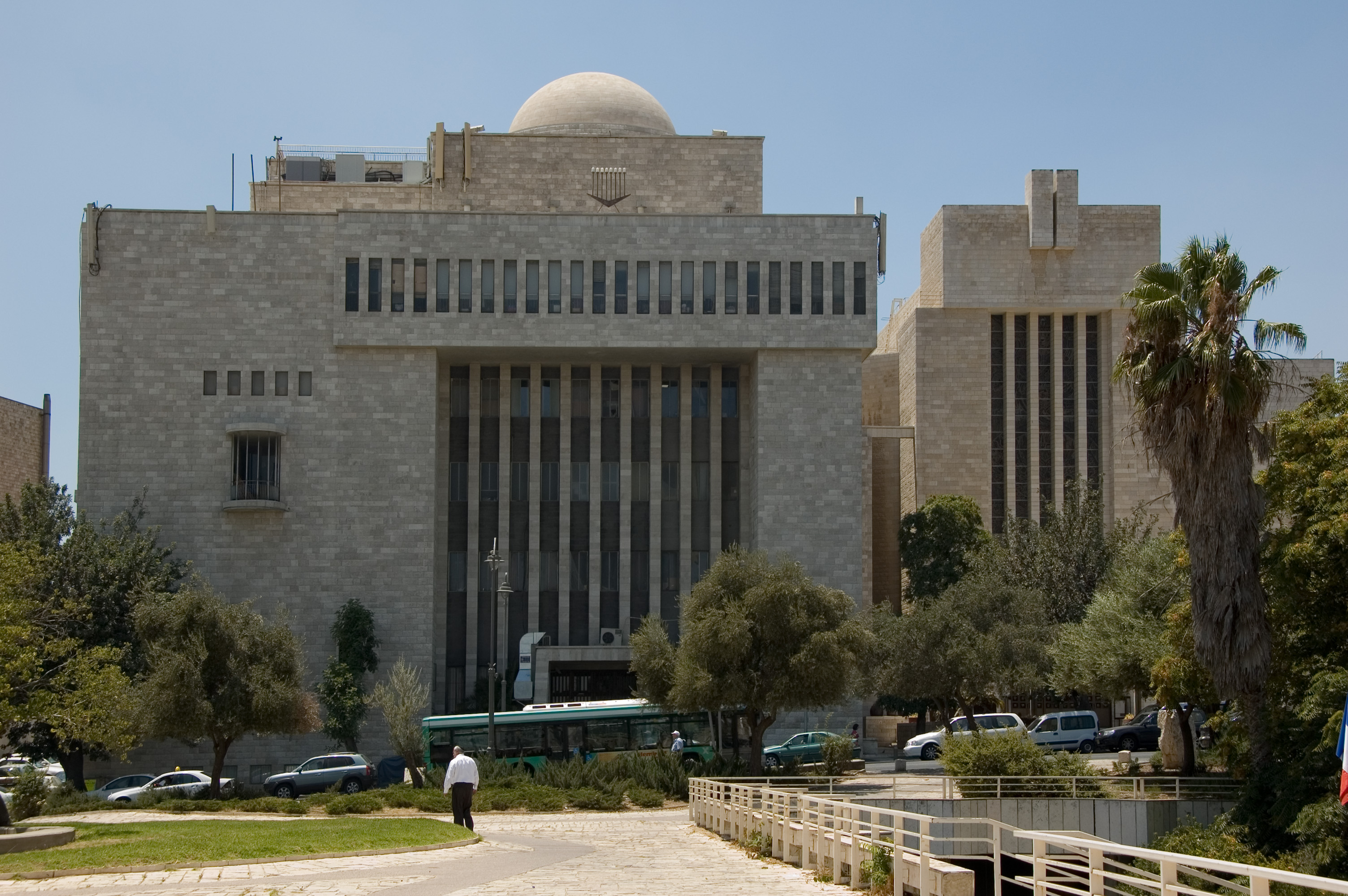
Gran Sinagoga de Jerusalén y sede central del Gran Rabinato de Israel. Complejo erigido en 1982. Arquitecto: Alexander Friedman.

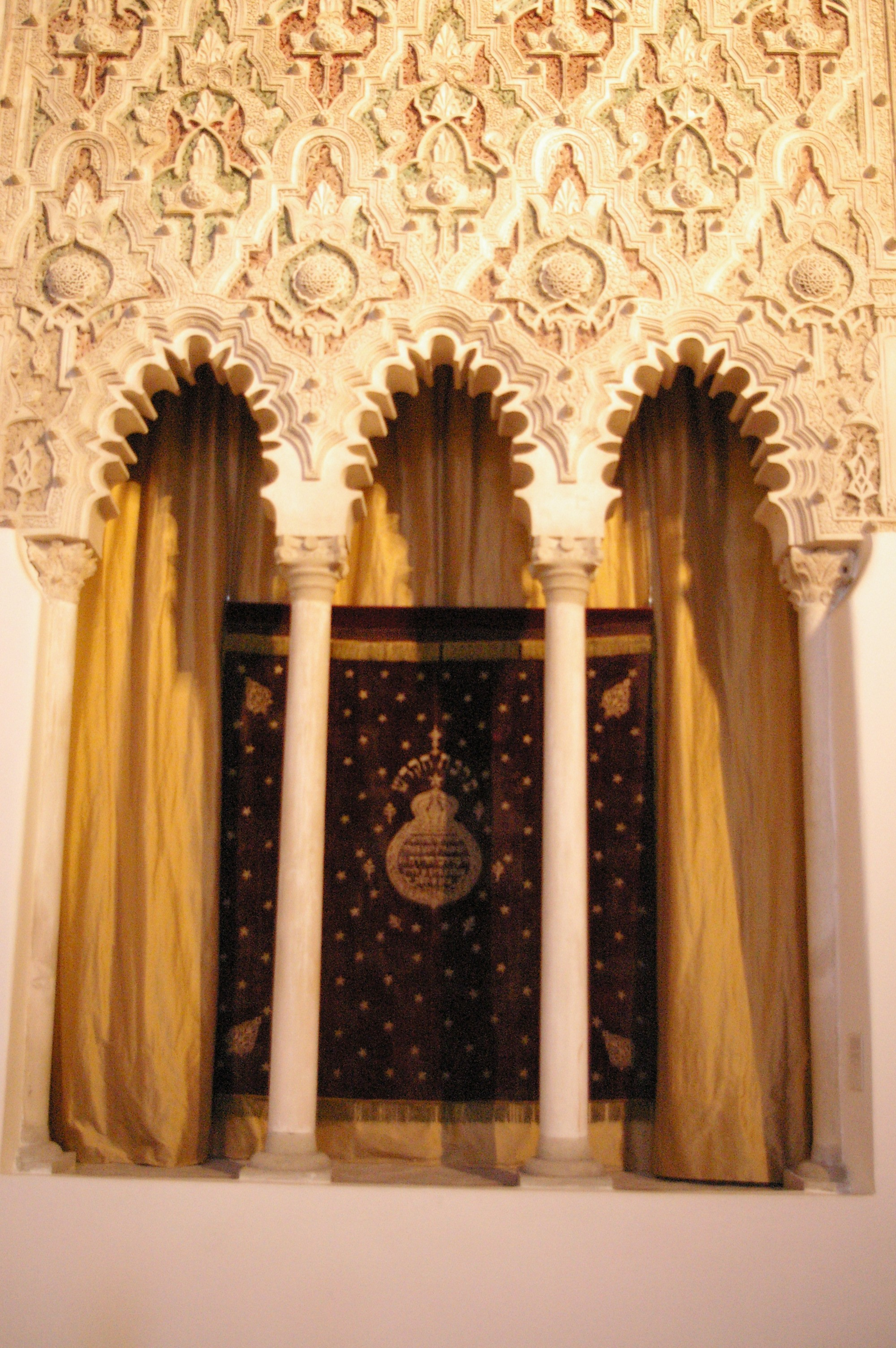
Hejal de la Sinagoga del Tránsito, Toledo, España.

Sinagoga (del griego antiguo Συναγωγή, pron. Synagôgê, 'lugar de reunión'; en hebreo: בית כנסת‎, pron. Beit Knéset, 'casa de la Asamblea') es el nombre del lugar de culto del judaísmo.1 Por extensión designa también al judaísmo en su conjunto, de la misma forma que «Iglesia» representa al cristianismo. Cabe notar que la palabra Synagôgê es la misma que en el Nuevo Testamento, donde se traduce como 'iglesia'. Esta palabra en hebreo también aparece en la versión griega del Antiguo Testamento, en la cual se traduce como 'congregación' o 'Asamblea'.
Se trata de un sitio de oración y estudio, pero también de reunión, diálogo e interpretación de la Torá, de ahí su nombre hebreo: 'Casa de la Asamblea'.
Aunque se poseen pocos datos acerca del origen de las primeras sinagogas, posiblemente ellas se remonten a tiempos posteriores a la división de los dos reinos hebreos (Judá e Israel, 930 a. C.), o pueden haber tenido su origen luego de la destrucción del primer Templo de Jerusalén (587 a. C.) y durante el cautiverio judío en Babilonia (586-537 a. C.). El número de sinagogas creció al establecerse la lectura pública de la Torá. En el año 70, en el momento de ser sitiada y destruida por las legiones de Tito, Jerusalén contaba con unas cuatrocientas sinagogas.
En sus comienzos, no siempre se trataba de edificios construidos específicamente para el culto; cualquier local podía hacer las veces de lugar de reunión, pero con el tiempo se utilizaron grandes edificios destinados expresamente a ser sinagogas.
Estas sinagogas antiguas estaban administradas por un notable o un consejo de tres notables. La explicación del texto sagrado se reservaba a un rabino o algún fiel versado en el conocimiento de la ley mosaica (es decir, transmitida por Moisés).
Generalmente las sinagogas están orientadas hacia Jerusalén. Al fondo se halla un armario o tabernáculo, el arca sagrada (Hejal en la tradición sefardí o Arón HaKodesh en la tradición asquenazí) que contiene los rollos de la ley (Torá).

Yo (Dios) debo ser santificado entre los israelitas

Ante el tabernáculo pende una lamparilla que arde constantemente en recuerdo de la luz perpetua (Ner Tamid) que brillaba en el sagrado Templo de Jerusalén. Un candelabro, por lo general de siete lámparas en línea, evoca el célebre candelabro, la Menorá del Templo. Una mesa de pupitre, colocada sobre una plataforma llamada Tebah en la tradición sefardí (Bimah en la tradición asquenazí), hace las veces de altar; sobre ella se lee la Torá. En las sinagogas sefardíes, es allí donde se detiene el oficiante. En las sinagogas asquenazíes, el oficiante se coloca detrás de un atril llamado popularmente "Amud", situado a un lado del arca sagrada o bien frente a ella.

## Etimología y otros nombres

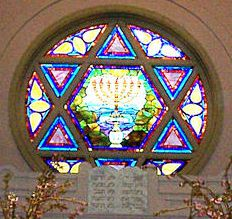
Vitral con Estrella de David y Menorá en la Sinagoga de las Calles 6.ª y 1.ª, Washington D. C., 1908.

Una sinagoga es un lugar de culto judío. El término proviene del latín sinagōga, y este del griego sÿnagōgē, del verbo sÿnágein ('reunir, congregar'). En hebreo se llama Bet haKenéset (בית הכנסת), o 'lugar de reunión'.
Sinagoga tiene múltiples equivalentes, correspondientes a las diferentes lenguas de los judíos y también a su sensibilidad religiosa. El yidis utiliza la palabra שול, shoul ('escuela') y el ladino אסנוגה , esnoga. Ciertas congregaciones emplean también el término beit tefila, 'casa de oración'. Los judíos persas y los caraítas utilizan el término vecino kenessa, derivado del arameo. Los judíos reformistas y ciertos conservadores las nombran a veces como 'templo'.
Filón de Alejandría y el Nuevo Testamento utilizan también el término proseuque del griego antiguo προσευχή, 'oración', además de 'lugar de oración'.

## Origen
Al día de hoy no hay consenso entre los científicos sobre cuándo poner el origen histórico de la sinagoga. La tradición judía atribuye su origen a Moisés. Sin embargo desde la publicación en 1583 del libro de Carlos Sigonius De Republica Hebraehorum libri VII se comenzó a considerar como época más probable la del exilio de Babilonia, y tal vez más concretamente con Esdras. Hoy en día, sin embargo, la tendencia es a retrasar mucho más su origen.

## Función
Habitualmente las sinagogas tienen un santuario, es decir, un gran vestíbulo de oración, en el cual están contenidos los Libros de la Torá. Pueden contar también con una sala para eventos comunitarios. Sin embargo, las sinagogas contienen sobre todo pequeñas piezas reservadas para el estudio, e incluso un Bet midrash ('casa de estudio'). Así, aunque inicialmente destinada al culto, la sinagoga se ha ido convirtiendo durante la historia judía en un lugar para la enseñanza de la tradición y la lengua hebraica a niños y adultos dada por los rabinos. La preponderancia de este papel es tal que Filón de Alejandría, además de los judíos de Venecia y aquellos de los países asquenazíes, designan a las sinagogas con el nombre de didaskaleia, scuola o שול, es decir, 'escuela'. Este nombre es siempre utilizado para hablar de las sinagogas de manera informal, sobre todo en el entorno asquenazí.

## La sinagoga en los textos
Ni el término ni el concepto de sinagoga se encuentran en el Pentateuco (aunque la tradición rabínica así como Filón de Alejandría y Flavio Josefo afirman que sí). La idea de una oración colectiva no es mencionada más, y el único lugar de culto descrito es el Tabernáculo, un santuario transportable donde se encontraban las Tablas de la Ley en el interior del Arca de la Alianza. Esta se encontraba en el Templo de Salomón, construido para alojarla de forma permanente.

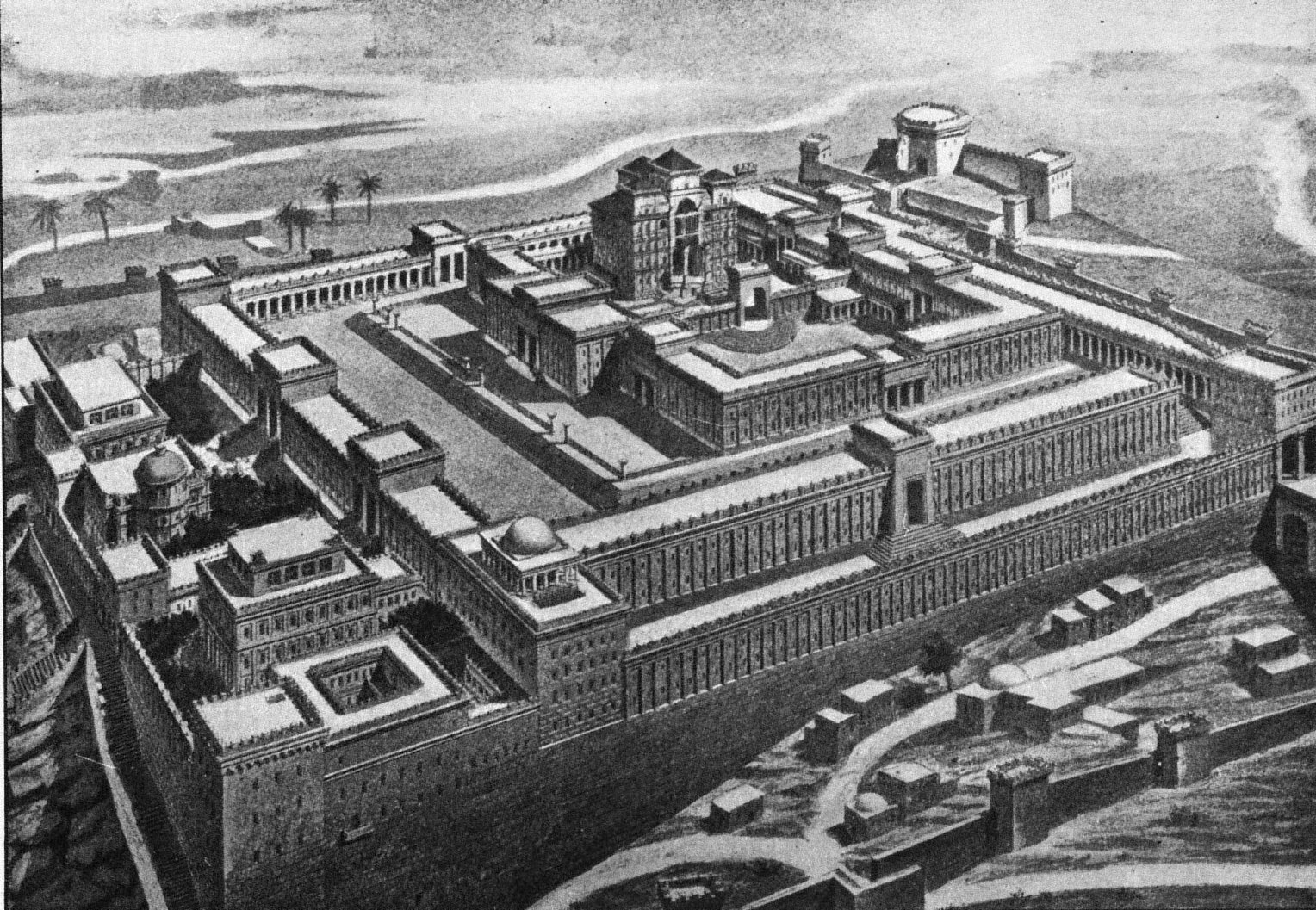
Reconstrucción del Templo de Jerusalén.

La primera evocación de una concentración fuera del Templo se encuentra en Isaías 8:16: se trata de un círculo de discípulos reunidos a su alrededor, con el fin de escuchar a través de él, la palabra de Dios y la Torá. Es igual el caso de Ezequiel 8:1, donde los ancianos de Judá se reúnen en la casa de Ezequiel. El salmo 74:8 probablemente fechado en el primer exilio, menciona «los centros consagrados a Dios en el país».

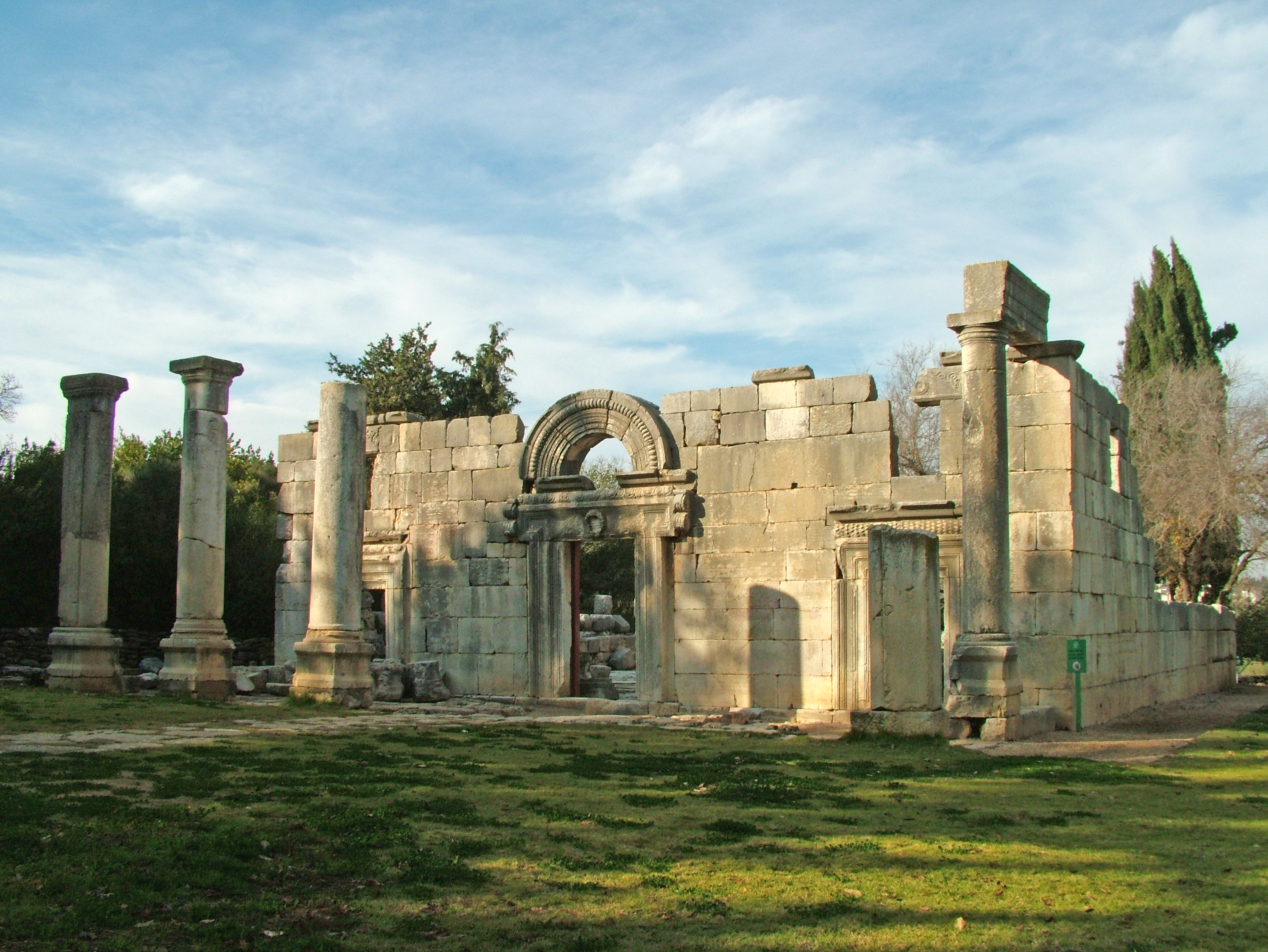
Ruinas de la antigua sinagoga de Bar'am.

Las sinagogas se multiplicaron después de la destrucción del primer y el segundo Templo: según una tradición rabínica consignada en la Mishná (la cual fue compilada hacia el 200 d. C., más de un siglo después de la destrucción del segundo Templo), una gran ciudad tiene que contar obligatoriamente con diez batlanim, de lo contrario es un pueblo. Un batlan se define como un individuo que ha renunciado a su trabajo para ir a rezar. La Mishná dice que existe una sinagoga en cualquier sitio donde un minyán de diez hombres es capaz, no importa en qué momento, de reunirse para rezar. Los Hechos de los Apóstoles indican también que las sinagogas que encontraban en cada ciudad existían desde hace numerosos años (Hechos 15:21), y citan muchas, entre ellas las de Cirene y las de Alejandría.
El Talmud menciona numerosas sinagogas en Mesopotamia, entre ellas la de Nehardea, y más de 400 sinagogas en Jerusalén antes de la destrucción del segundo Templo, mientras que los Evangelios evocan las de Nazaret y Cafarnaúm. Pablo predica en las sinagogas de Damasco, de Salamina, de Antioquía, etc.
La destrucción del segundo Templo aumentó la importancia de la sinagoga: allí se preservaron los ritos judíos (con la excepción de los sacrificios) y se reunió desde entonces el minyán, compuesto de diez varones. Subsecuentemente las sinagogas se multiplicaron durante el casi dos veces milenario exilio de la enorme mayoría del pueblo judío y, desde 1948, tanto en Israel como en aproximadamente otros ochenta países.

## Un Templo en miniatura

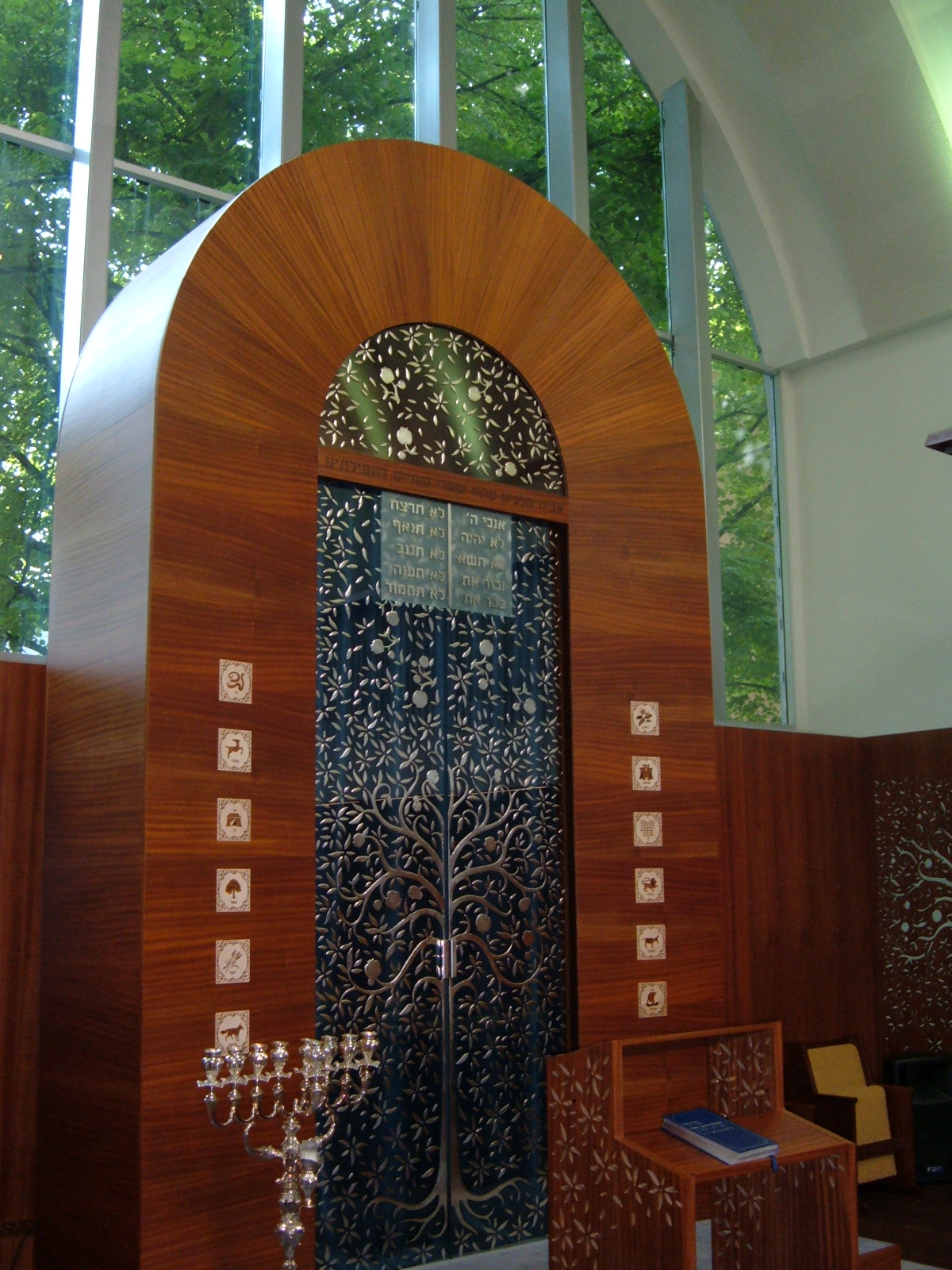
Arón Ha-Kodesh de la Sinagoga de Tallinn.

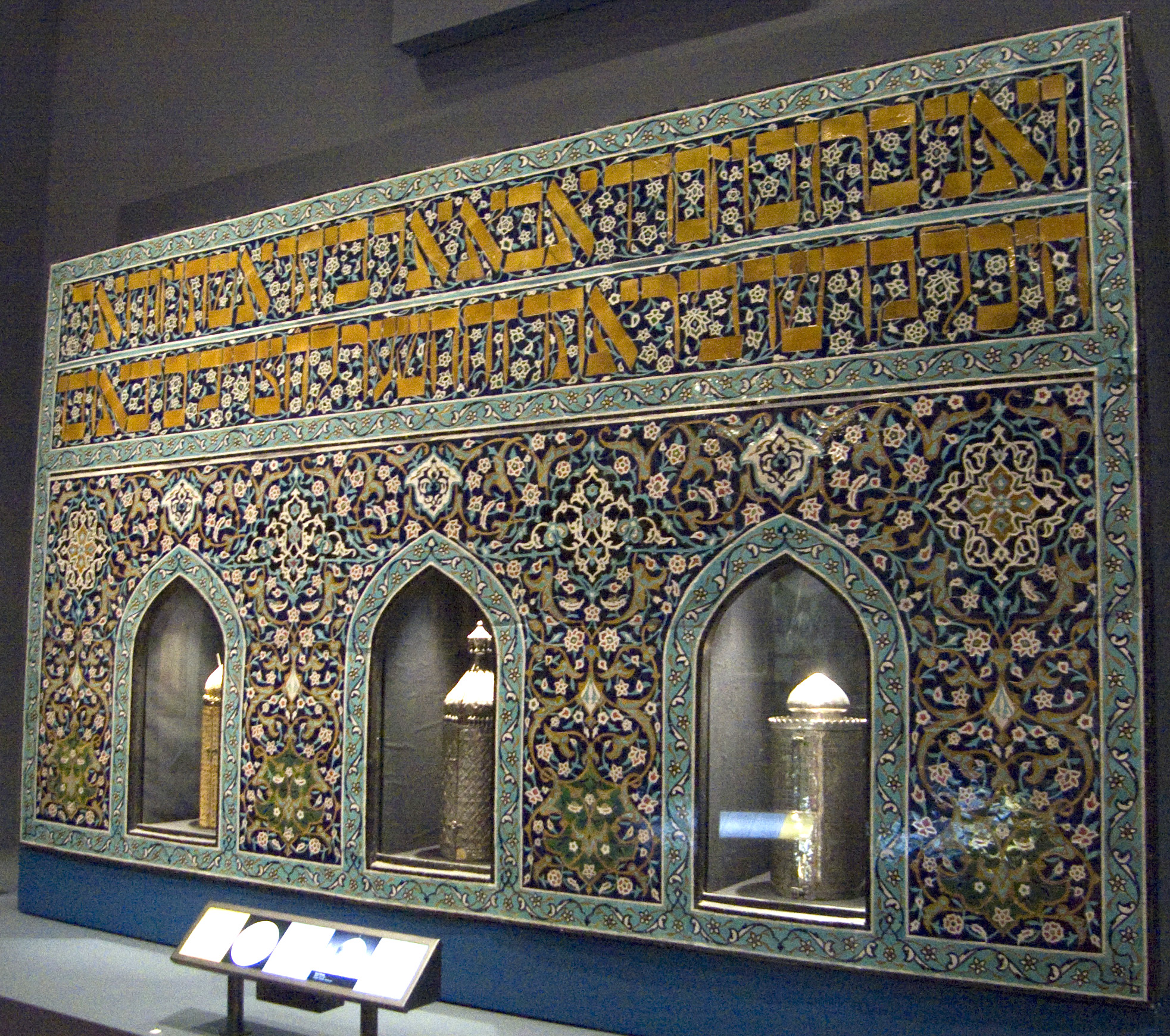
Hejal de la Sinagoga de Isfahán, Persia,. Porción azulejada con inscripción hebrea.

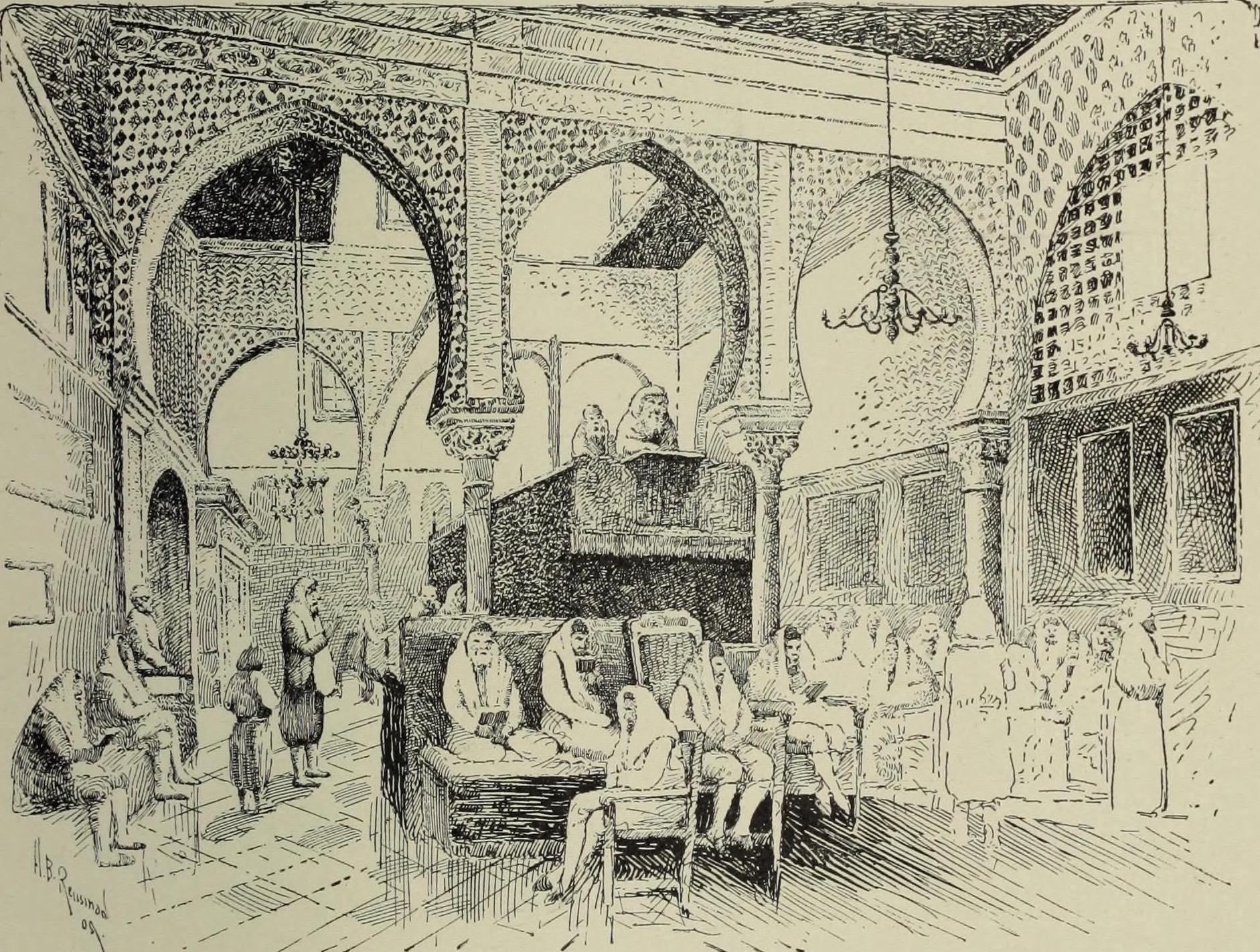
Tarima para lectura de la Torá en una sinagoga de Argelia.

Tanto las sinagogas ortodoxas como las reformistas se remiten, al menos simbólicamente, al santuario. Sus planos están hechos a semejanza de los Templos de Jerusalén, de los 'shtiblekh' (el 'shtibl' es una palabra yidis para designar una pequeña estancia de rezo y estudio, pero menos formal que una sinagoga) y del Tabernáculo, como está descrito en la Terumá.
Una sinagoga contiene por lo tanto una plaza donde se reúne la asamblea, un candelabro, un sitio elevado donde se realiza el culto, y un lugar santo donde está guardado, en un armario protegido del exterior por una cortina, la Toráh dada a Moisés por Dios:
- La tarima o lugar elevado (conocido como 'tebá' en sefardí y 'bimah' en asquenazí) es el equivalente del altar en la época del Tabernáculo y de los Templos. Es allí donde se coloca el oficiante y lee la Toráh.
Tradicionalmente situada en mitad de la habitación, ha sido desplazada en los templos reformistas hacia la parte delantera de la sala de oración, frente a los fieles.[25]
- En el equivalente del Templo de Jerusalén se encuentra un armario, equivalente del Arca de la Alianza. Los asquenazíes lo llaman Arón Ha-Kodesh ('Arca Santa'), mientras que los sefardíes lo llaman Hejal ('Templo'). Contiene los rollos de la Torá. Estos son indispensables para que un lugar de reunión sea considerado como una sinagoga, de lo contrario sería una havurah.
Es en el arca desde donde los cohen (fieles descendientes de Aarón, y cumplidores simbólicos de las tareas correspondientes a sus ancestros de la época de los Templos) bendicen la asamblea.
El arca está situada en la pared orientada hacia Jerusalén,[26] es decir, a oriente (Mizraj) en los países situados al oeste de Jerusalén y a occidente en los situados al este. Muchas sinagogas están orientadas hacia Jerusalén, aunque algunas transgreden la regla por motivos estructurales.
- Un candelabro, análogo de la menorá,[27] es especialmente brillante durante los oficios. Como uno de los brazos de la menorá ardía continuamente en la época del Templo, una lámpara o un farolillo, a menudo eléctrico, tiene actualmente el papel de ner tamid (del hebreo נר תמיד, 'luz eterna').

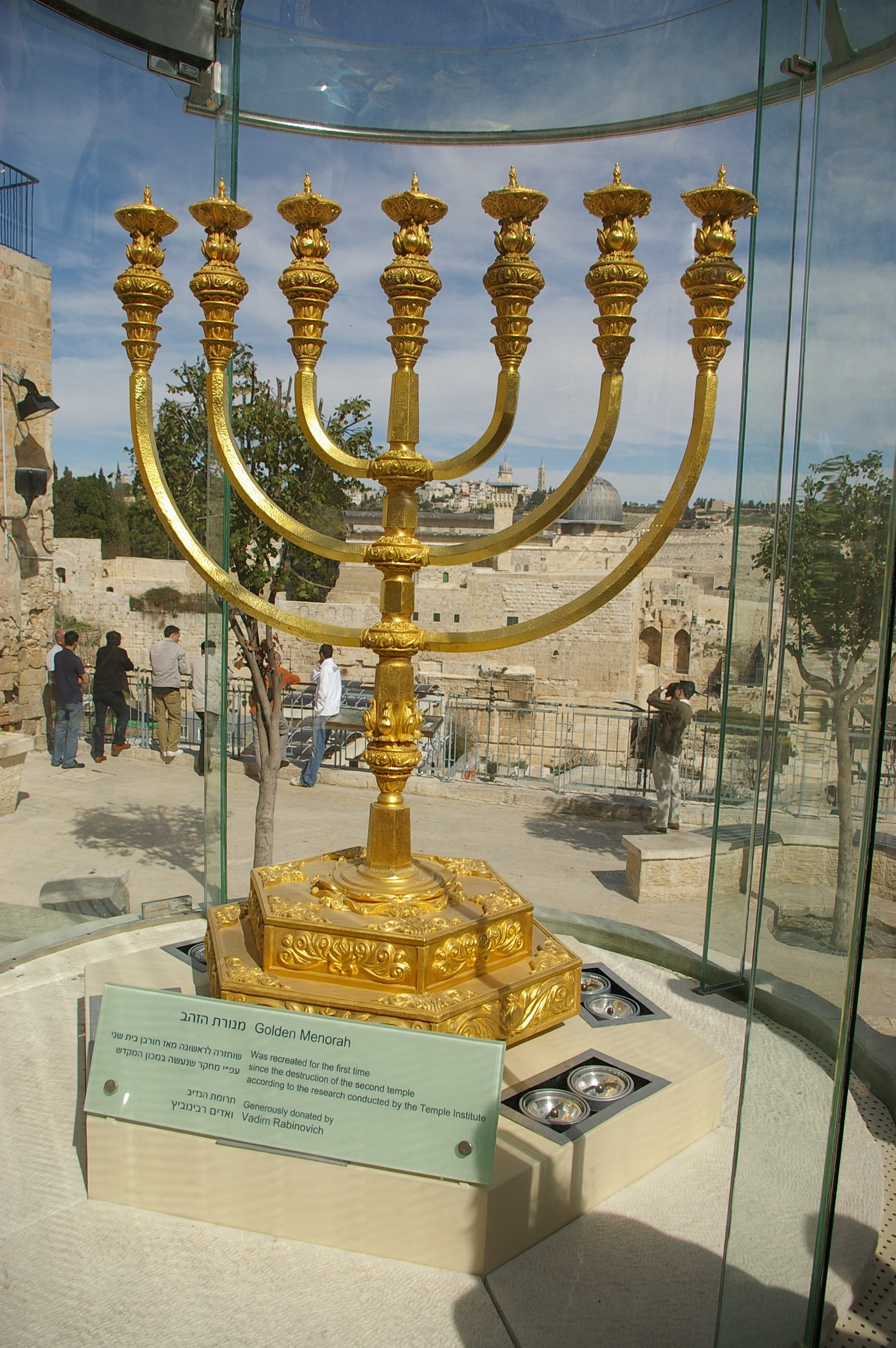
Menorá para el Tercer Templo y exhibida en proximidad al Muro de las Lamentaciones en Jerusalén en 2008.

- Como reminiscencia del Templo de Jerusalén, donde se instaló un balcón para separar a hombres y mujeres durante la Simchat Beit HaShoeivah,[29] los hombres y las mujeres están separados por una mechitsa durante la oración en las sinagogas ortodoxos. A menudo las mujeres disponen de una galería, poco disimulada a los hombres, desde donde pueden asistir al oficio.
En la Sinagoga Vieja-Nueva, las mujeres cuentan con una sala separada de la habitación principal por una gruesa pared agujereada con estrechas aberturas.
En Pfaffenhoffen, Alsacia, las mujeres están detrás de los hombres, separadas de ellos por una especie de cercado de madera.
Esta separación desapareció en las sinagogas liberales o reformadas y en la mayor parte de las sinagogas conservadoras de los Estados Unidos, donde hombres y mujeres rezan uno al lado del otro.
No se encuentra tampoco mechitsa en los kenessots caraítas, el origen de este uso no figura explícitamente en la Biblia. Sin embargo hombres y mujeres están separados por pudor en la oración, ya que contiene numerosas postraciones.

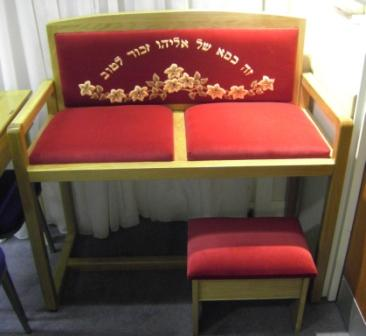
Sillón del profeta Elías, empleado durante la caremonia de la circuncisión. La inscripción hebrea en el respaldo reza: "Este es el sillón de[l profeta] Elías, bien recordado [sea]."

- La sinagoga contiene a menudo una estancia llamada geniza (del hebreo גניזה, 'depósito'), donde están enterrados los textos obsoletos o borrados que llevan uno de los siete nombres de Dios, al no poderse tratar de manera indigna.[31] De hecho, la tradición judía prohíbía destruirlos y ordenaba que fueran enterrados, incluso cuando se trataba de textos no canónicos, incluso heréticos.[32]
Las genizas pueden esconder tesoros arqueológicos: la del Cairo, por ejemplo, contenía 250 000 fragmentos, entre ellos la correspondencia de Maimónides[33] y ha sido calificada como «ventana a la vida judía medieval»,[34] y la de la Sinagoga Vieja-Nueva protegía, según la leyenda, el Golem del Maharal de Praga.[35]
Los escritos de Filón de Alejandría y de Flavio Josefo dan a pensar que en su época se depositaban igualmente las donaciones para el Templo de Jerusalén.[36]
- Es costumbre instalar la 'huppah' (del hebreo חוּפָּה, dosel bajo el cual se celebran las bodas), pero esta costumbre no está forzada por ley, y la 'huppah' está a menudo instalada en el exterior, particularmente en Israel.
- También encontramos a veces en las sinagogas el "Sillón del profeta Elías", utilizado durante la ceremonia de la circuncisión.[37]

## Las sinagogas antiguas
Las sinagogas más antiguas y conocidas a día de hoy se encuentran en la Tierra de Israel, y son prácticamente del último siglo antes de la destrucción del Segundo Templo. Las sinagogas anteriores, centros de Dios descritos en los salmos, fueron destruidas. Las de los siglos siguientes fueron frecuentemente destruidas por los cristianos o transformadas en iglesias, como la de Stobi.
La sinagoga más antigua de la que se tiene constancia estaba en Jericó, situada cerca de las ruinas de un palacio asmoneo, descubierta junto a una mikve al lado del Wadi Kelt por el profesor Ehud Netzer, y que data del primer siglo a. C.
La sinagoga más conocida actualmente es la de Masada, la fortaleza que domina el Mar Muerto. Sin embargo, hay otras más antiguas, como la sinagoga de Herodión, la fortaleza del rey Herodes, situada a 12 kilómetros de Jerusalén, donde este se hizo enterrar, y la sinagoga de Gamla, antigua capital de Golán. Se conoce también una sinagoga del siglo I en Jerusalén, la de Theodotos. Según su dedicatoria descubierta en 1913, servía para la lectura de la ley, para su enseñanza y para el hospedaje de los viajeros.
Después de la destrucción del Templo, los romanos prohibieron la construcción de sinagogas en Palestina. Las destrucciones continuaron con la rebelión de Bar Kojba del 132 al 135, pero muchas comunidades judías se mantuvieron hasta la conquista árabe, como atestigua la presencia de más de un centenar de ruinas de sinagogas, de las cuales las más antiguas datan del siglo III. La mayor parte de ellas se encuentran situadas en Galilea, pero también en el Golán, en el sur del país, en Beit She'an o en Gaza.
Una de las sinagogas más célebres de esta época es la de Cafarnaúm, situada en el mar de Galilea, probablemente en el lugar evocado en los Evangelios. Estas sinagogas adoptan a menudo la planta basilical de los edificios griegos, y están decoradas con símbolos judíos como la menorá. La sinagoga de Beit Alfa exhibe también mosaicos que representan el zodíaco, y la de Hammath personajes de la mitología griega. En Hammath Gader, sobre el río Yarmuk, el suelo de mosaico estaba adornado con motivos geométricos. El de delante de la bimá, el más elaborado, representa dos cipreses y dos leones girados hacia el centro y una guirnalda rodeando una dedicatoria que acaba con estas palabras en arameo: «... cuyos actos de caridad son en todos lados constantes y que donaron aquí cinco monedas de oro. Que el Rey del universo bendiga su obra. Amén. Amén. Selah.»

Sinagogas de la Antigüedad, postrimerías de la diáspora, siglos - e. c.

Con la diáspora, las sinagogas se expandieron por el mundo helenístico y romano. Las más antiguas, conocidas por las dedicatorias, son la de Schedia, a una veintena de kilómetros de Alejandría, la de Xenephiris, la de Nitrae y la de Naucratis, y datan del siglo III, pero en aquellas en las que quedan ruinas son mucho más recientes.
La sinagoga de Sardes en Lidia, situada en las antiguas termas romanas, es una de las sinagogas más grandes que se conozcan, con sus 122 metros de longitud. La de Naro, hoy llamado Hamman-Lif en Túnez, presenta remarcables mosaicos.
La sinagoga de Dura Europos en Siria sobre el Éufrates está decorada con frescos. Descubierta en 1920, fue enterrada para mantener un asedio en el 256 cuando no tenía más que 12 años. Los frescos que lo adornan, que actualmente se encuentran en el museo de Damasco, están en un excelente estado de conservación. Representan escenas bíblicas con una multitud de personajes, incluidos Moisés y Ezequiel, lo que es raro en una sinagoga debido a la prohibición de las imágenes promulgada hace mucho tiempo por los rabinos, incluso parecen existir otras sinagogas pintadas, como en Huseifa o en Maoz Haim. La sinagoga de Dura Europos es la primera sinagoga conocida donde parecer haber una caseta para proteger el hejal en la pared oeste de la sinagoga, permitiendo así a los fieles girarse hacia el oeste y hacia Jerusalén durante la oración.
Se distinguen a menudo dos tipos de sinagogas antiguas: los grandes edificios orientados hacia Jerusalén sin Arca de la Alianza, ya que los rollos de la Torá estaban conservados en una habitación contigua para ser llevados a la sala de oración durante la lectura de la Torá, como en Cafarnaúm; y las "basílicas", con planta de edificios públicos romanos, semejantes a las iglesias de Oriente con una nave central separada de dos arcenes por columnas y uno de los ábsides orientado hacia Jerusalén protegiendo los rollos de la Torá.

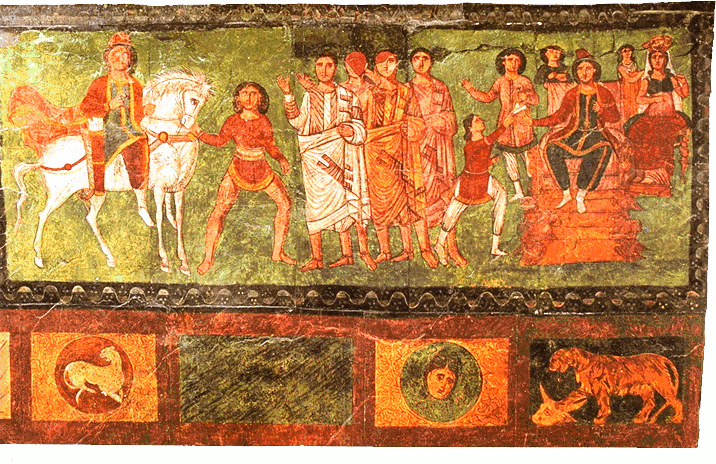
Imaginería del Libro de Ester, fresco parietal, Sinagoga de Dura-Europos, Siria, 244 e. c. El persa Amán debe conducir a Mardoqueo.
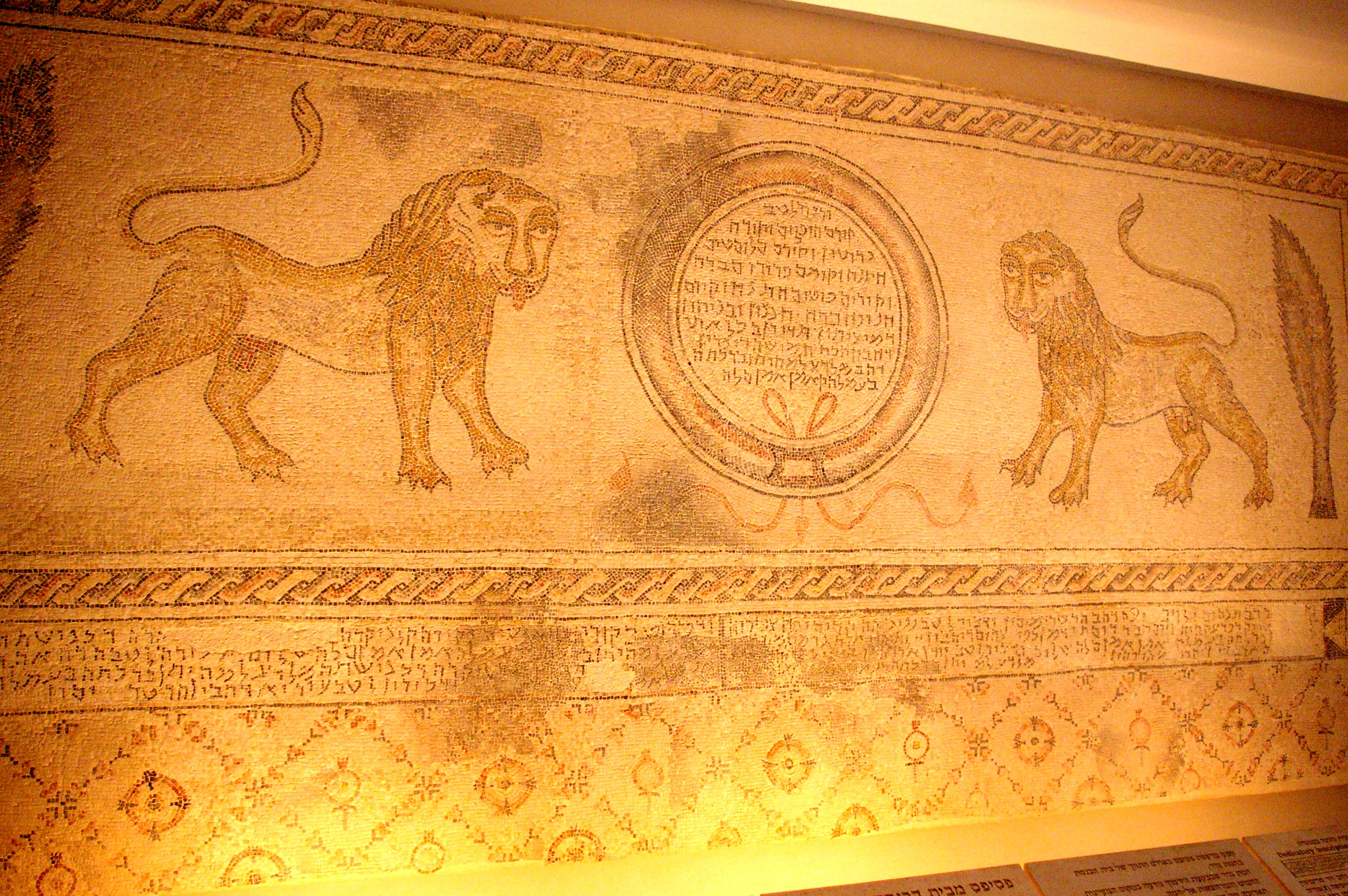
Mosaico de Hammath Gader, siglo VI. Exhibido en la Corte Suprema de Israel, Jerusalén.
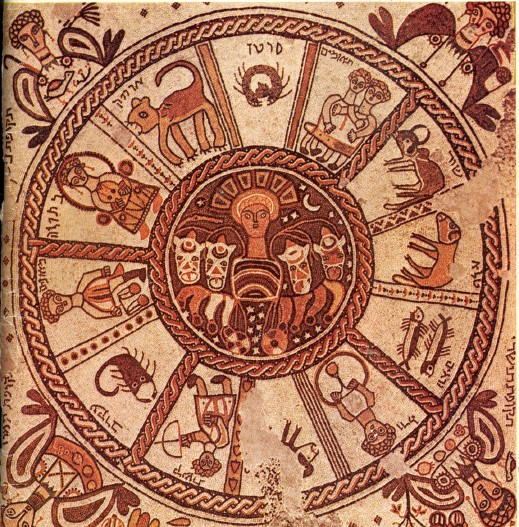
Marianos y Janina, Pavimento mosaico bizantino de la Sinagoga Beit Alfa, siglo VI. La composición incorpora los doce motivos zodíacos por ser coincidentes con los doce meses del calendario hebreo.[45] La presencia del motivo central del sol tiene aquí una justificación de orden astronómico (y no religioso).[46] Las cuatro figuras de las esquinas representan los cuatro hitos del año,[47] solsticios y equinoccios, nombrados en hebreo según el mes en que cada uno de ellos ocurre.[48] Kibutz Beit Alfa, Israel.

La ornamentación de las sinagogas antiguas de Oriente Medio está por lo tanto fuertemente influenciada por la cultura cercana. Por ejemplo, los frescos de Dura Europos y los de las iglesias cristianas bizantinas posteriores tienen cierto parentesco, lo que da a suponer que existían modelos comunes.
En Occidente, la sinagoga más antigua de la que se tiene constancia es la de Ostia, el antiguo puerto de Roma. Data originalmente de la segunda mitad del siglo I, pero fue agrandada y embellecida más adelante. Construida a lo largo de la ribera, muestra, por sus grandes proporciones y su decoración, la riqueza de la comunidad local. Las inscripciones funerarias demuestran la existencia de una docena de sinagogas en Roma.

## Sinagogas destacadas

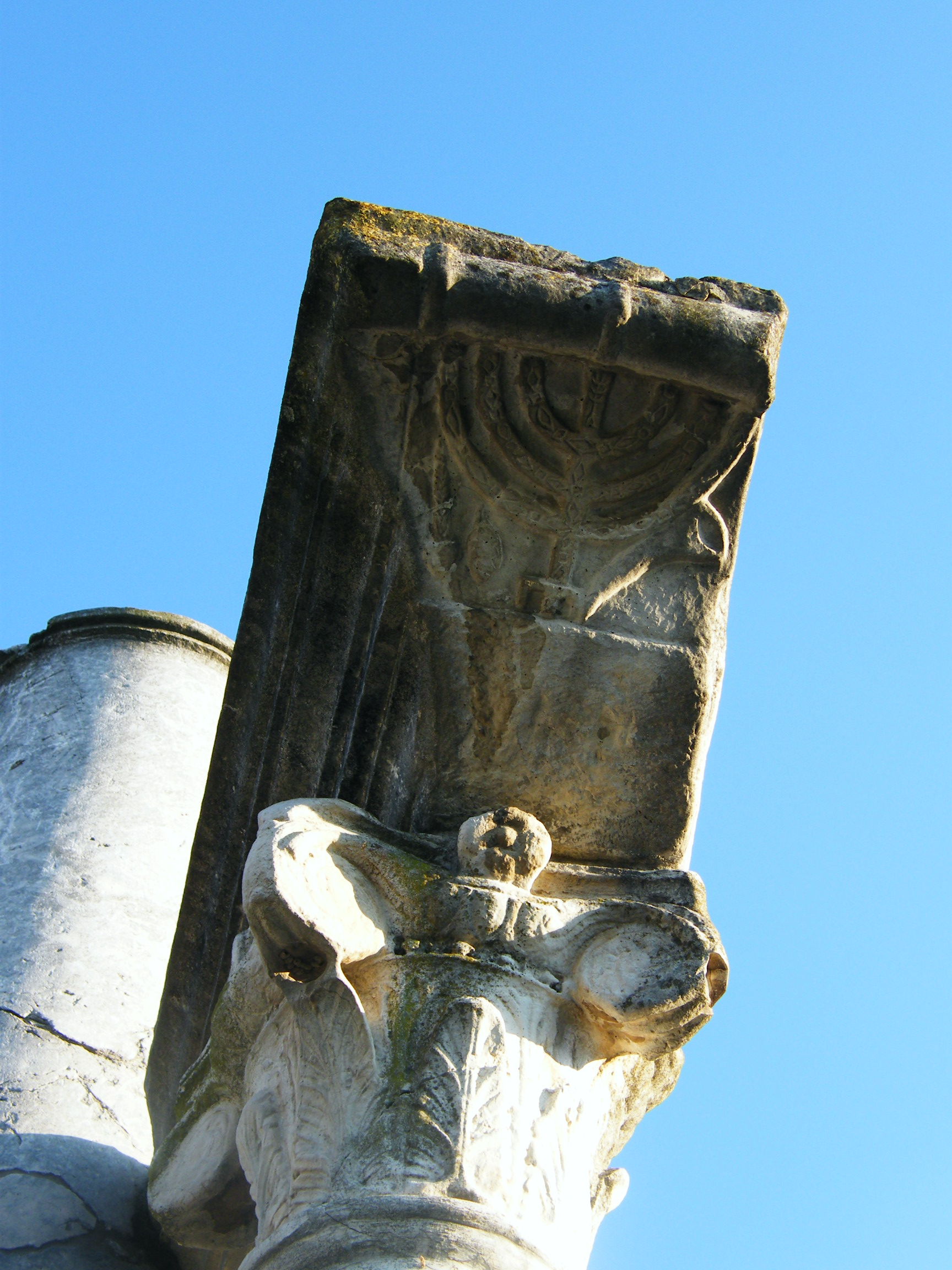
Sinagoga Ostia Antica, Italia, siglo I e. c.
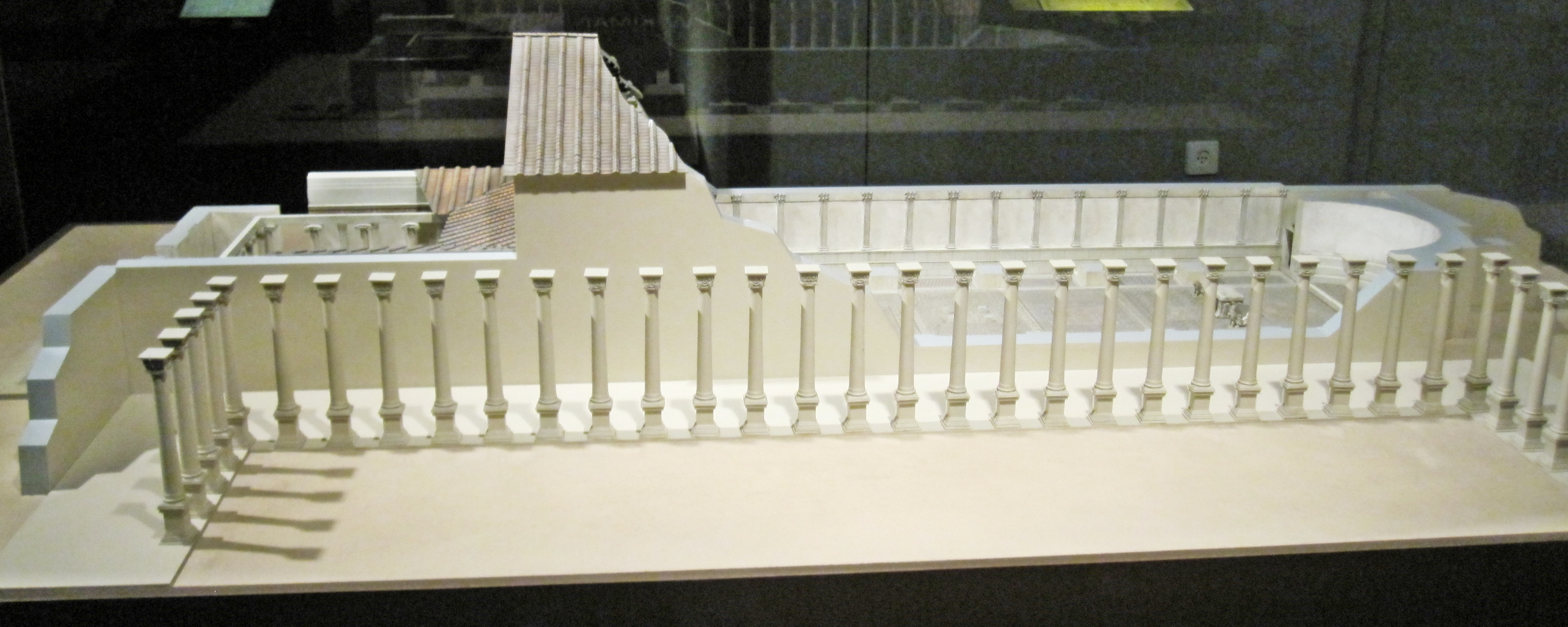
Sinagoga de Sardis, siglo III e. c.
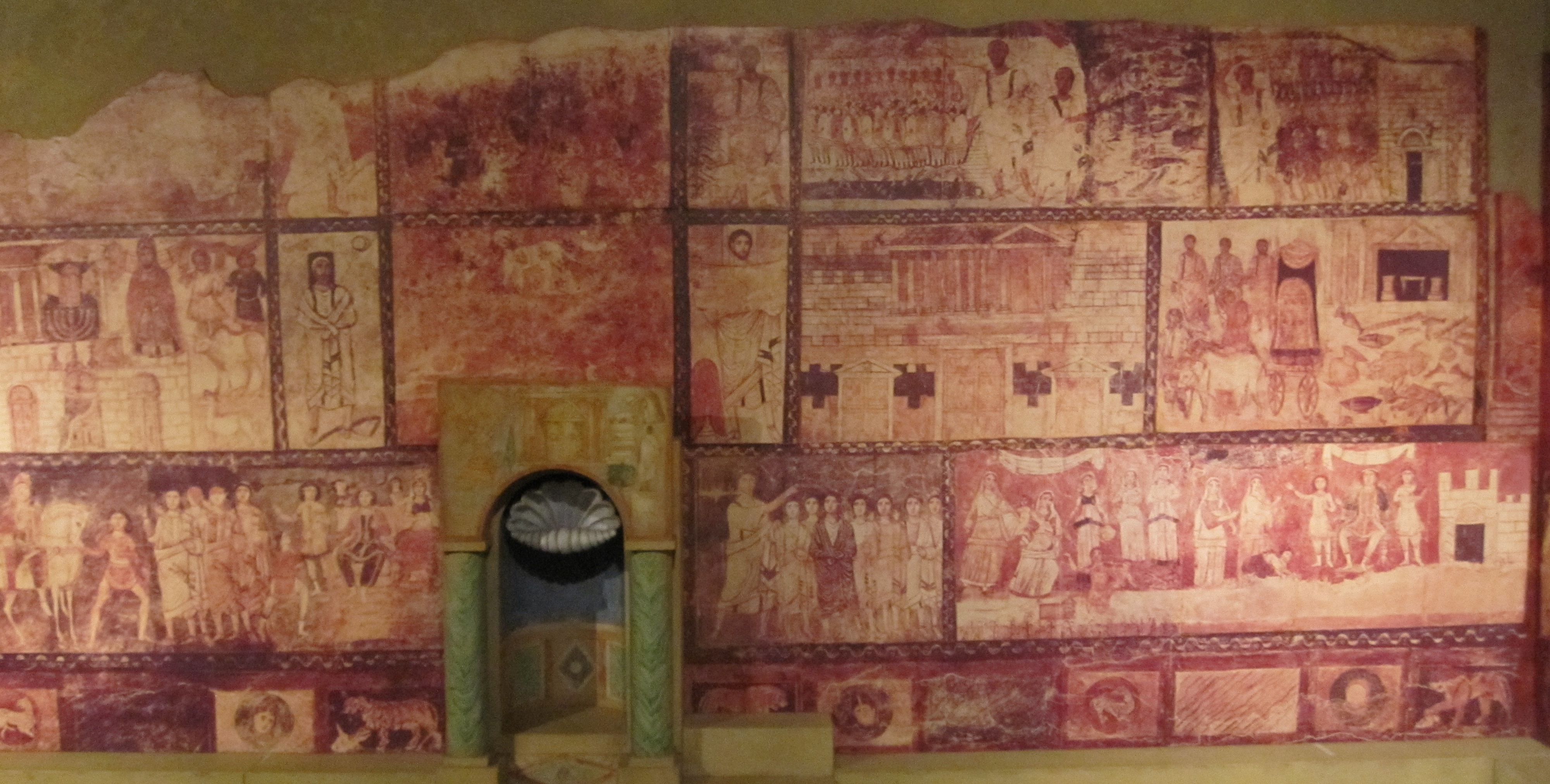
Sinagoga Dura Europus, Siria, 244.
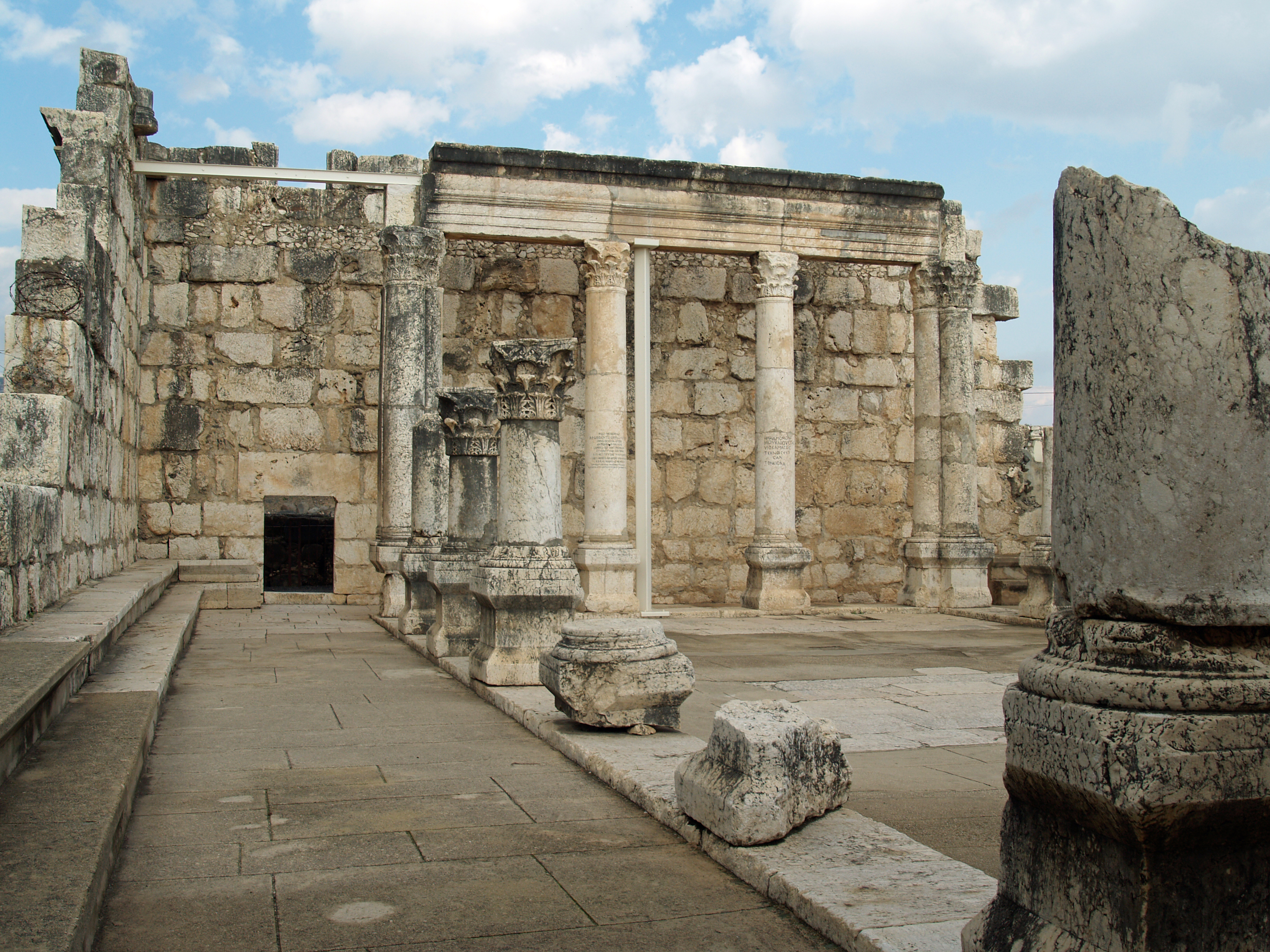
Sinagoga de Cafarnaúm, siglo IV.
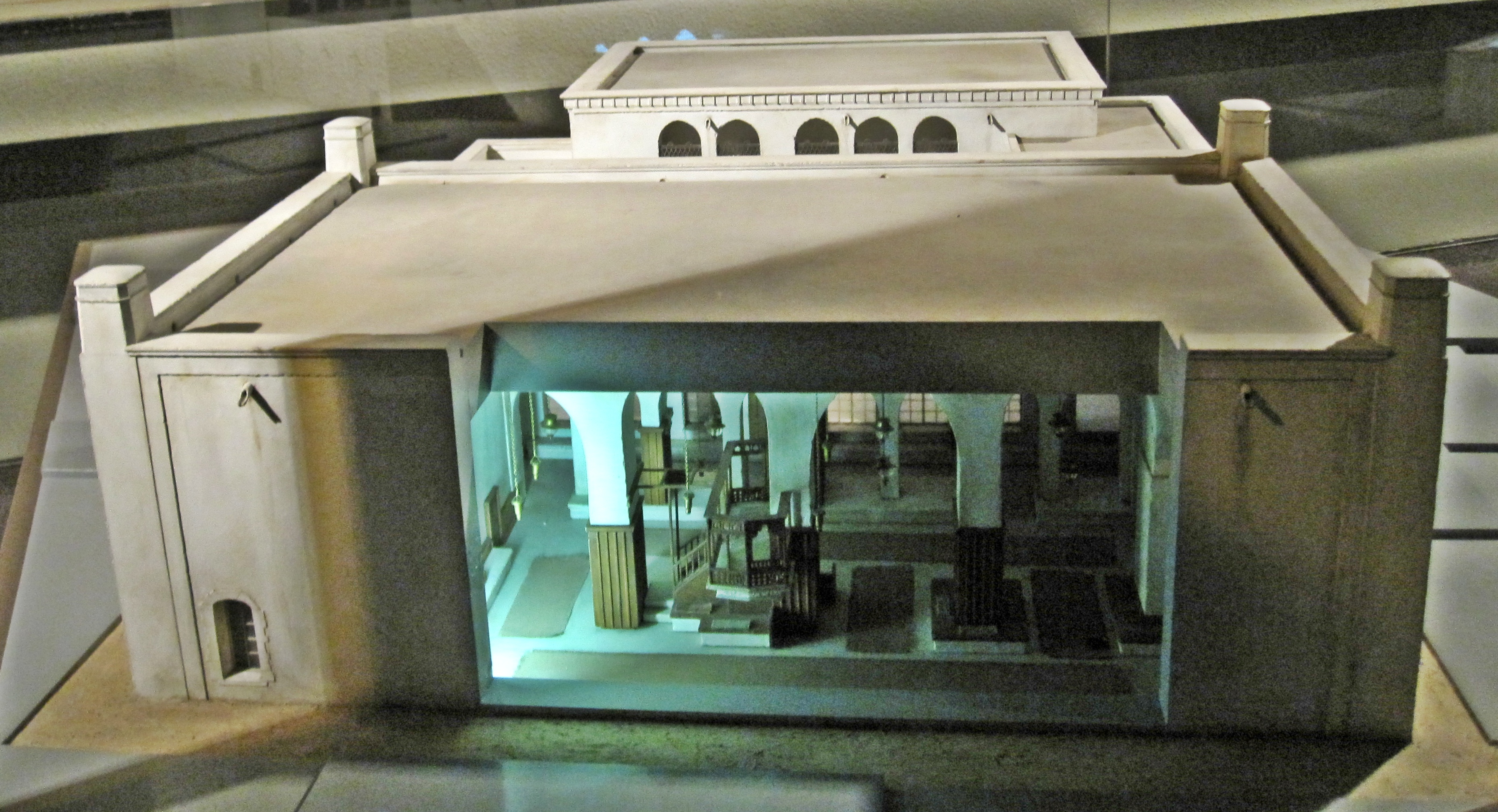
Sinagoga Central de Alepo, Siria, siglo V.
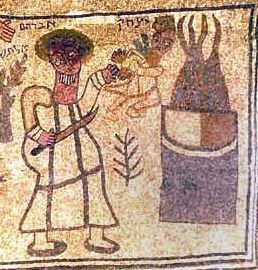
Sinagoga de Beit-Alfa, siglo VI.
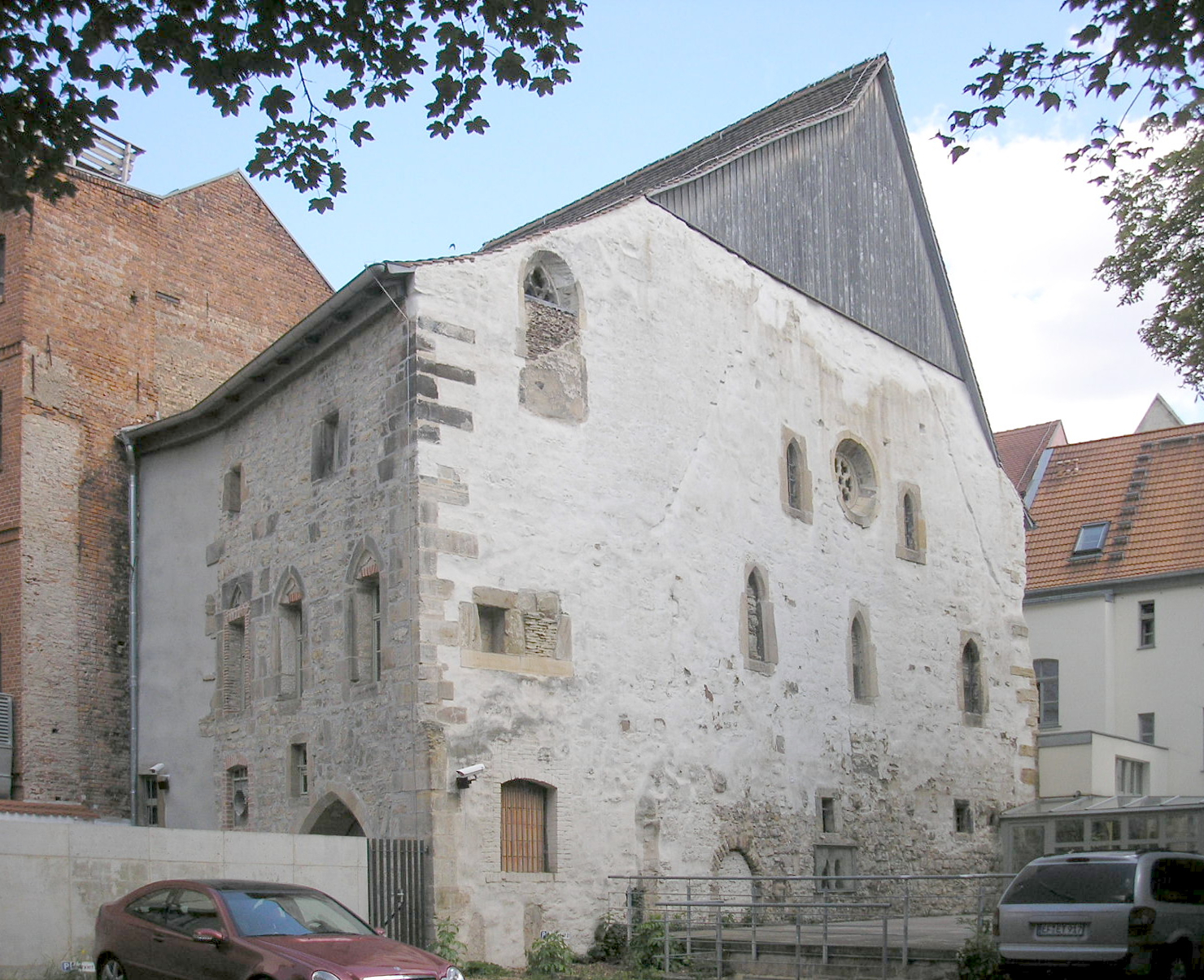
Antigua Sinagoga, Érfurt, 1094.
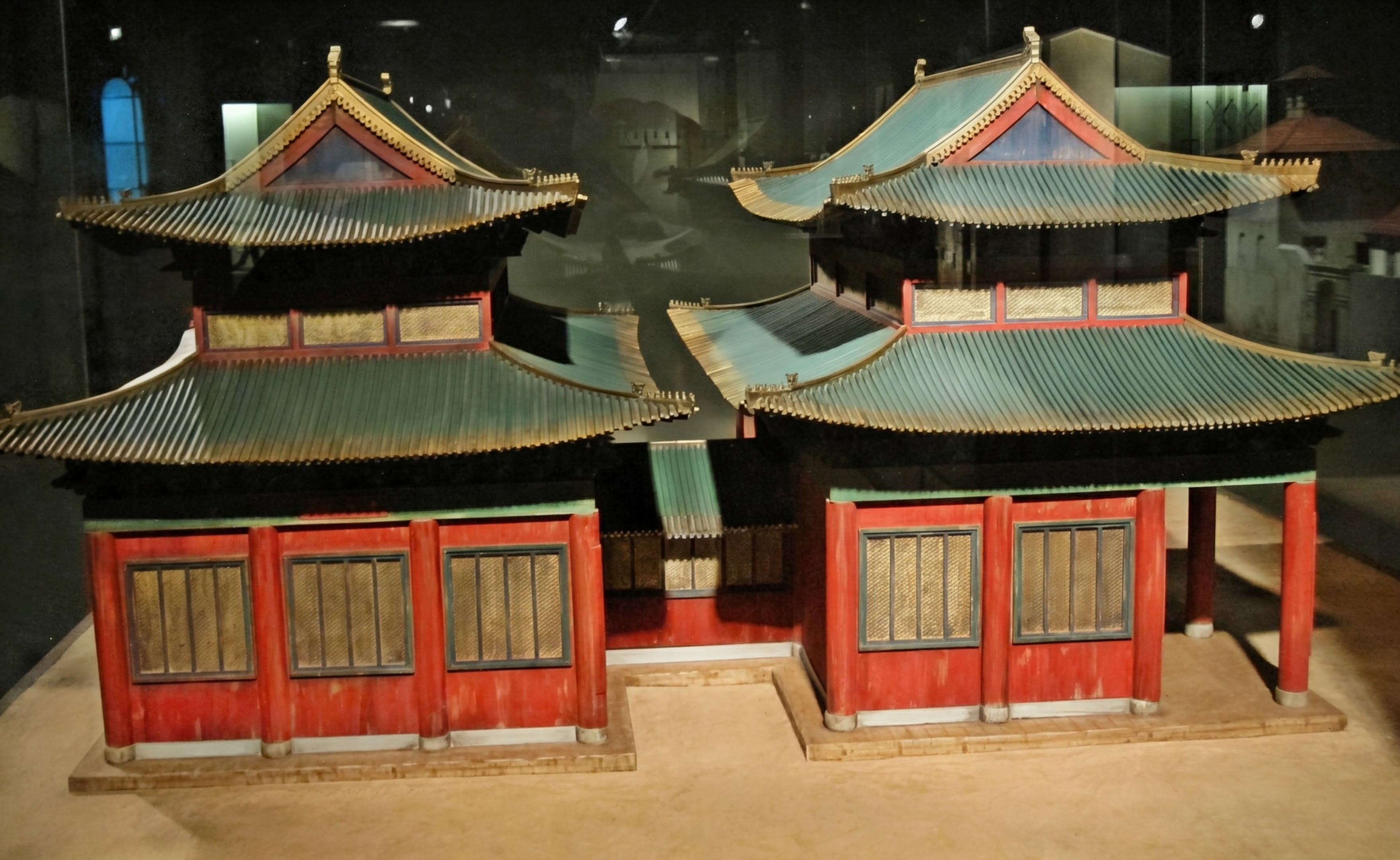
Sinagoga de Kaifeng, Henan, China, 1163.
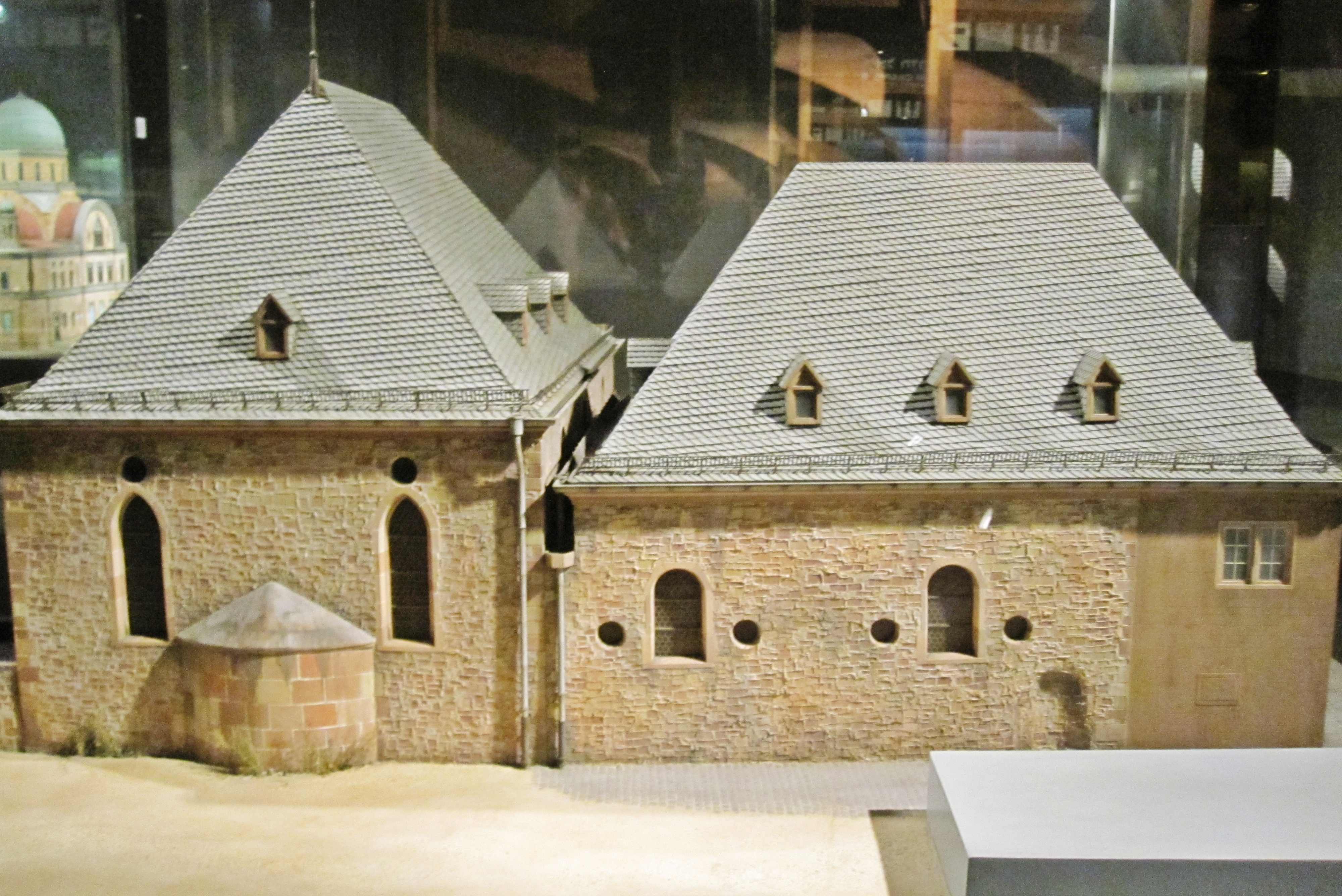
Complejo Sinagogal de Rashi, Worms, 1175.
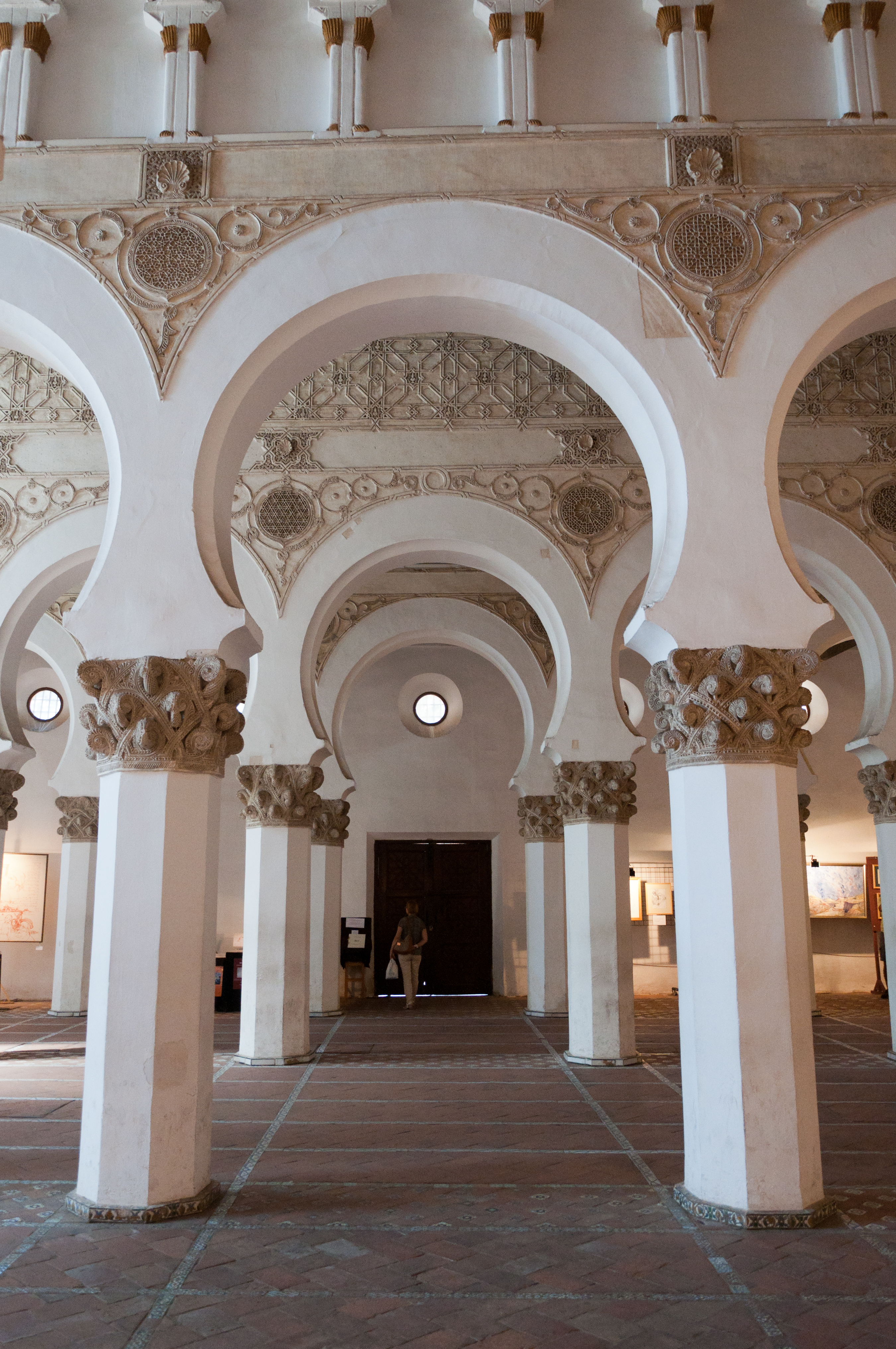
Sinagoga Mayor, Toledo, 1180.
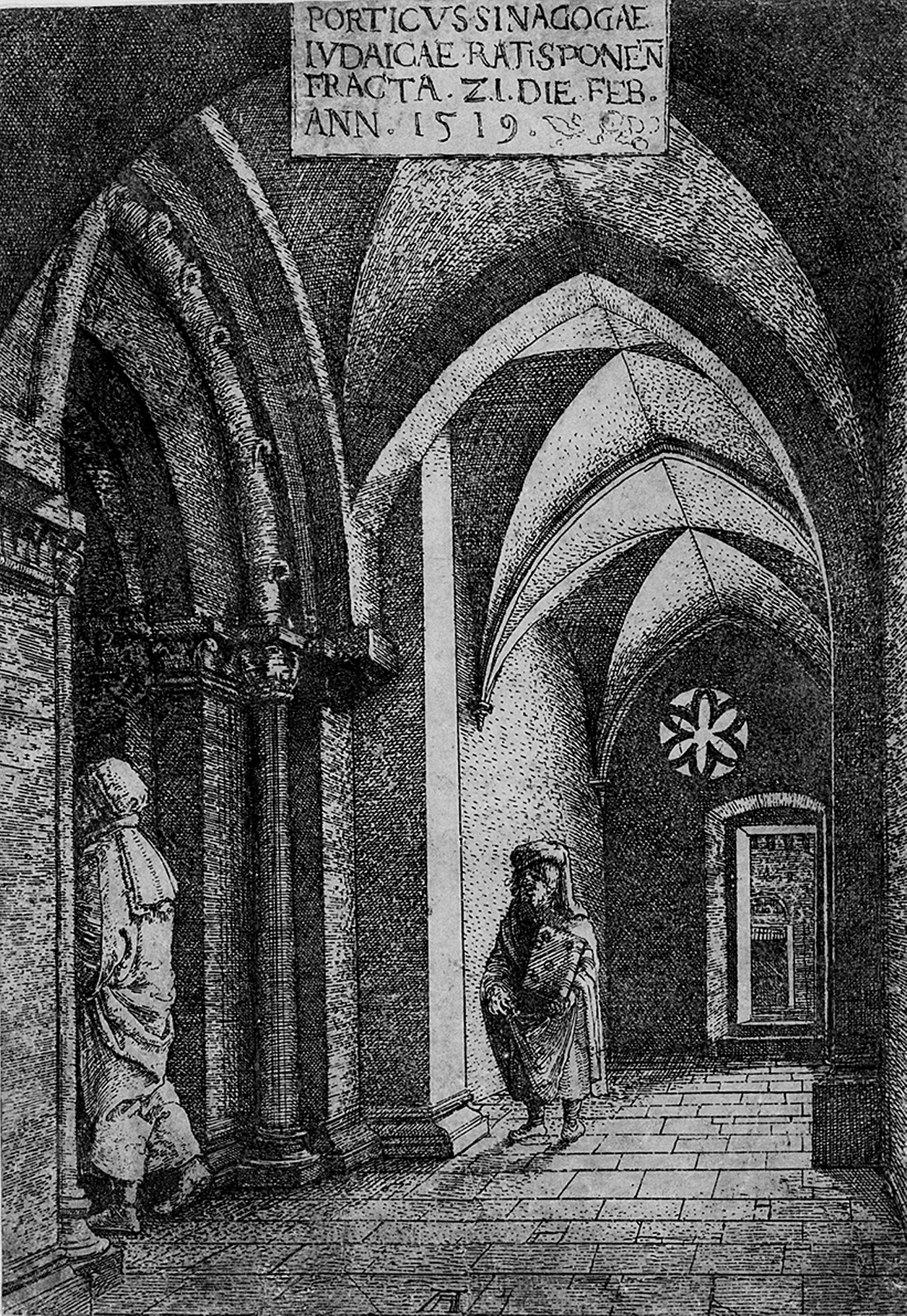
Sinagoga de Ratisbona, 1227.
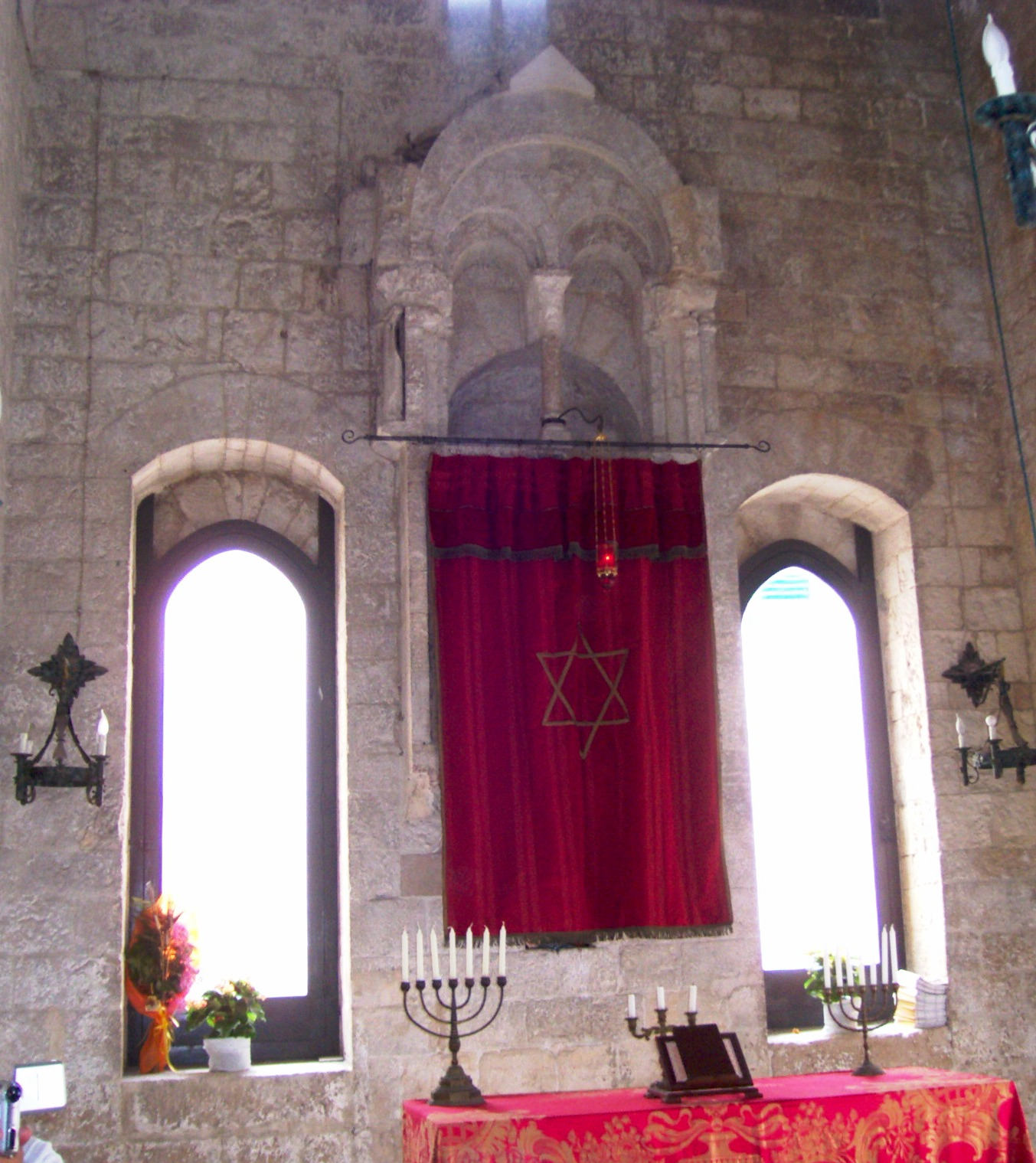
Santa Maria Scolanova, Triani, 1244.
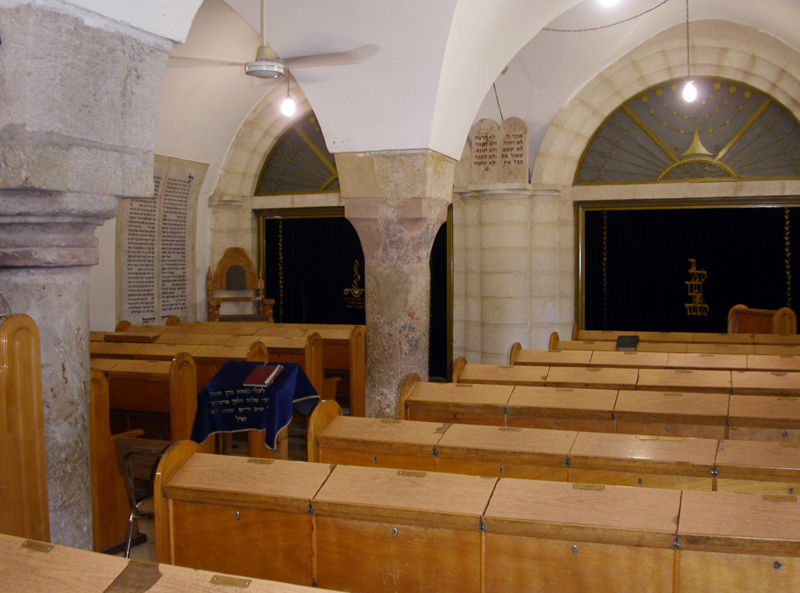
Sinagoga de Maimónides, Jerusalén, 1267.
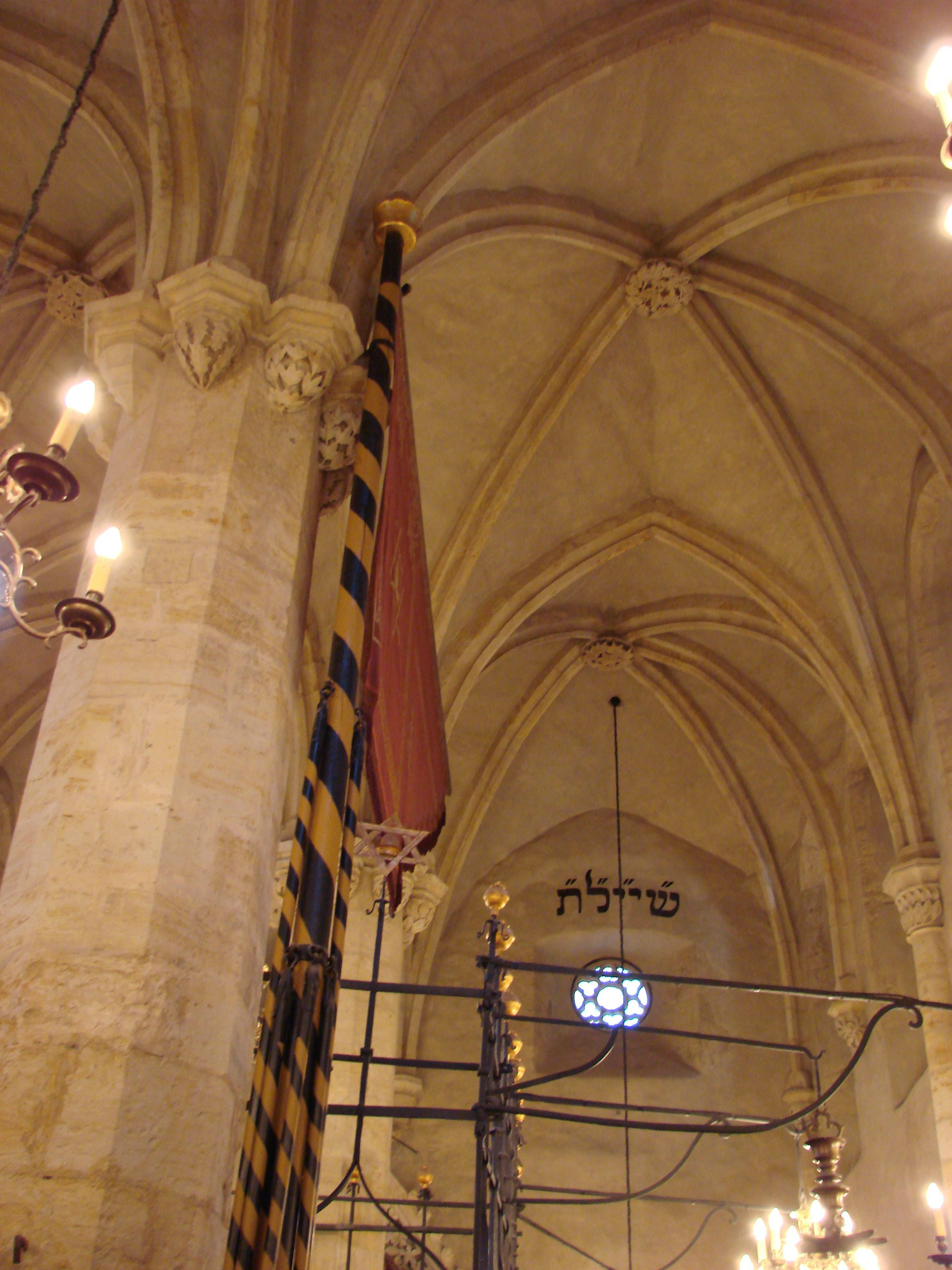
Esnoga, Praga, 1270.
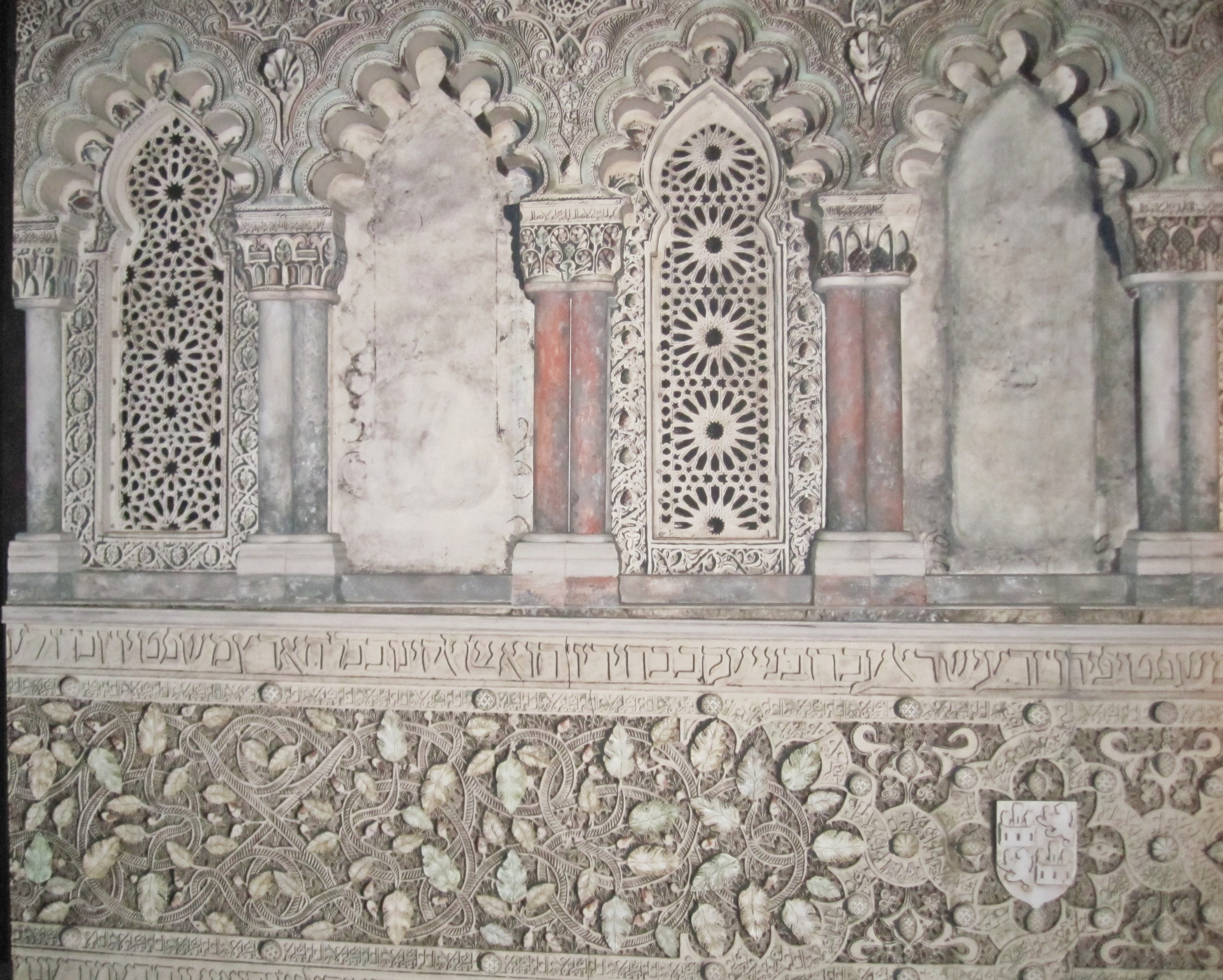
Sinagoga del Tránsito, Toledo, 1357.
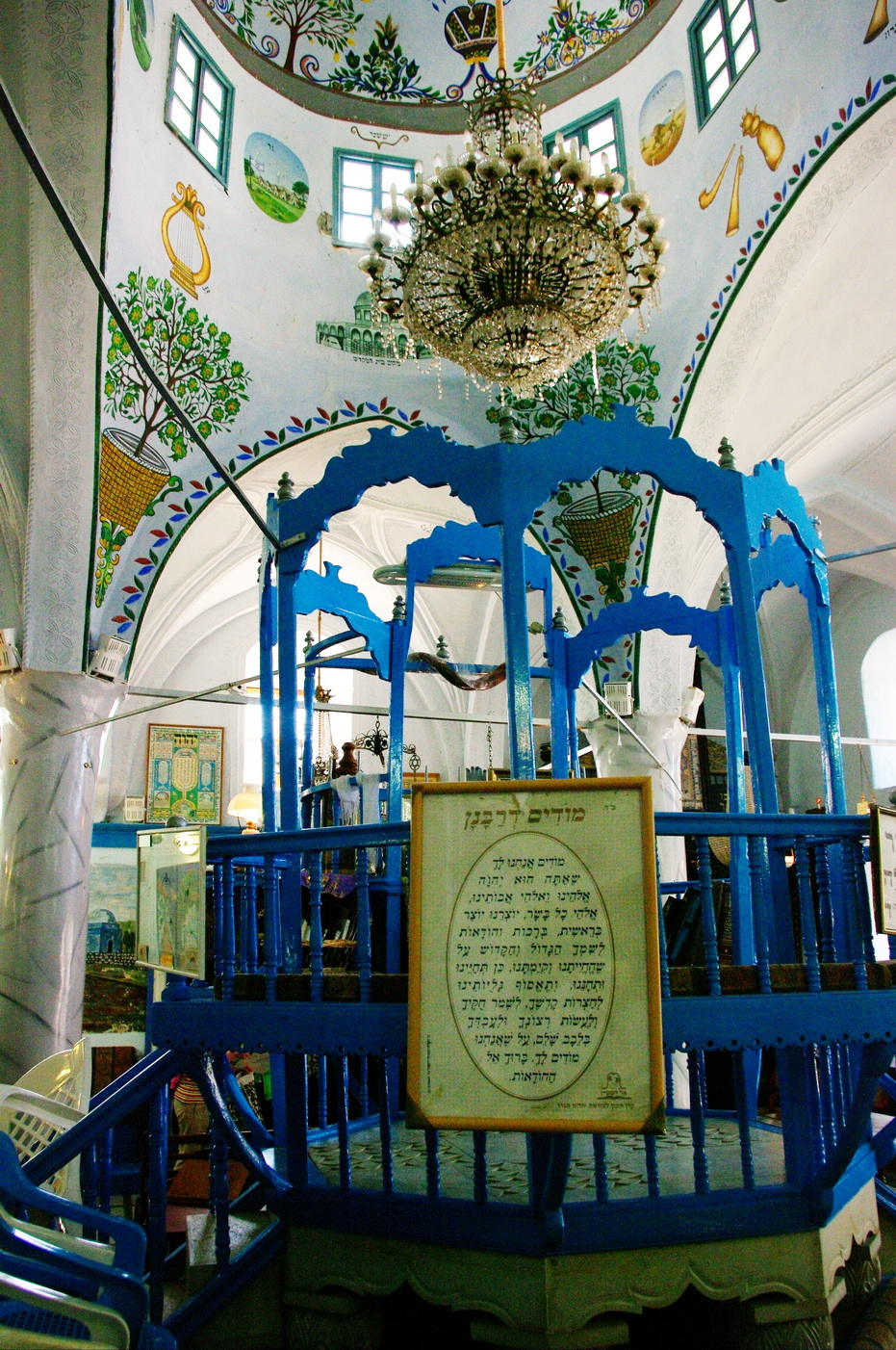
Sinagoga Abuhav, Safed, Galilea, 1470.
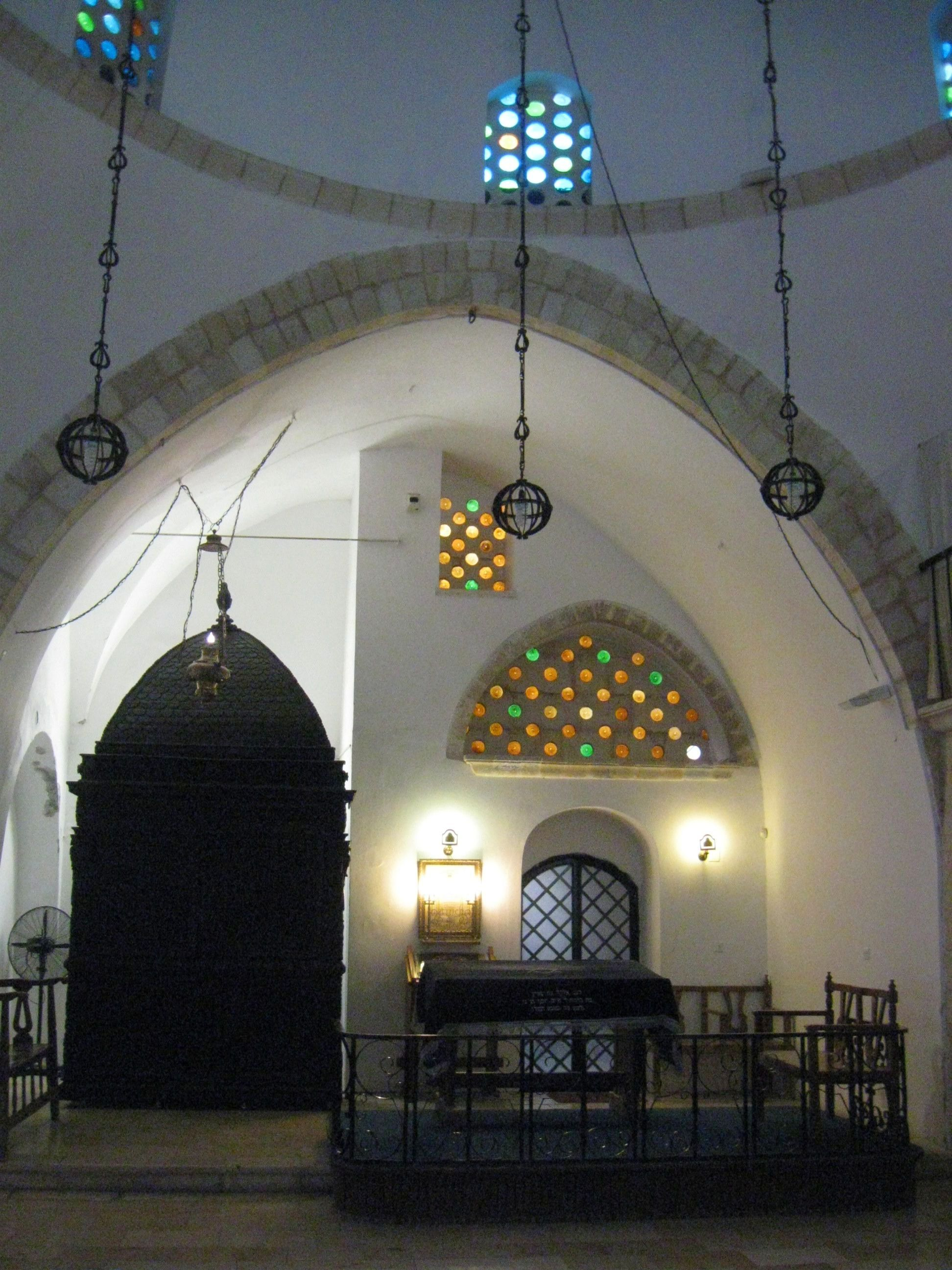
Sinagoga Eliahu Ha-Naví, Jerusalén, siglo XVI.
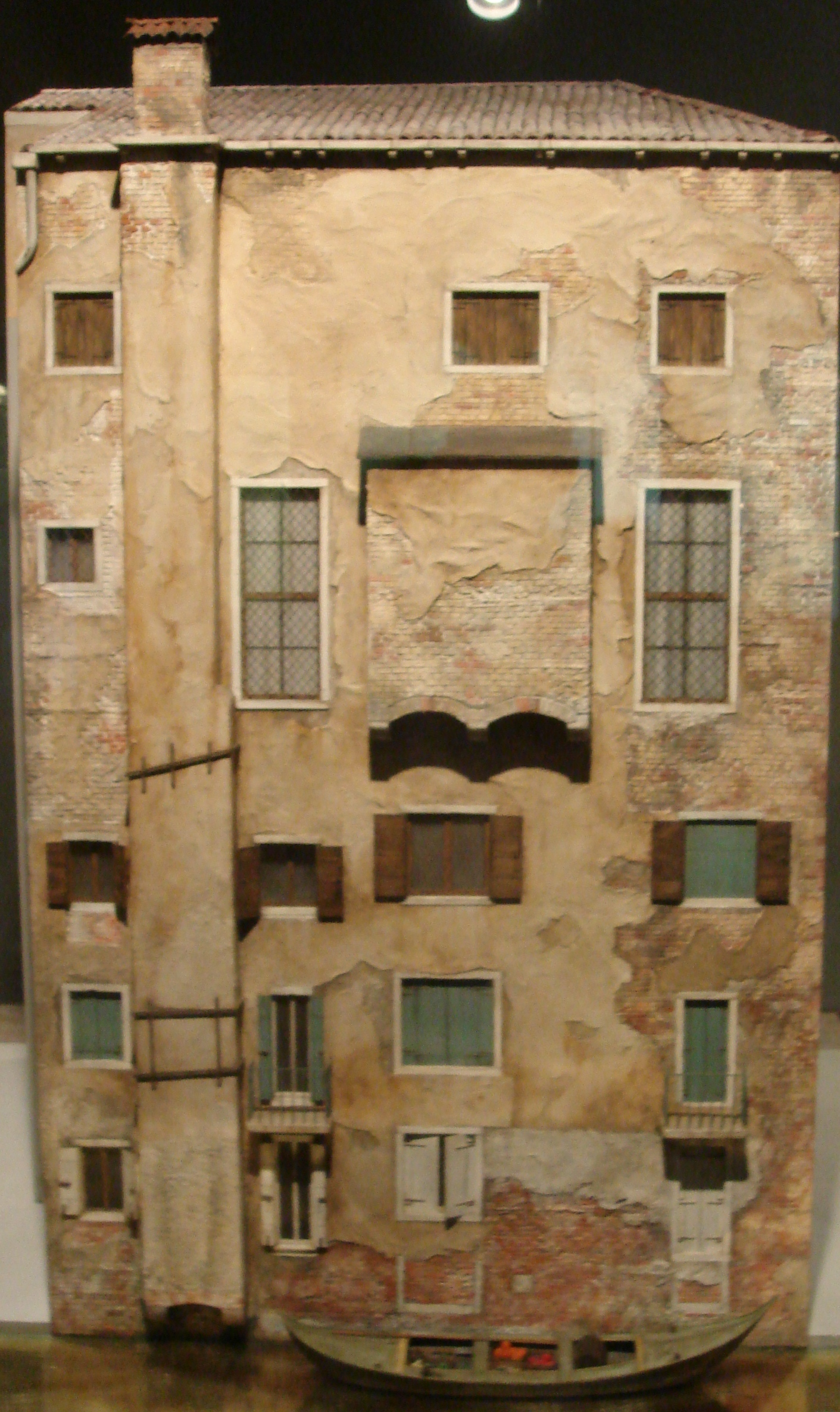
Sinagoga Scuola Grande Tedesca, Venecia, 1529.
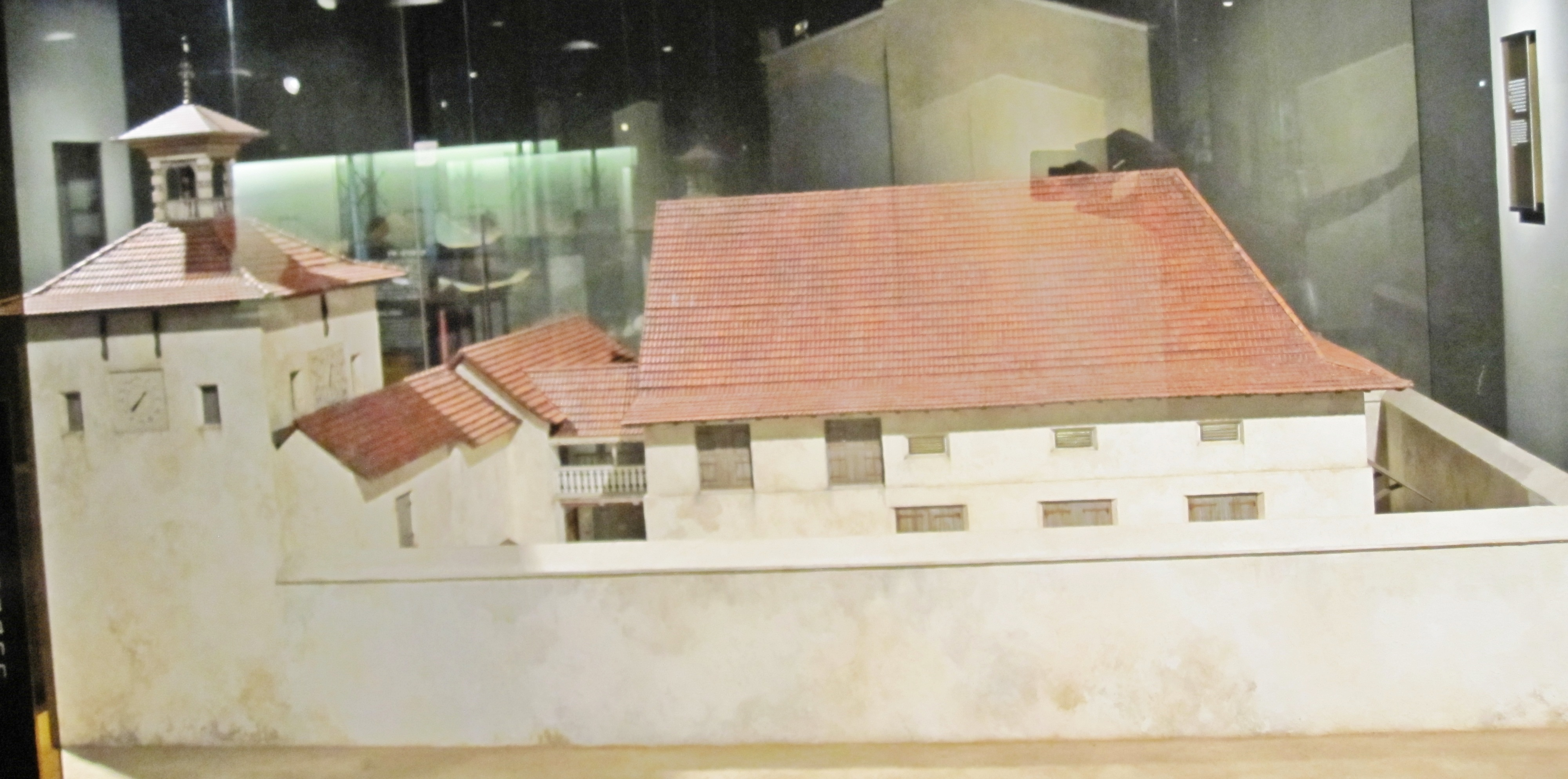
Sinagoga Pardesi, Cochín, India, 1568.
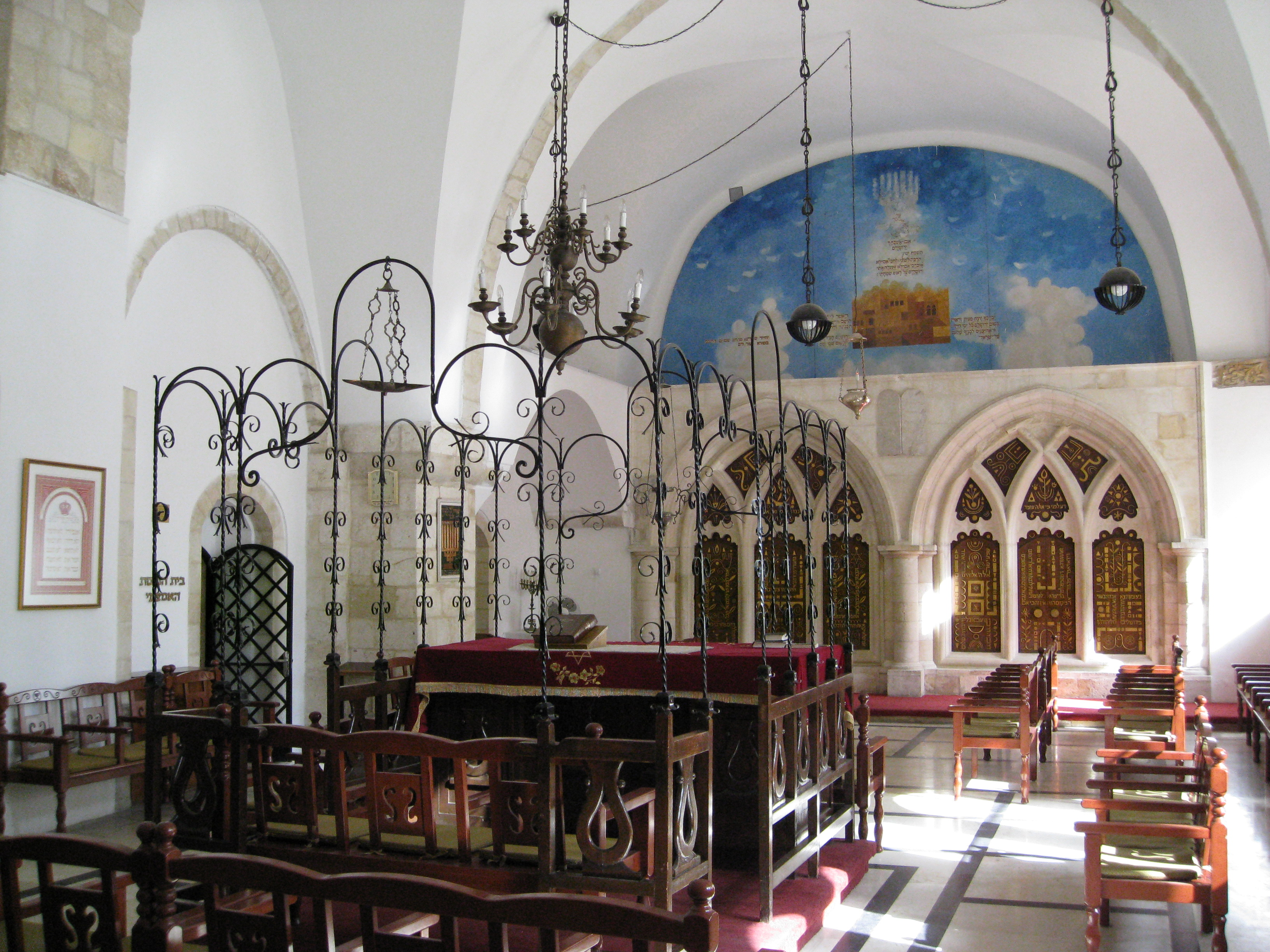
Sinagoga Yojanán Ben-Zakai, Jerusalén, 1610.
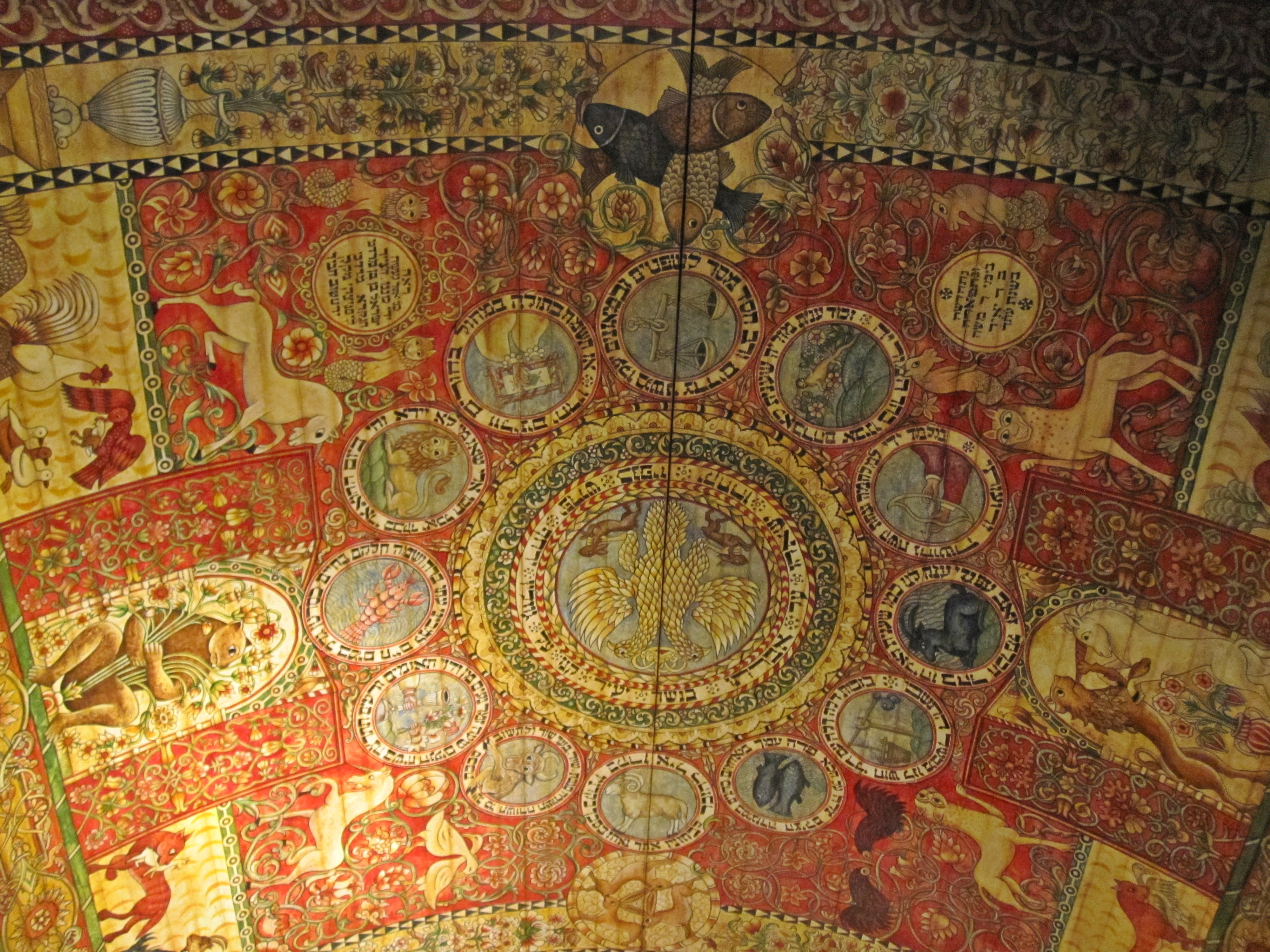
Sinagoga Jodorov, Galitzia, Ucrania, 1652.
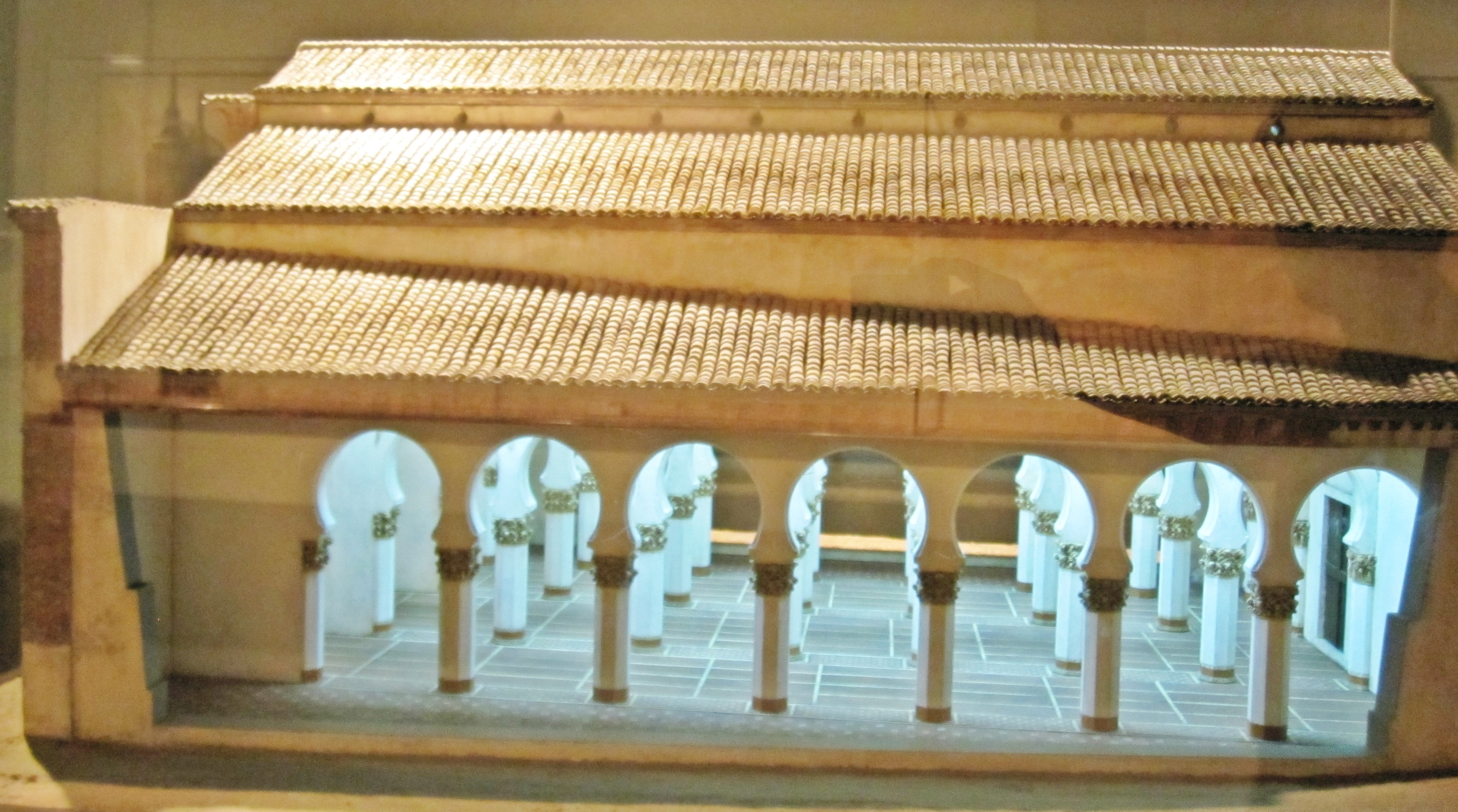
Sinagoga Danan, Fez, siglo XVII.
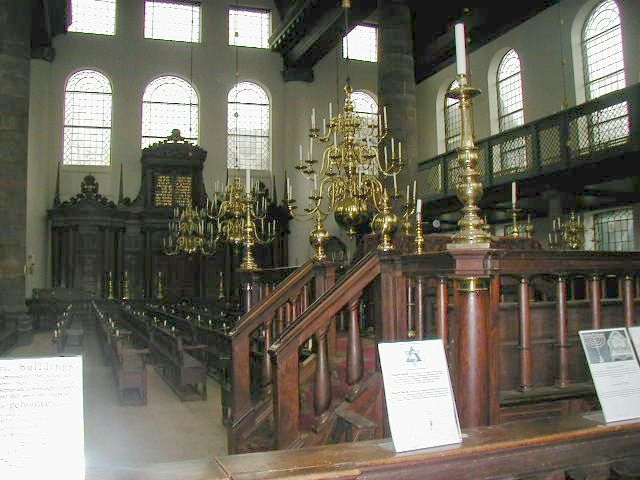
Sinagoga Portuguesa, Ámsterdam, 1675.
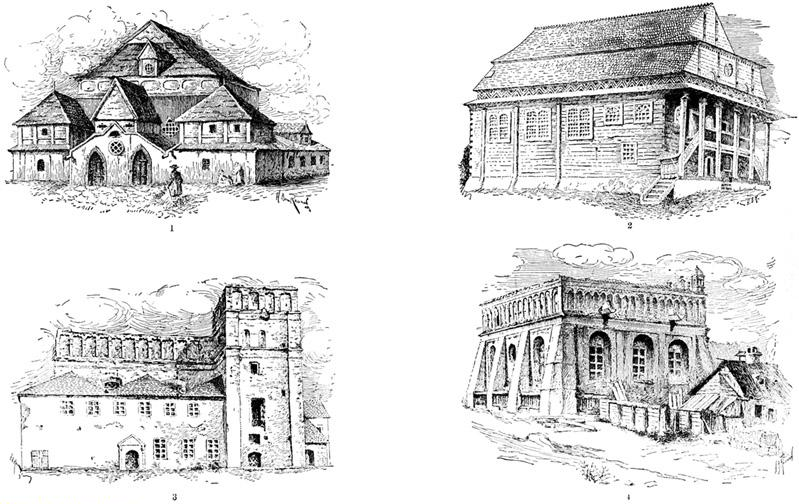
Sinagogas de Europa Oriental.
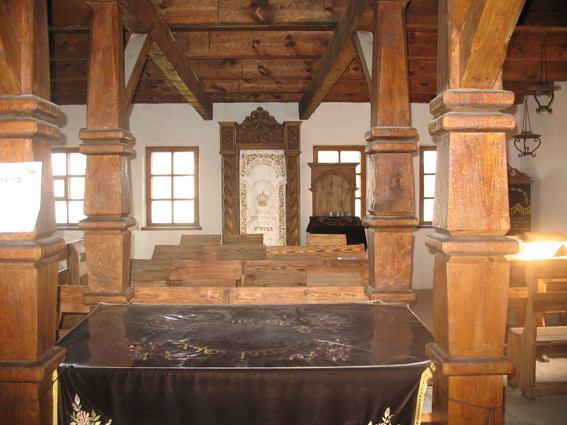
Sinagoga del Baal Shem Tov, Ucrania, c. 1700.
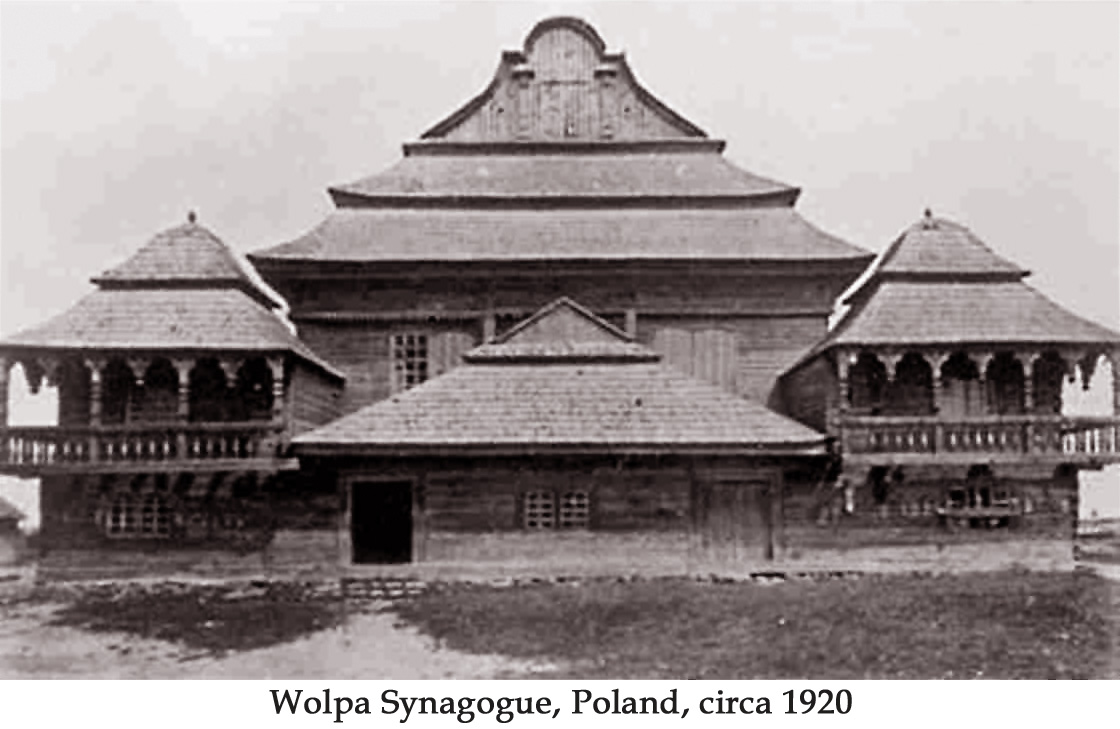
Sinagoga Wolpa, Polonia.
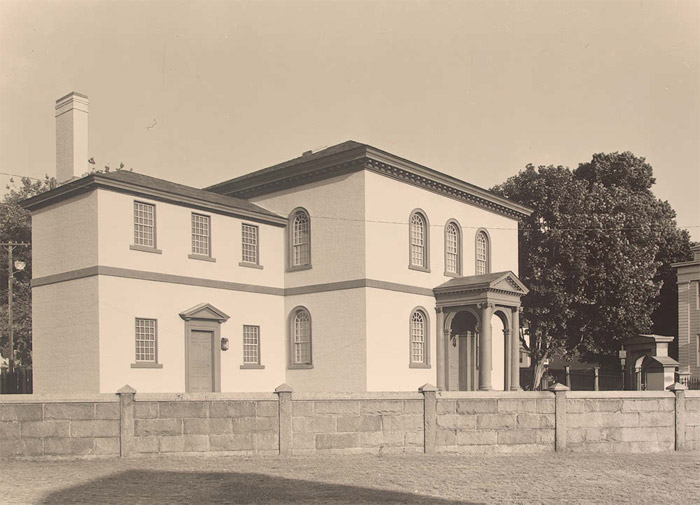
Sinagoga Touro, Newport, Rhode Island, 1763.
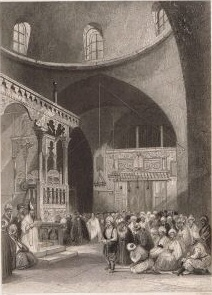
Sinagoga Istanbúli, Jerusalén, 1764.
Sinagoga de Prešov, Eslovaquia.
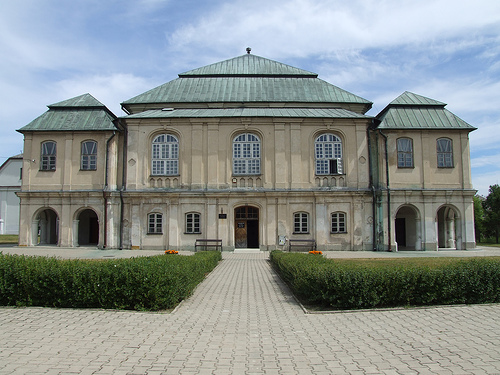
Gran Sinagoga de Włodawa, Polonia, siglo XVIII.
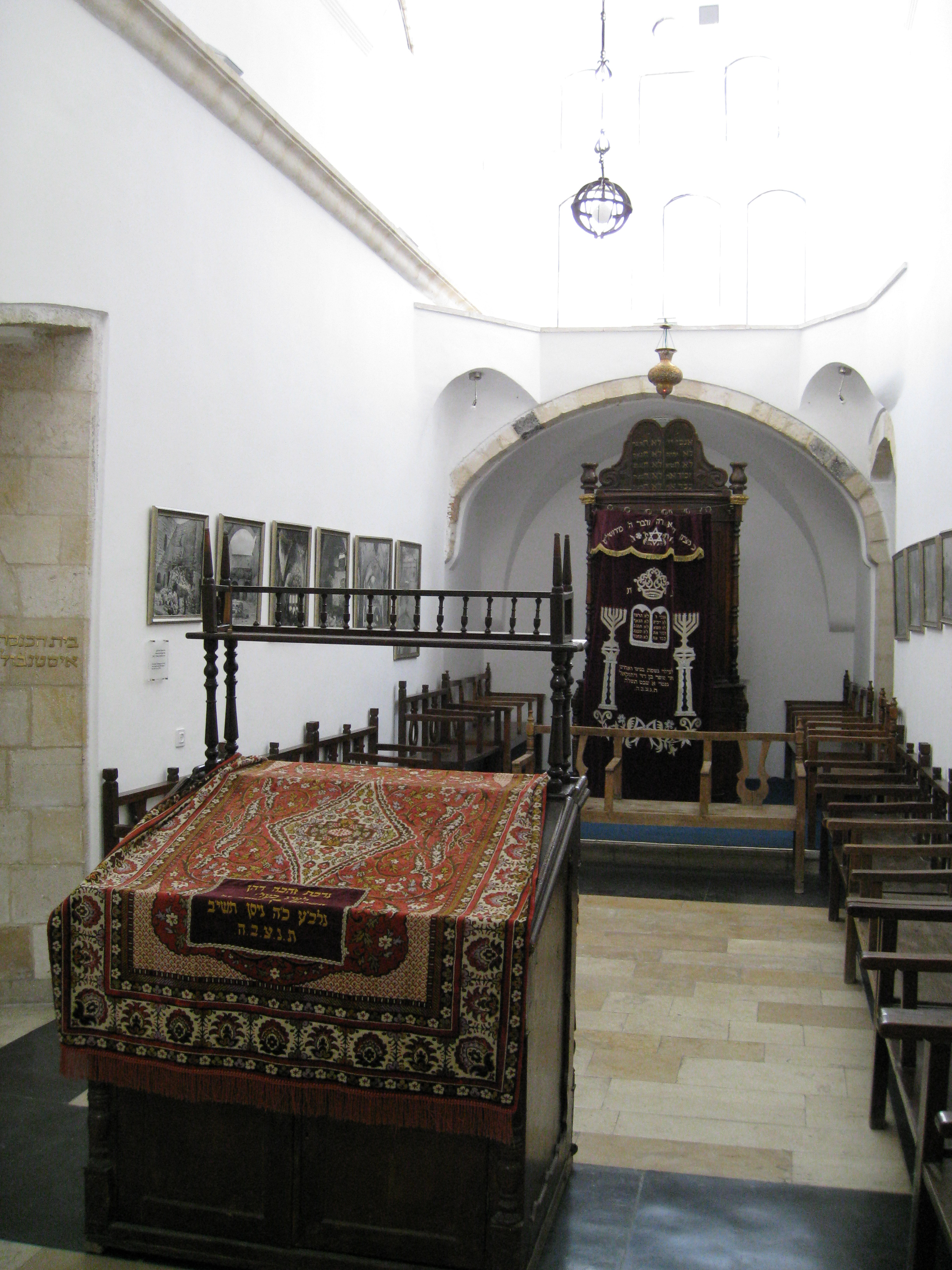
Sinagoga Kahal Tsion o Emtsaí, Jerusalén, último tercio del siglo XVIII.
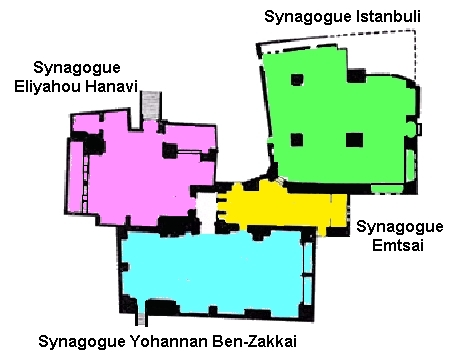
Planta del Complejo Sinagogal Sefardí, Jerusalén, 1880. Eliahu Ha-Naví Yojanán Ben-Zakai Kahal Tsion (Emtsaí) Sinagoga Istanbúli.
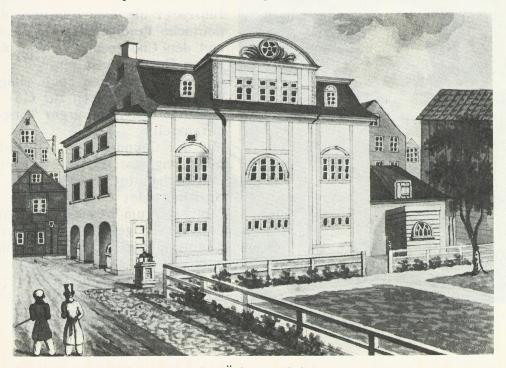
Primer Templo Reformista, Hamburgo, 1818.
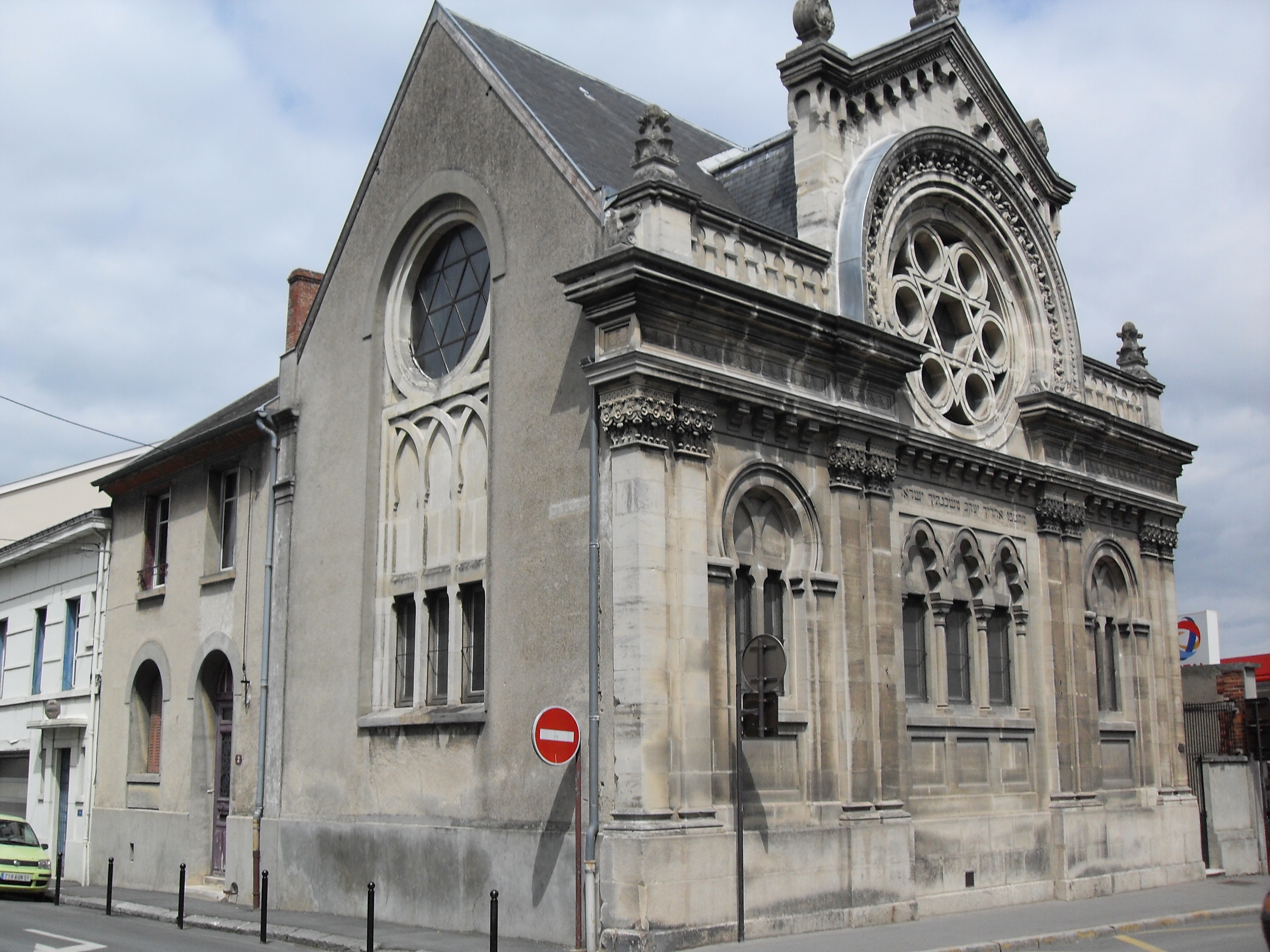
Sinagoga de Épernay, Marne, Francia.
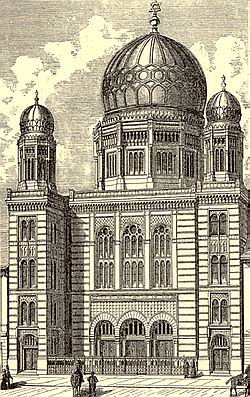
Nueva Sinagoga, Berlín, 1866.
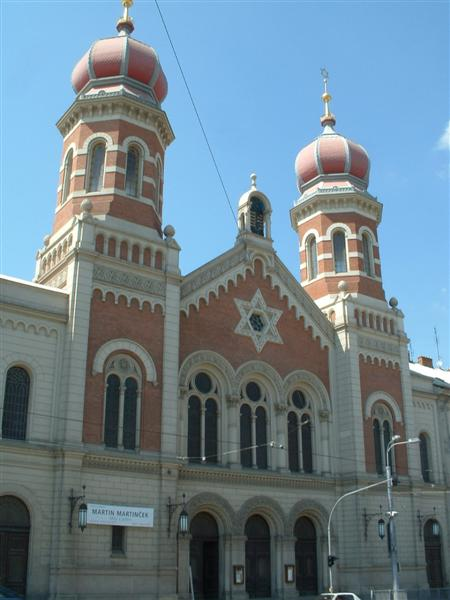
Sinagoga de Pilsen.
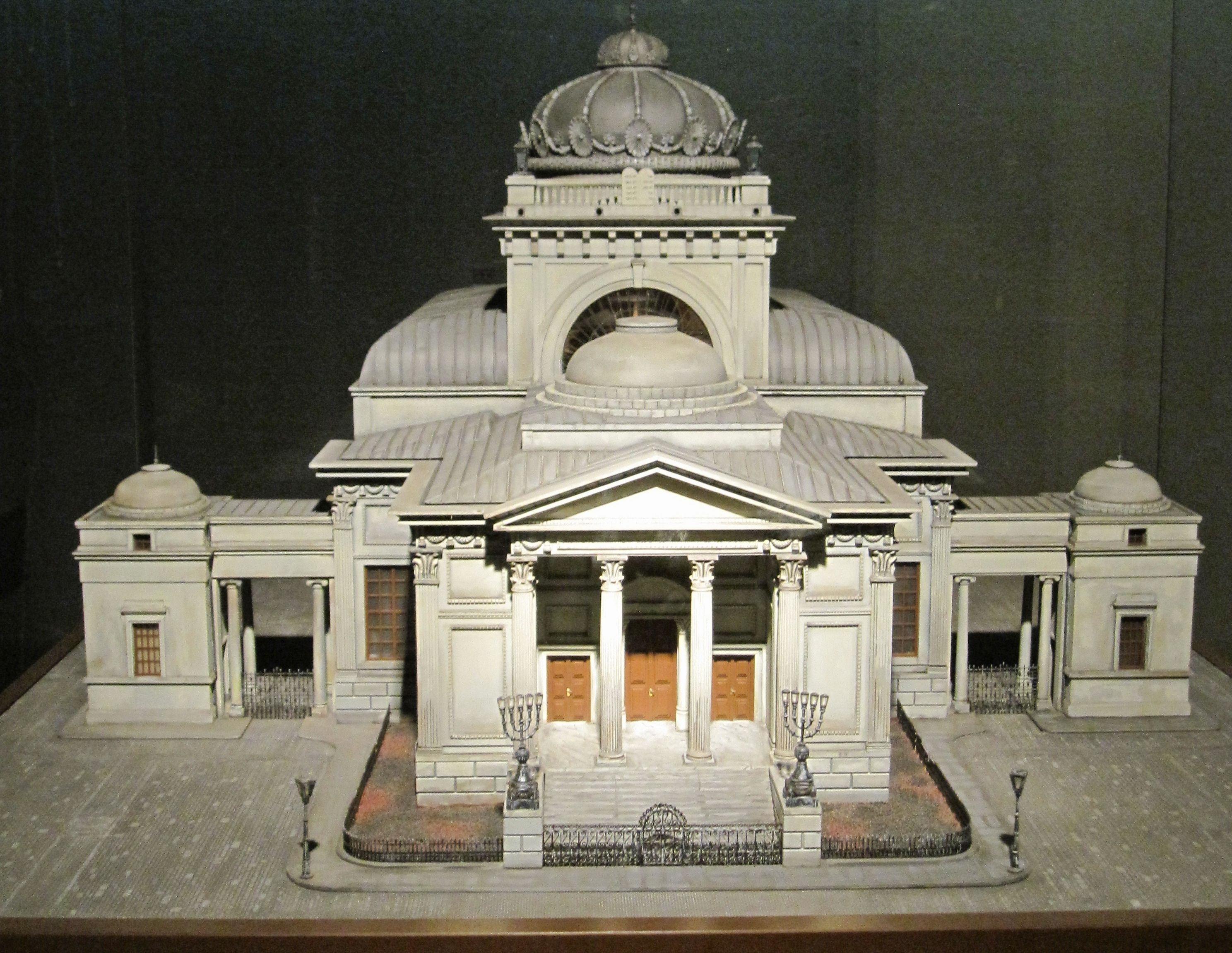
Gran Sinagoga de Varsovia, 1875.
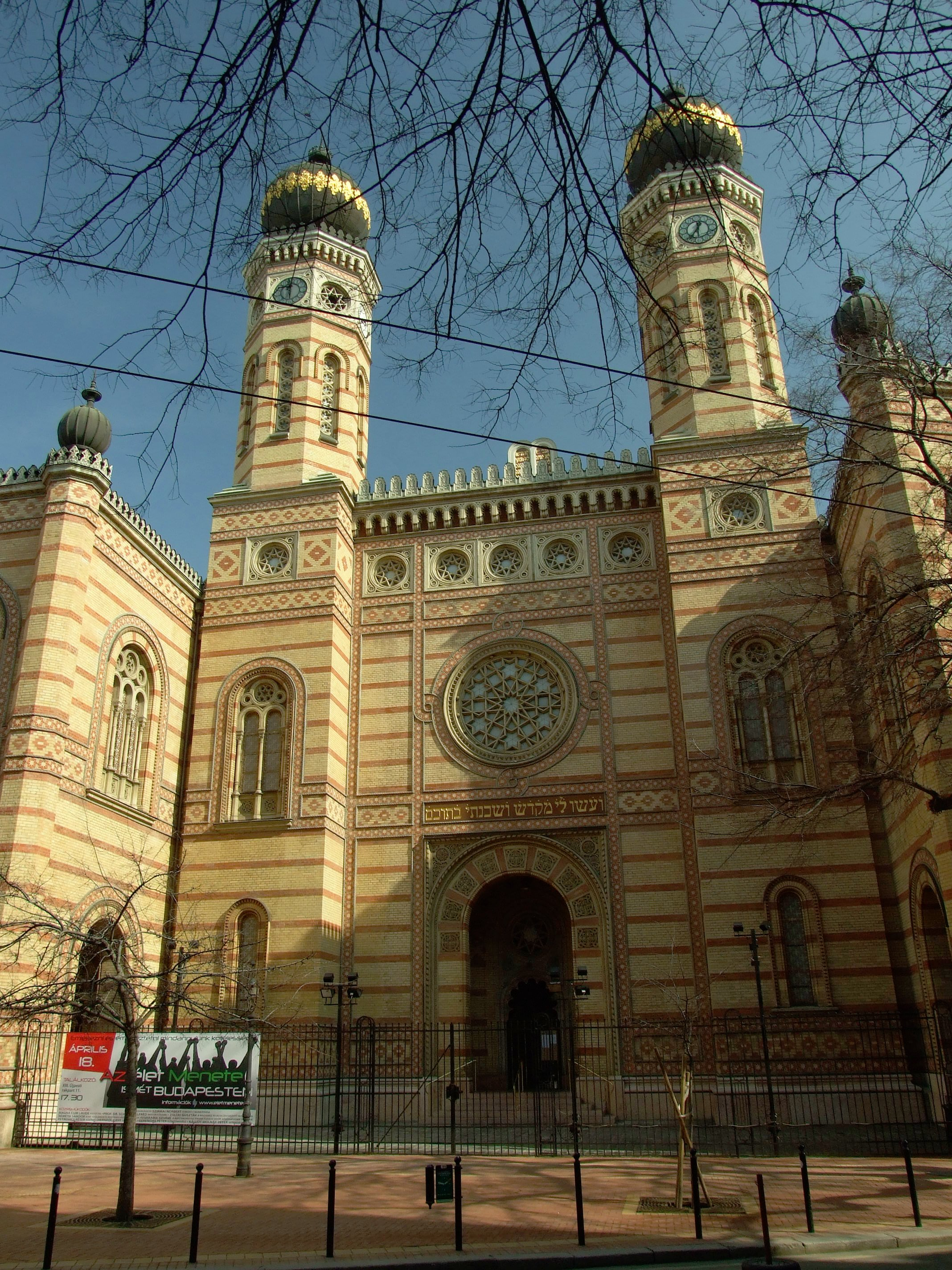
Gran Sinagoga de Budapest.
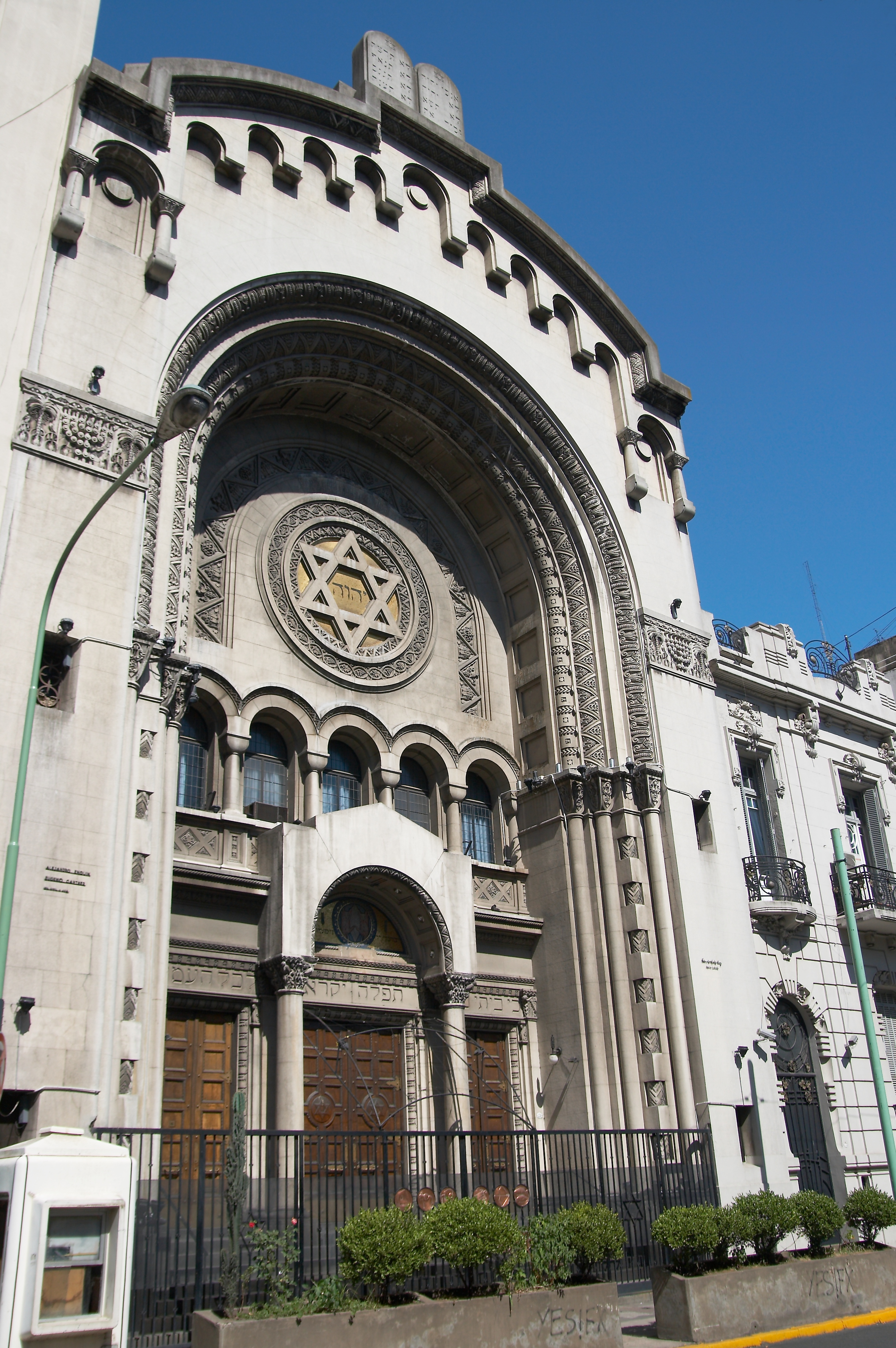
Templo Libertad, Buenos Aires.
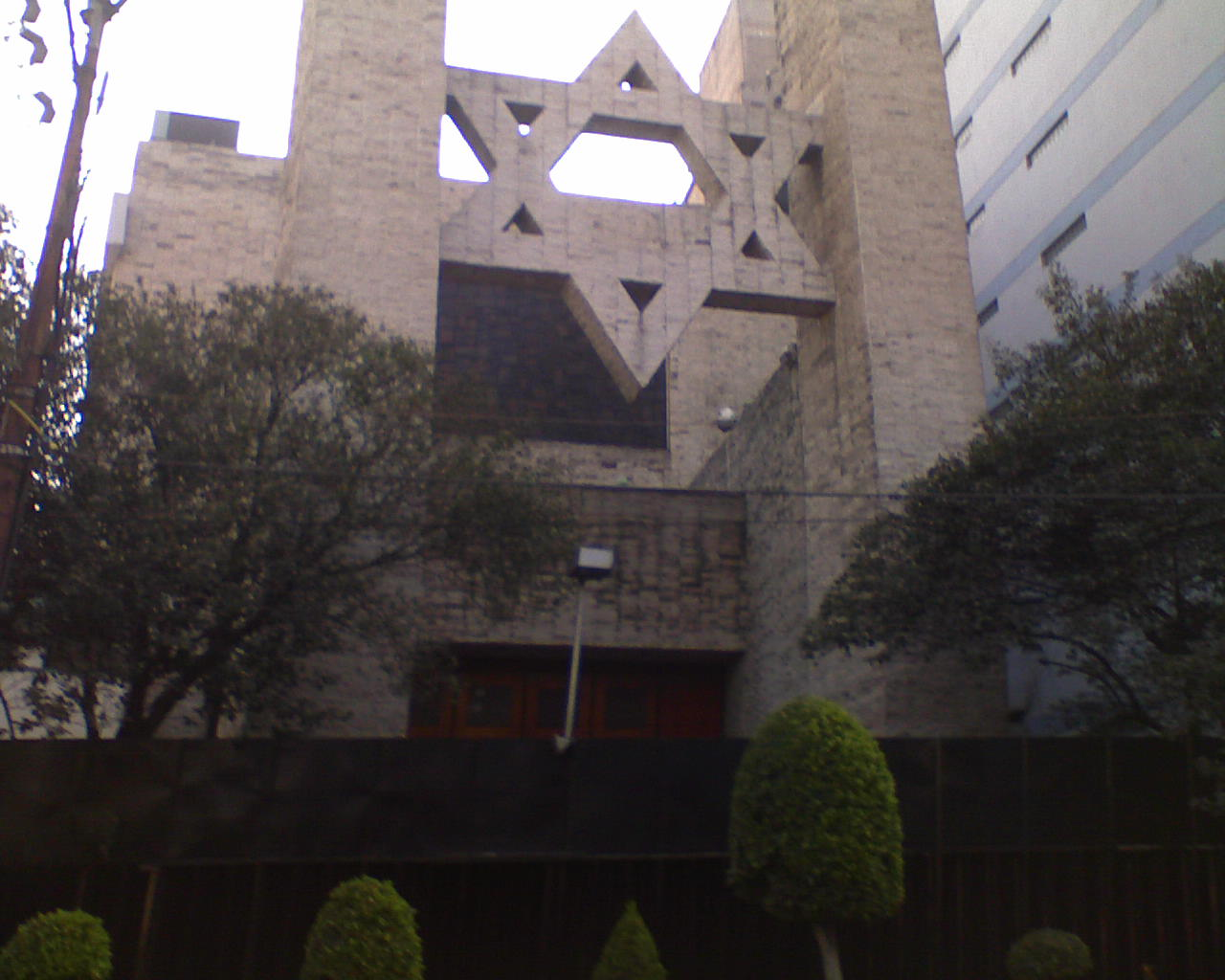
Sinagoga de México.
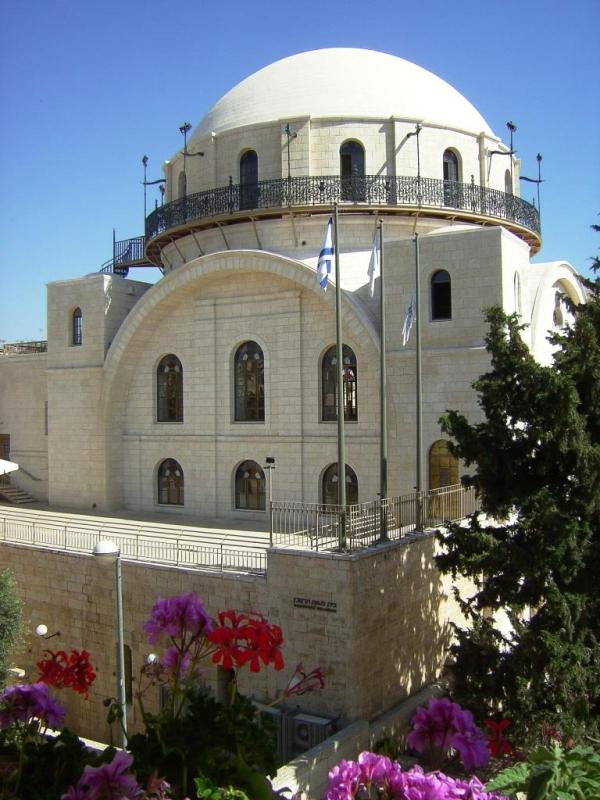
Sinagoga Hurva, Jerusalén, 2010.

- Planta del Complejo Sinagogal Sefardí, Jerusalén, 1880.
  Eliahu Ha-Naví
 Yojanán Ben-Zakai 
  Kahal Tsion (Emtsaí)
  Sinagoga Istanbúli.
- Primer Templo Reformista, Hamburgo, 1818.
- Sinagoga de Épernay, Marne, Francia.
- Nueva Sinagoga, Berlín, 1866.
- Sinagoga de Pilsen.
- Gran Sinagoga de Varsovia, 1875.
- Gran Sinagoga de Budapest.
- Templo Libertad, Buenos Aires.
- Sinagoga de México.
- Sinagoga Hurva, Jerusalén, 2010.

## El ámbito sinagogal en la historia del arte

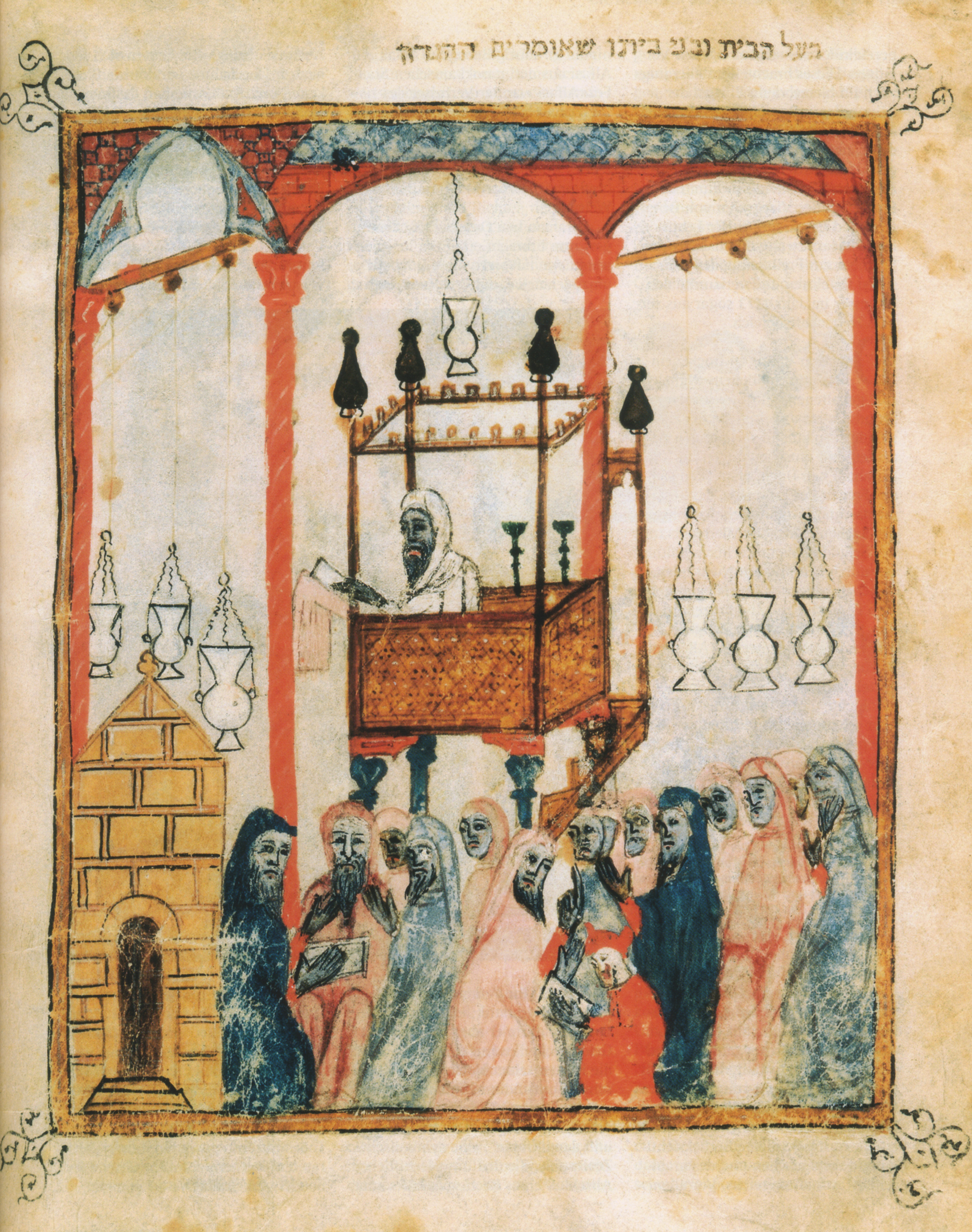
Siglo XIV.
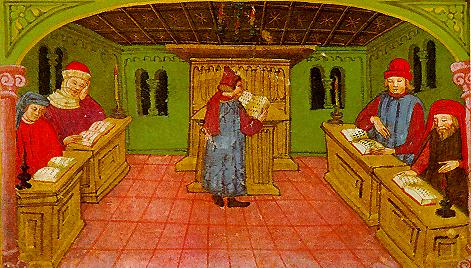
Siglo XV.
c. 1460.
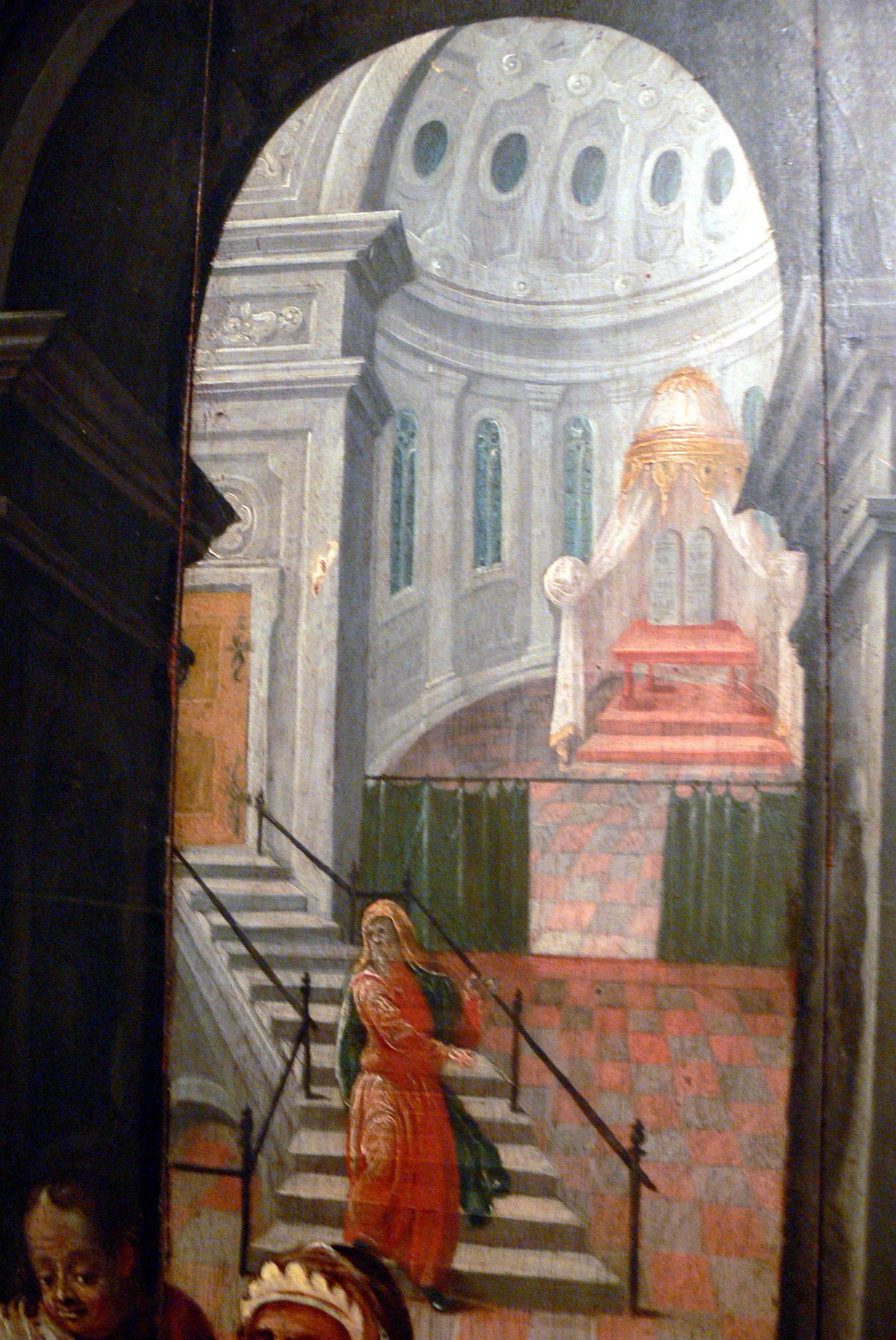
Siglo XVI.
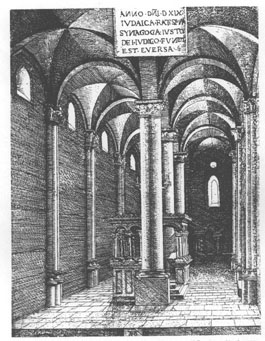
1519.
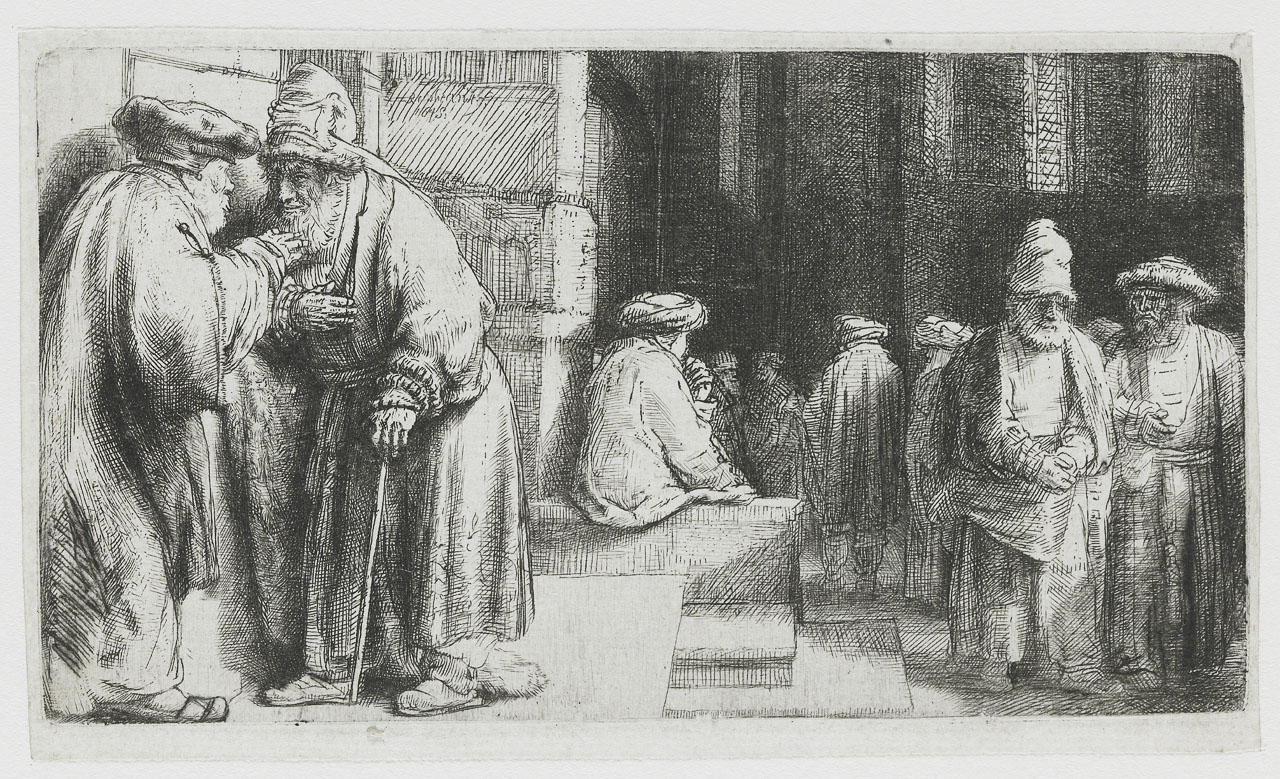
1648.
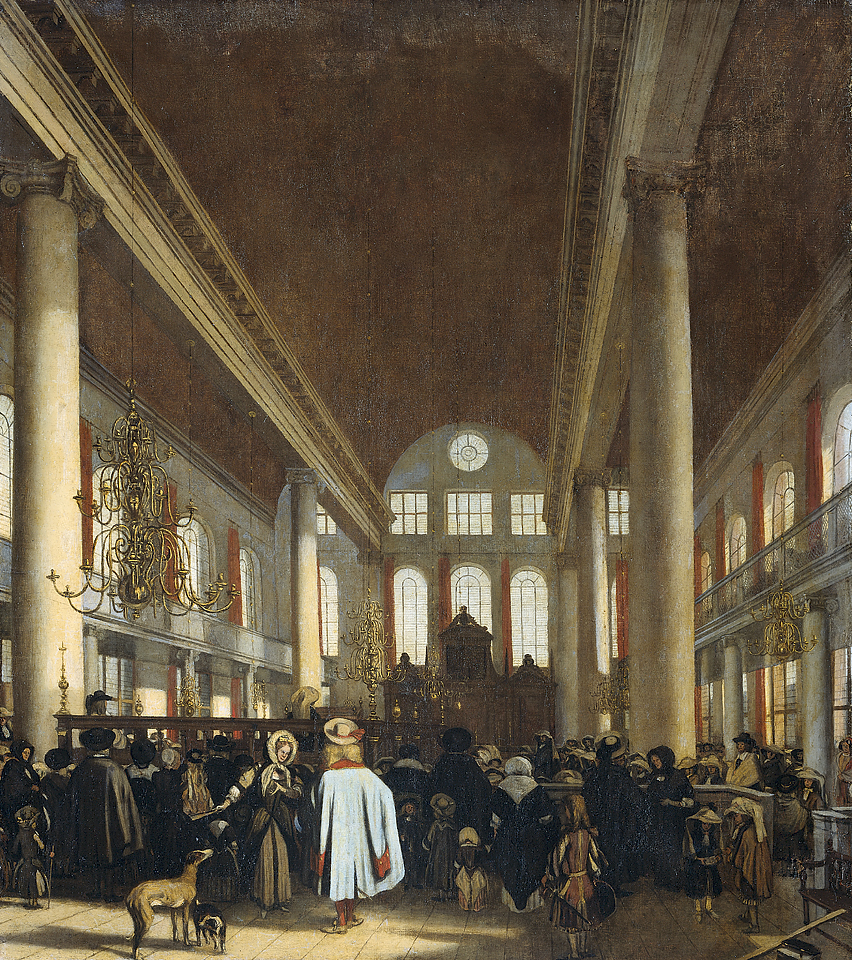
1680.
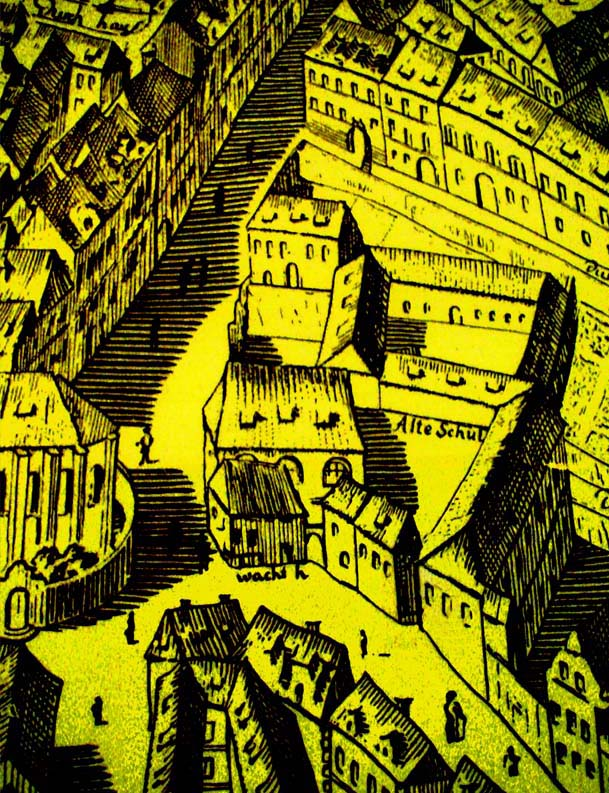
1769.
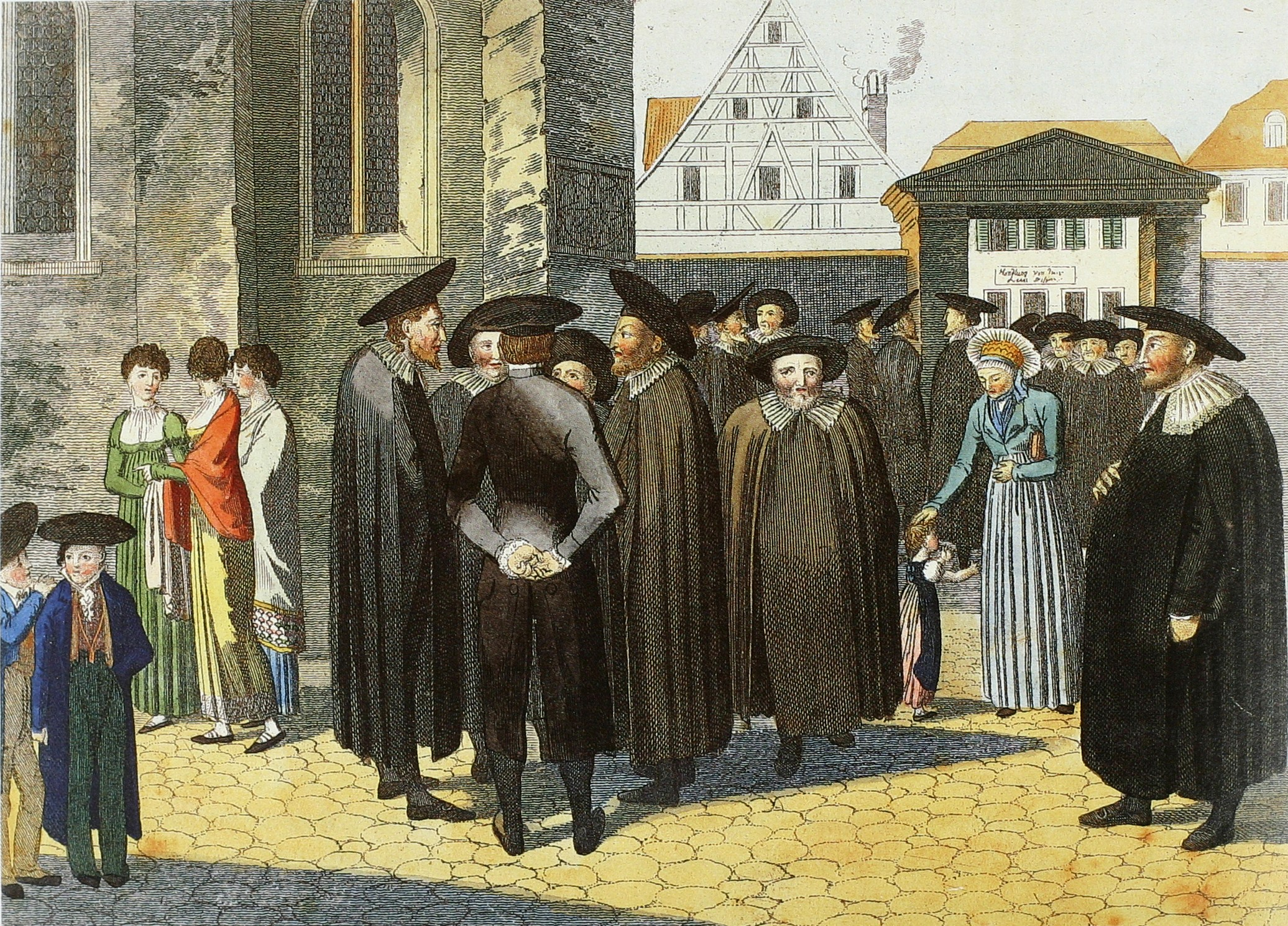
c. 1800.
1810.
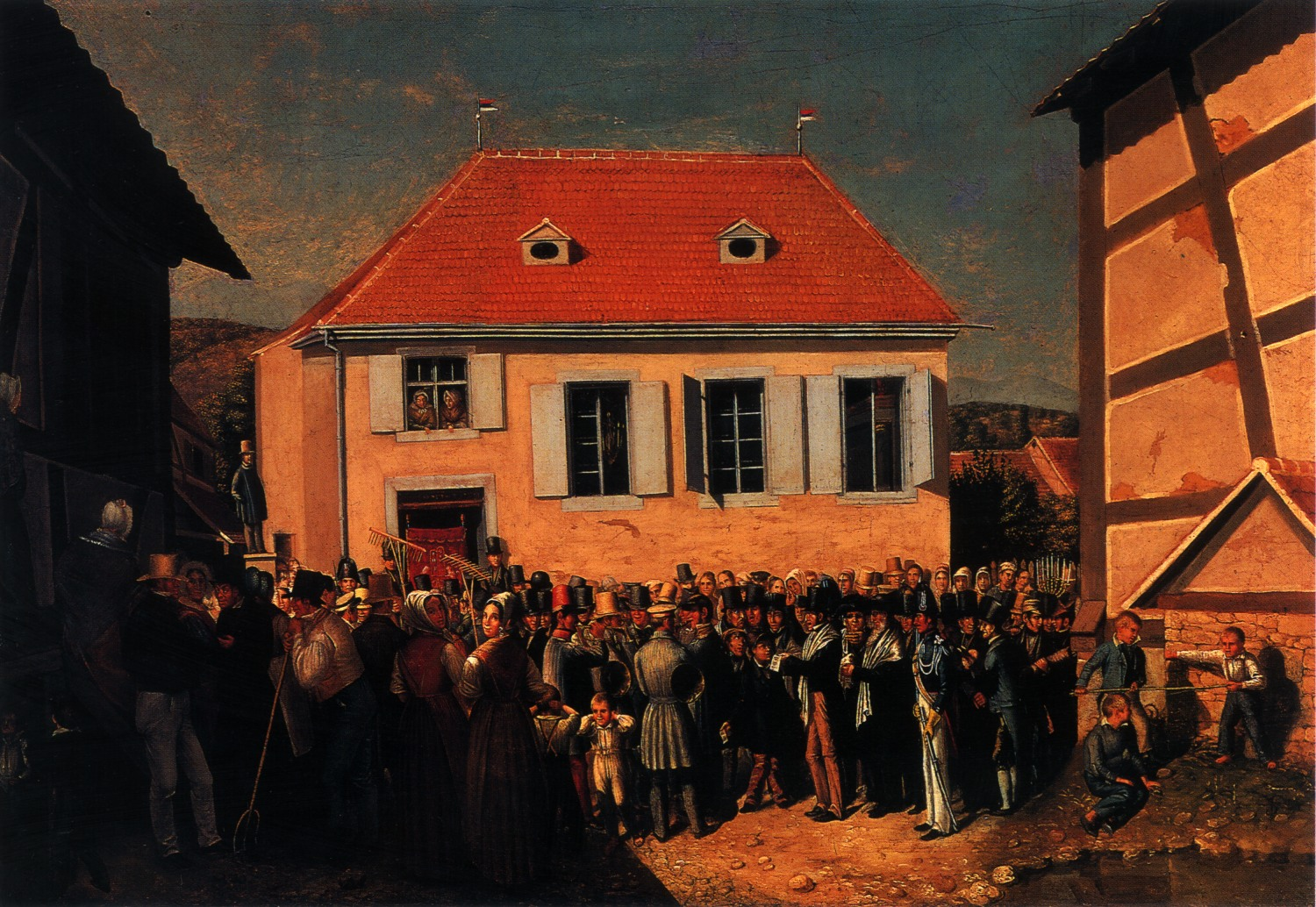
1820.
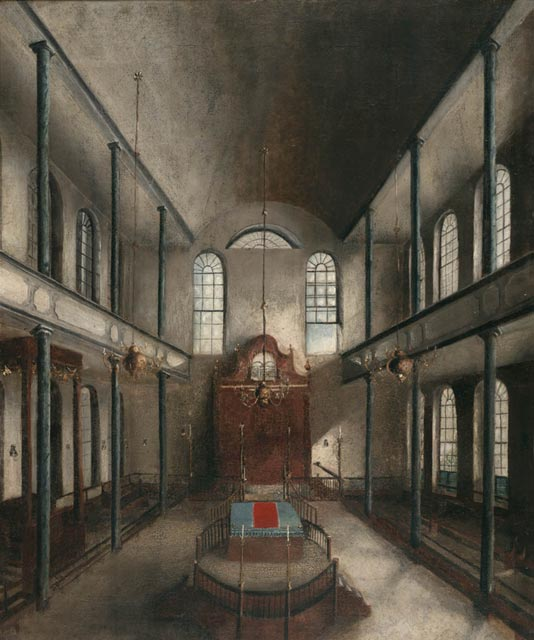
1838.
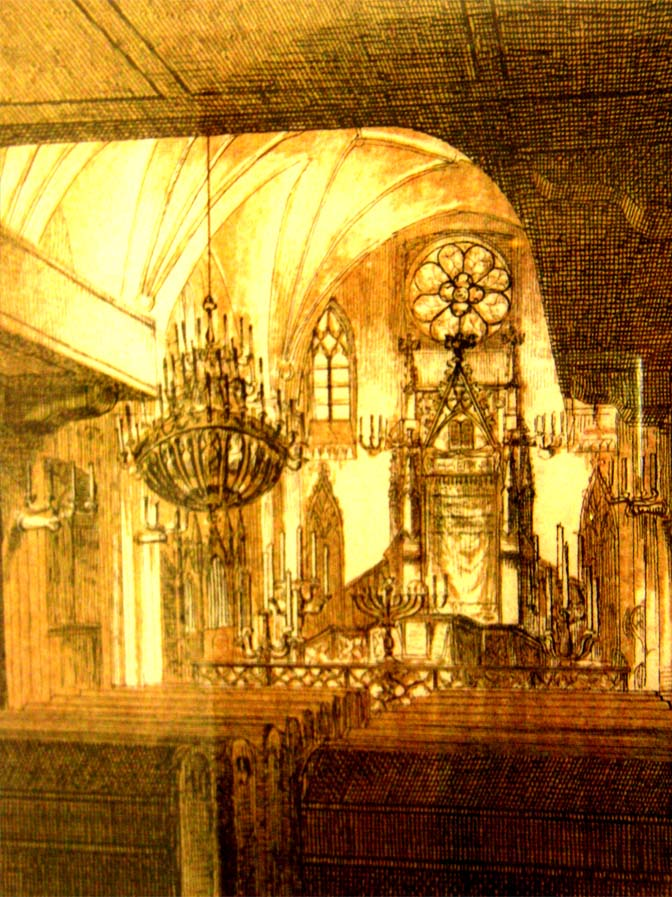
1850.
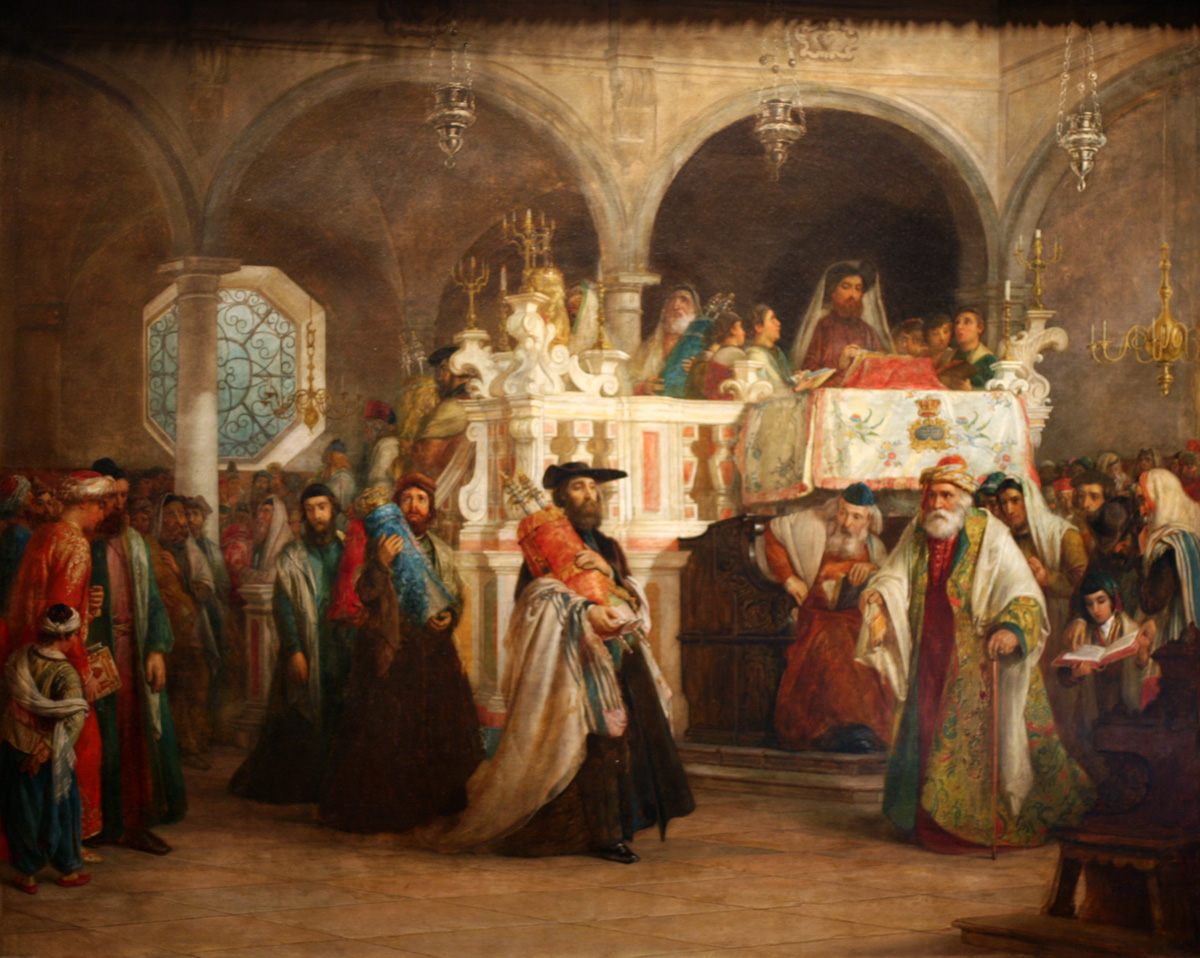
1850.
1860.
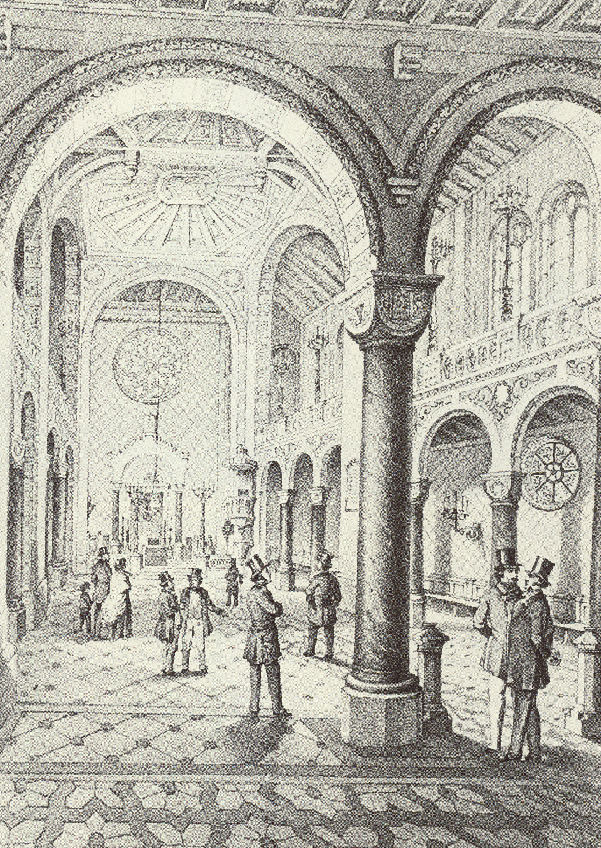
1860.
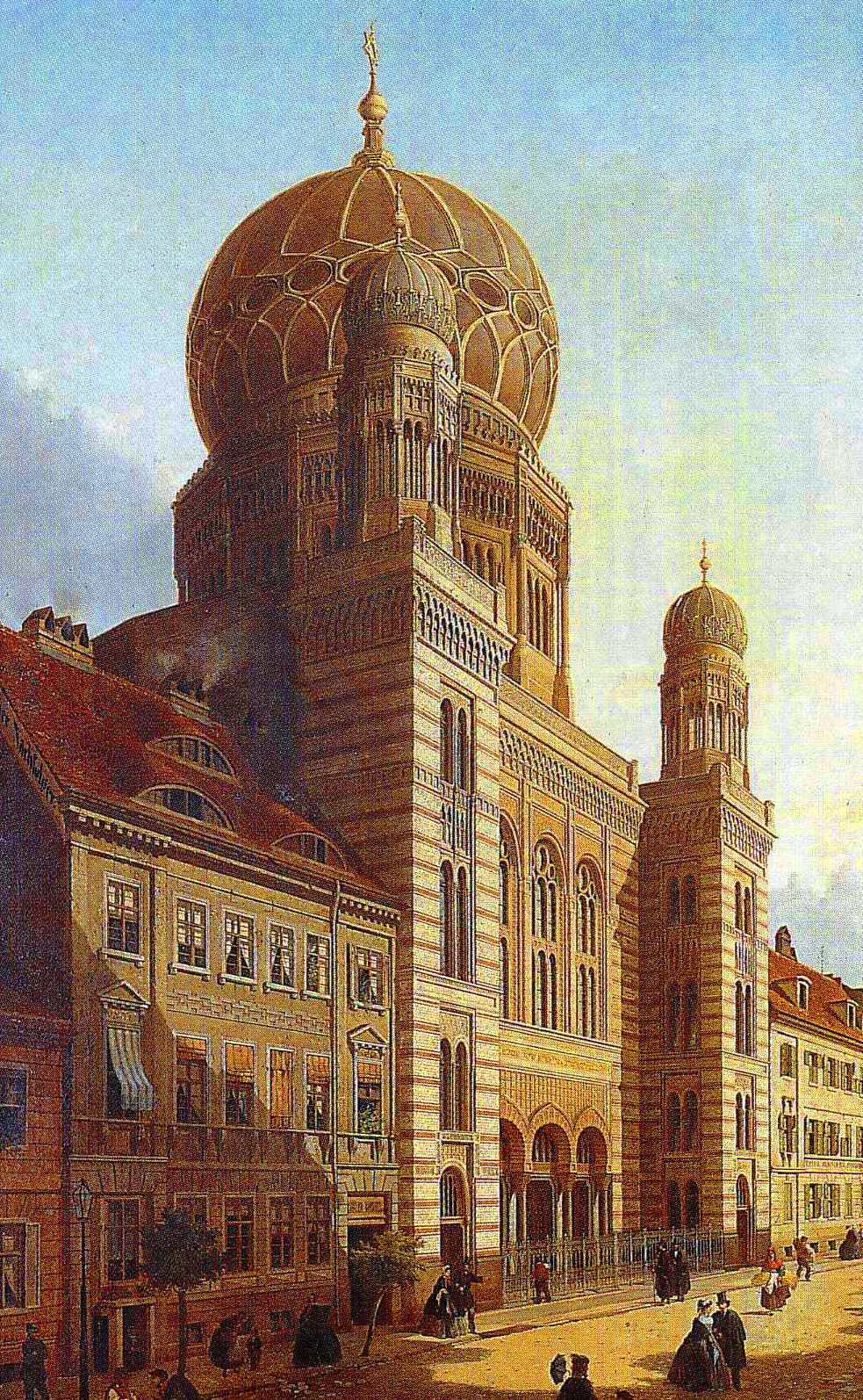
1865.
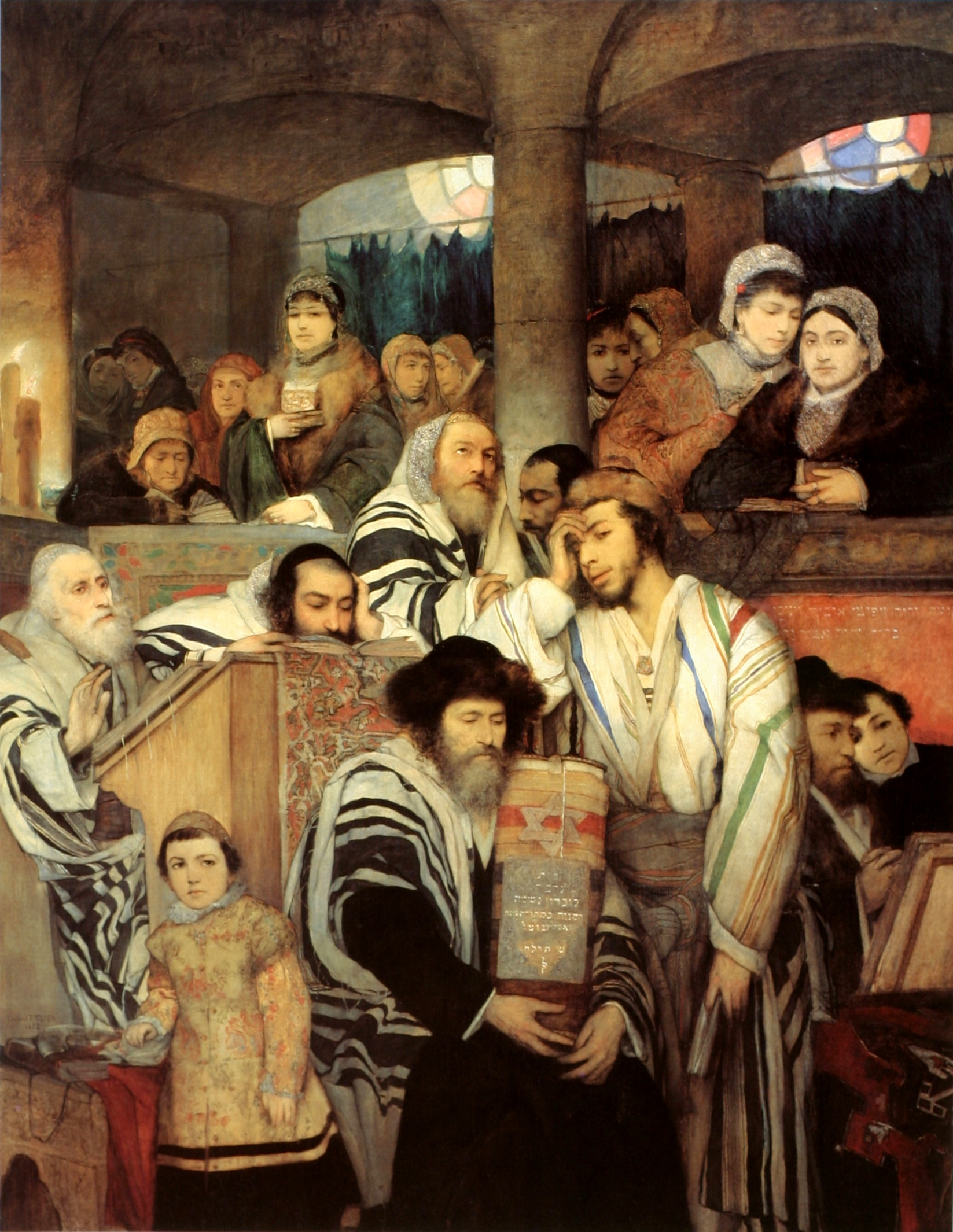
1878.
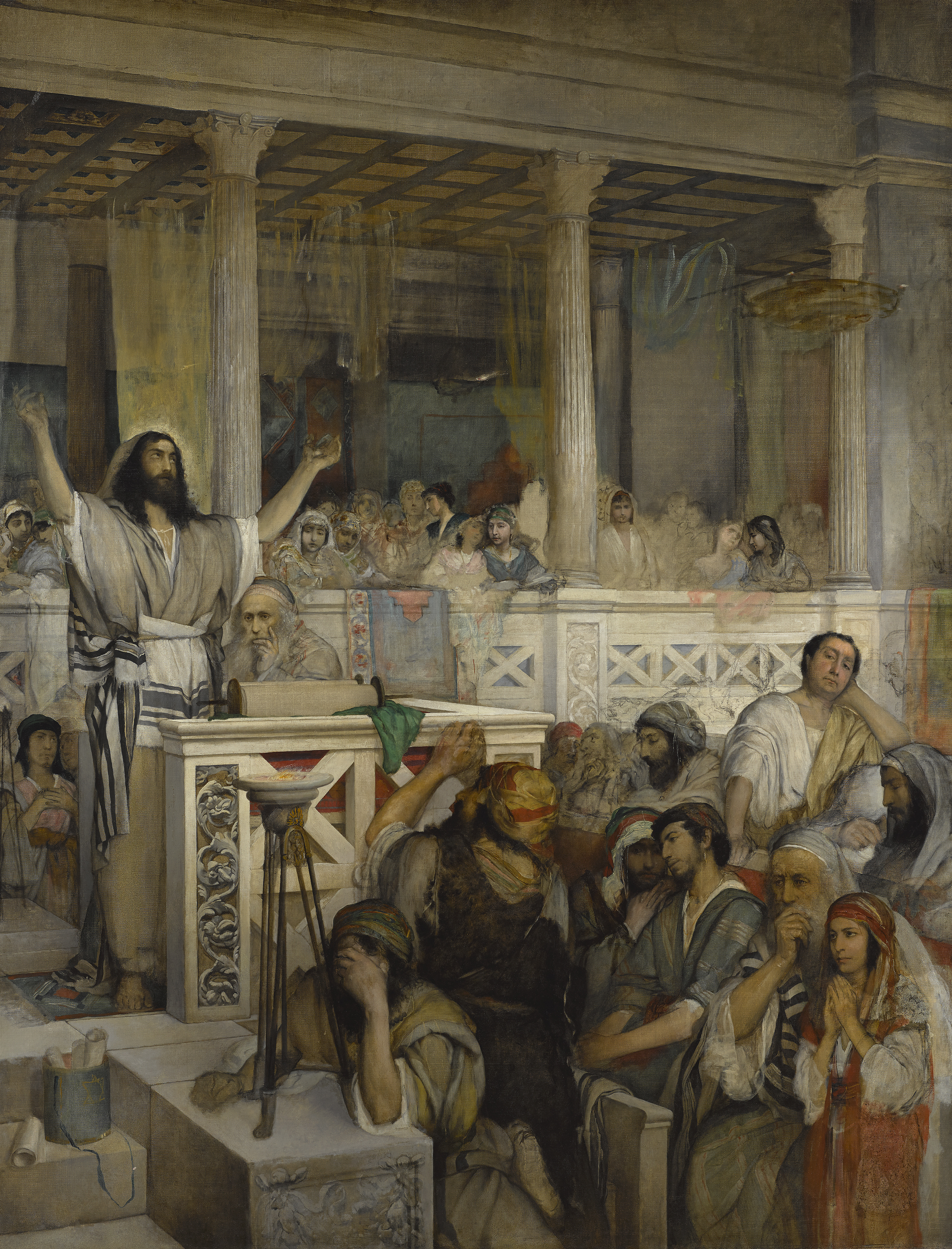
1878-1879.
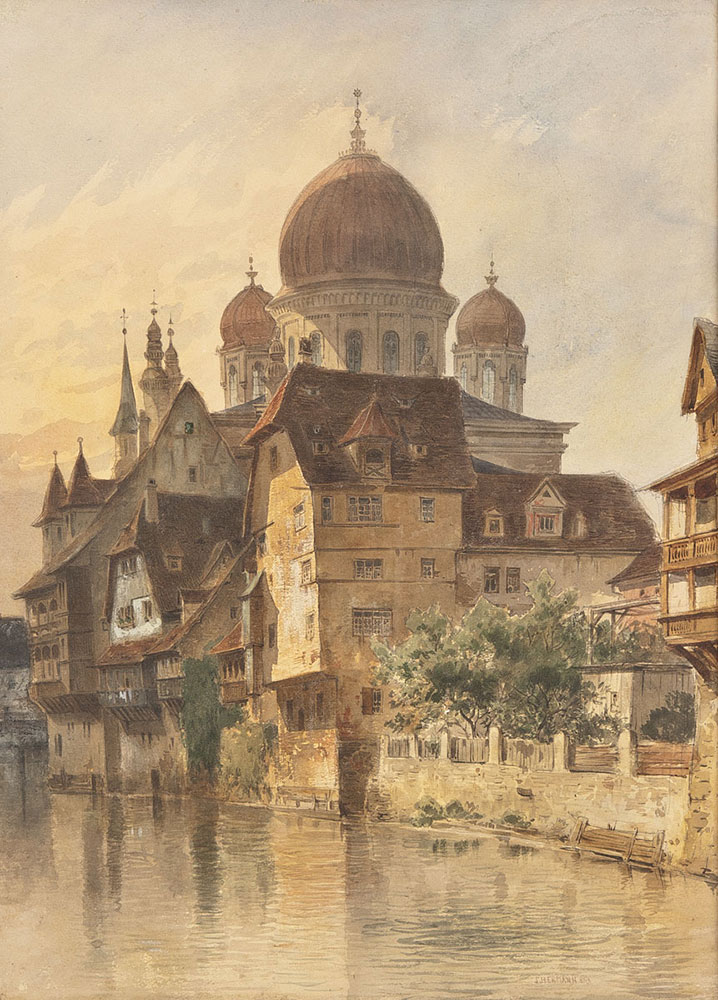
1885.
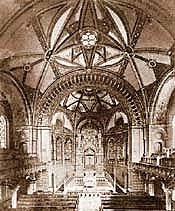
1893.
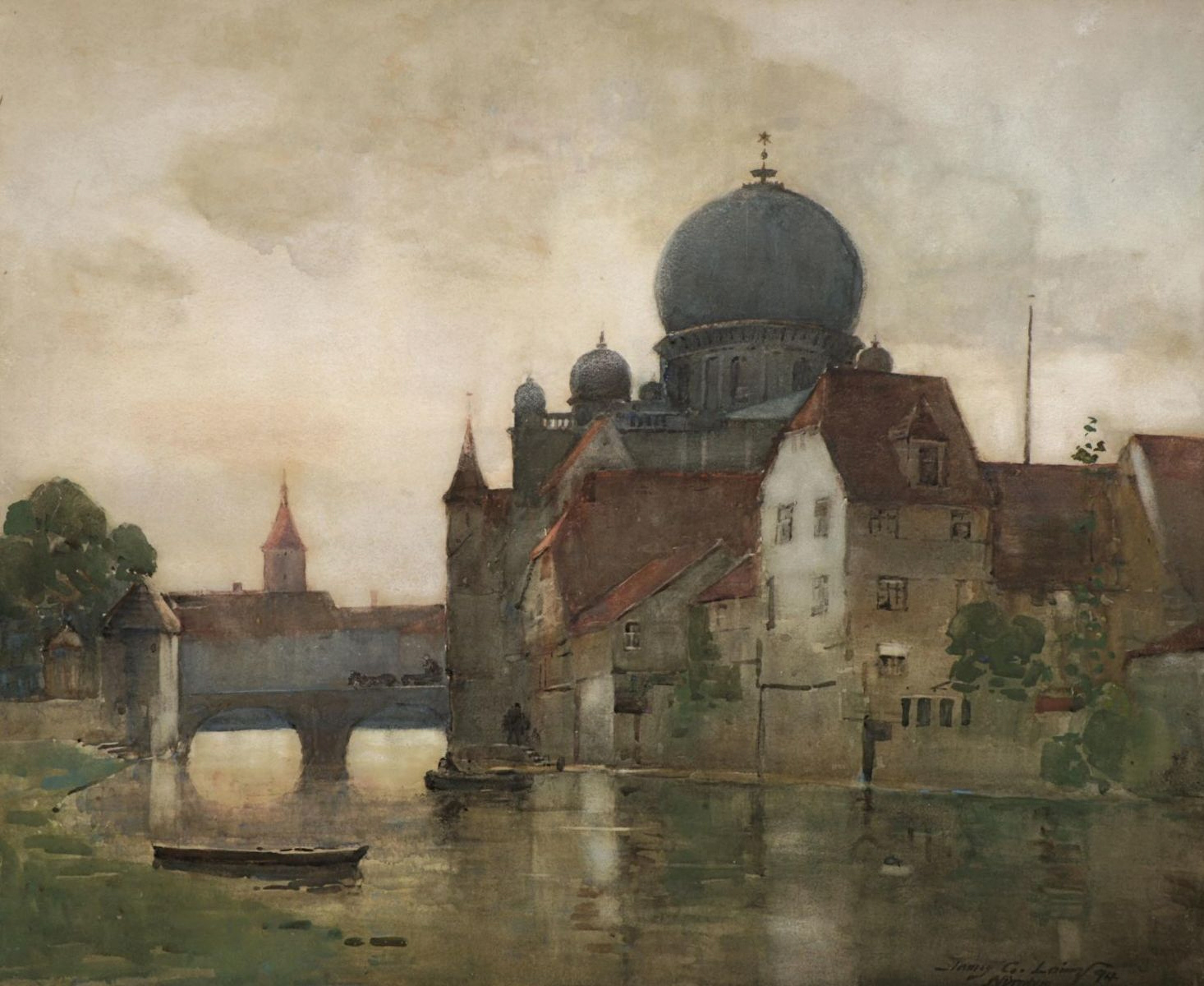
1894.
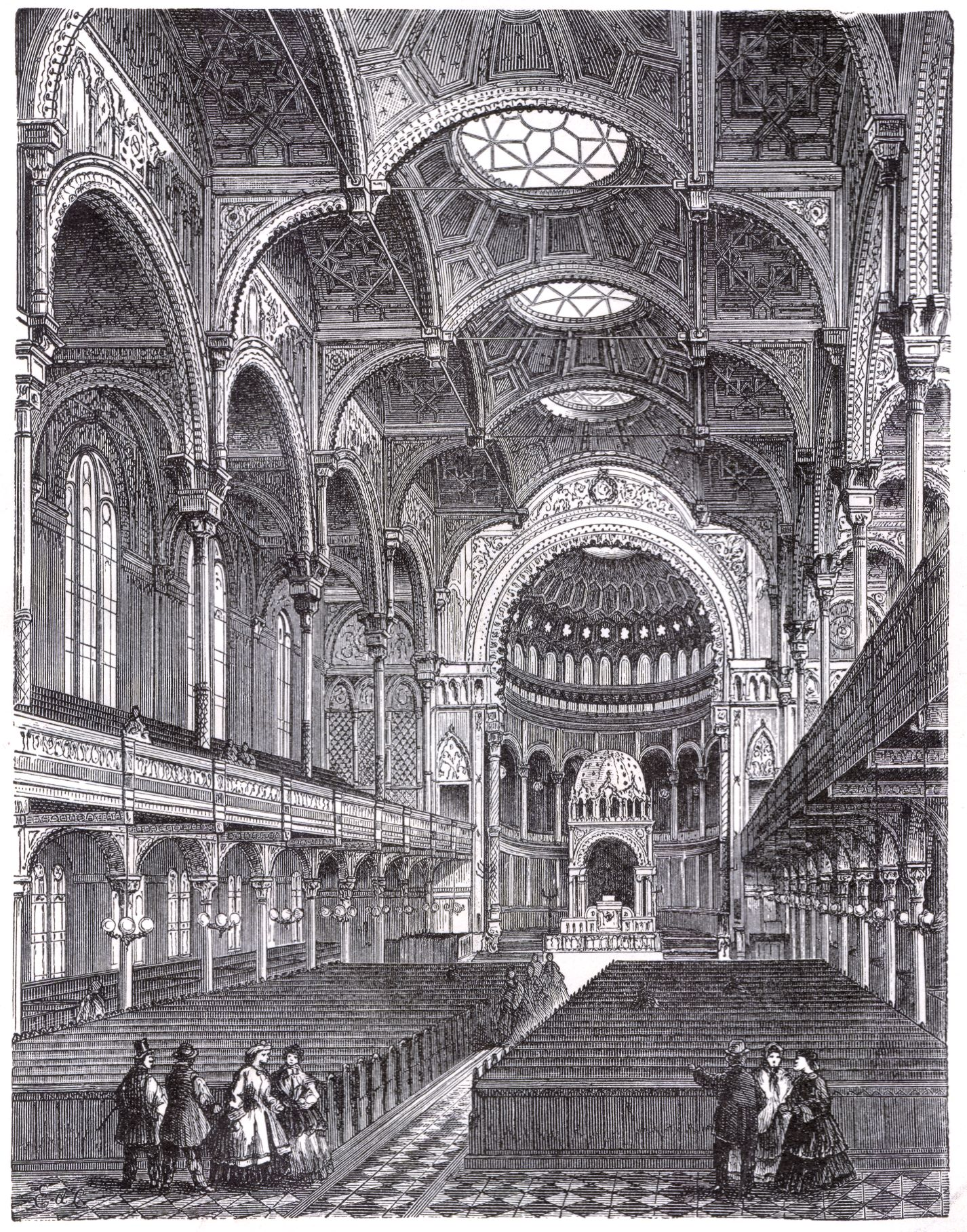
1896.
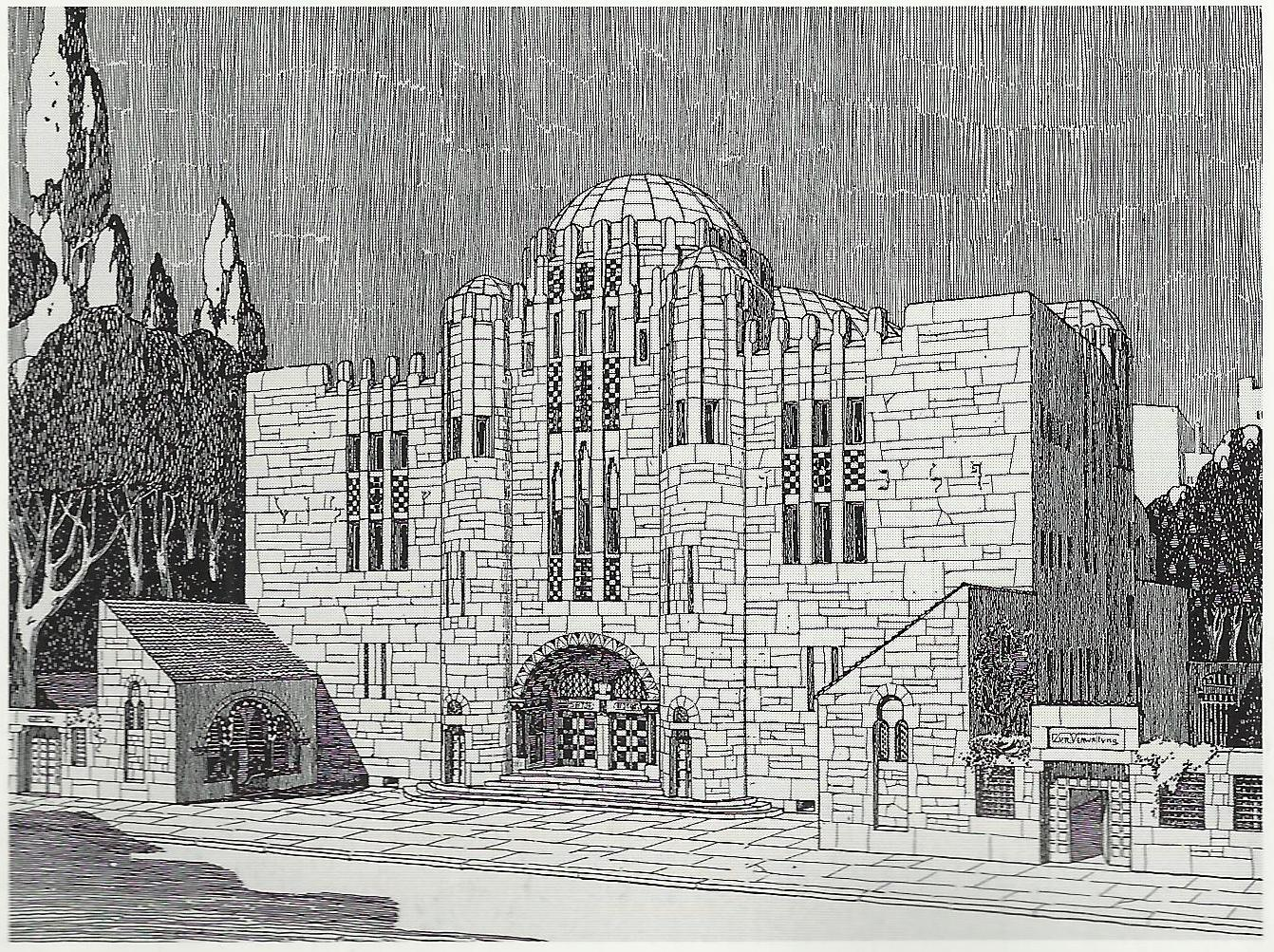
1904.
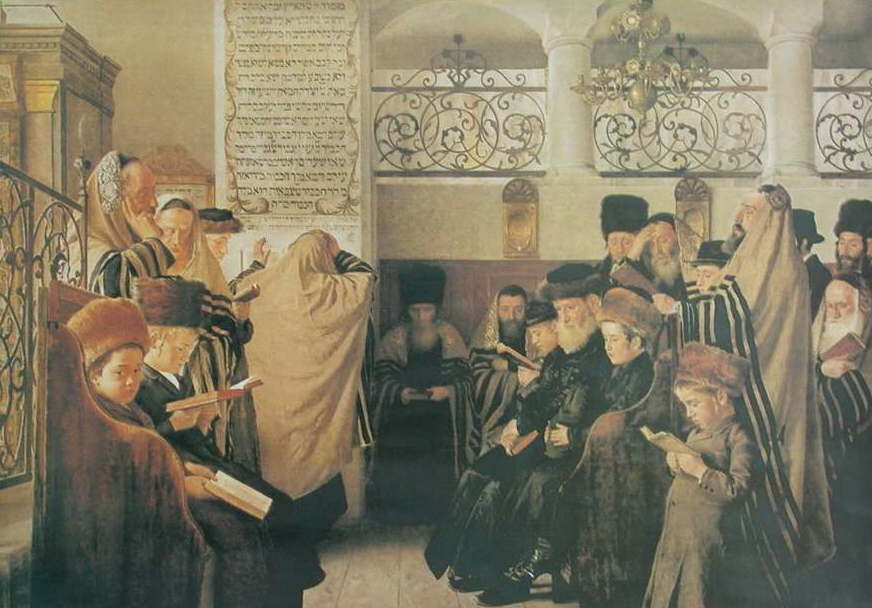
c. 1905.
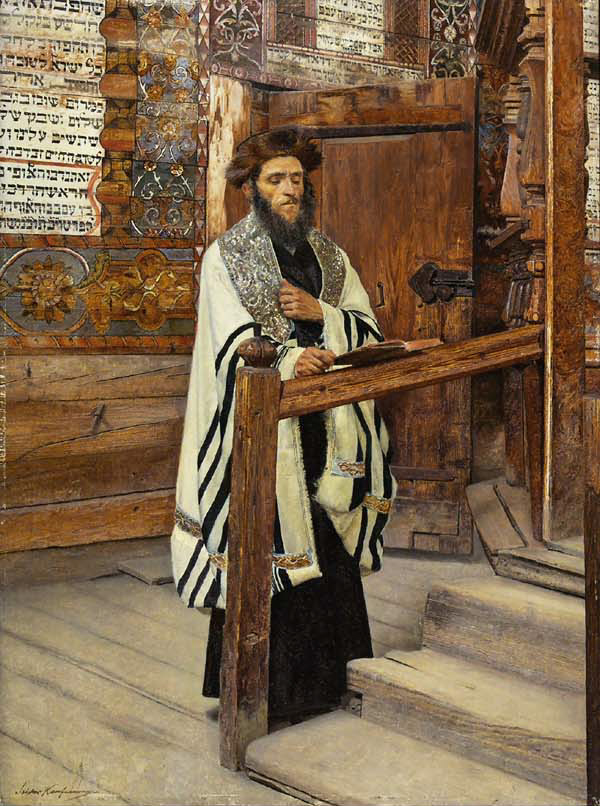
c. 1915.
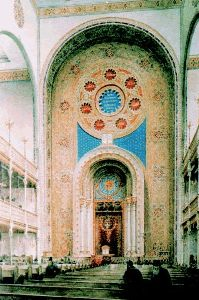
1922.
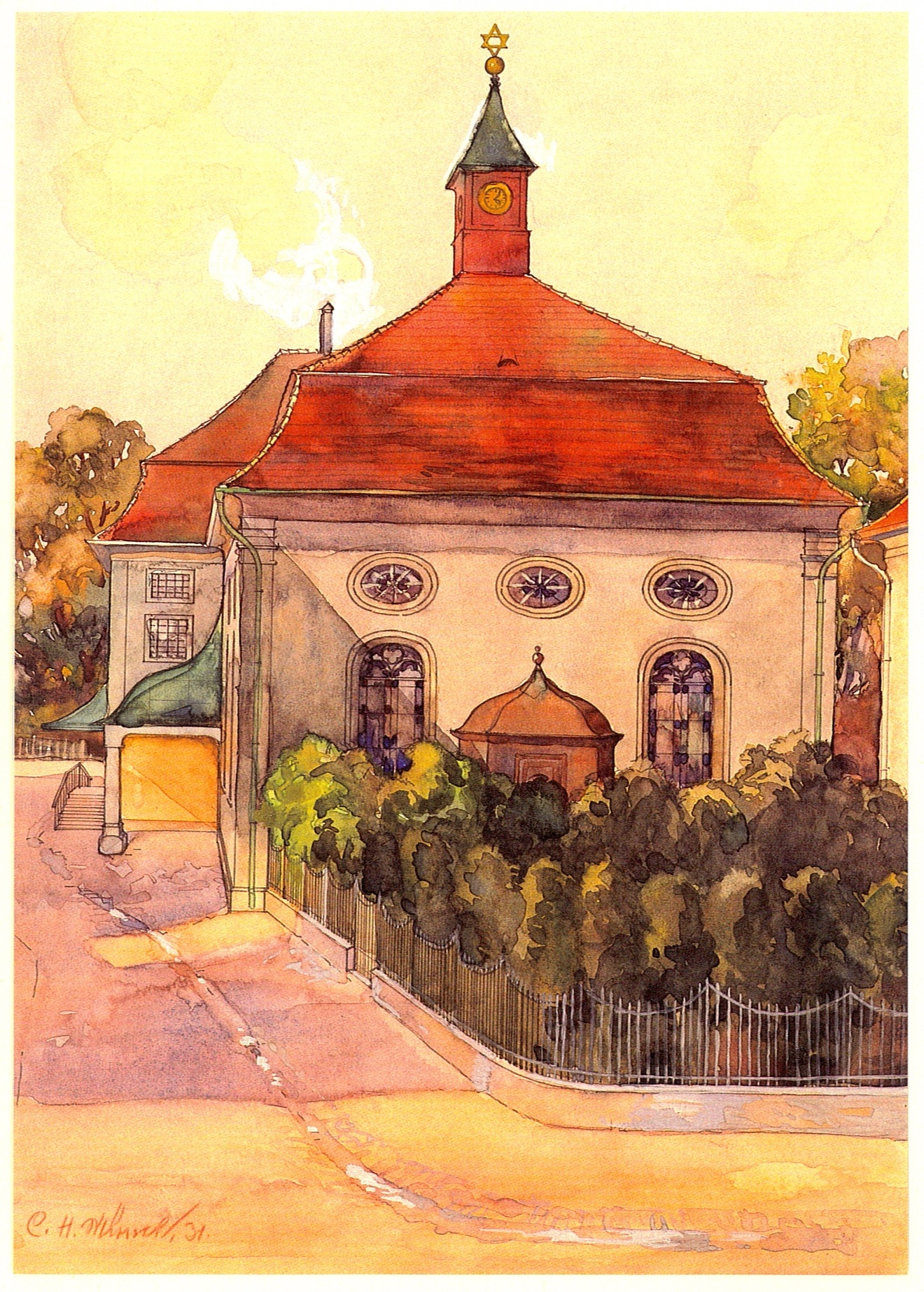
1931.